# Kaszuby
Kaszuby (kaszub. Kaszëbë lub Kaszëbskô) – region kulturowy w północnej Polsce, będący częścią Pomorza Gdańskiego. Zamieszkują tu m.in. Kaszubi (autochtoniczni Pomorzanie) posługujący się językiem kaszubskim, który ma w Polsce od 2005 status języka regionalnego. Obecnie obejmuje powiaty: kartuski, bytowski, lęborski, pucki, gdański, wejherowski, słupski, człuchowski, kościerski, chojnicki oraz miasta: Gdynię, Gdańsk i Sopot.

## Etymologia nazwy

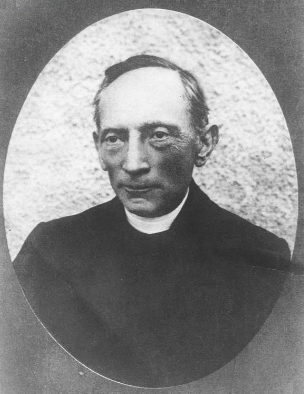
Ks. Stanisław Kujot

Istniały i istnieją różne hipotezy na temat pochodzenia nazwy Kaszuby. Zastanawiano się nad tym już w średniowieczu; z tego okresu pochodzi hipoteza, jakoby nazwa Kaszuby (w formie Casshubi) wywodziła się od długich, szerokich szat, ułożonych w fałdy (huby), stąd kasać huby miało oznaczać układany w fałdy. Taki przekaz pojawił się w kronice wielkopolskiej, a za nią powtarzali go m.in. Jan Długosz i Tomasz Kantzow. Hipoteza ta była jeszcze podtrzymywana w XX wieku. Inna wersja została zapoczątkowana przez Krzysztofa Celestyna Mrongowiusza, który podał w swym Słowniku, że nazwa Kaszuby pochodzi od kożucha (szub – kożuch noszony na Kaszubach). Wiktor Czajewski podawał, że nazwa ta pochodzi od kozia szuba, jednak ta hipoteza nie znalazła poparcia.
Adam Tadeusz Naruszewicz wyprowadził nazwę Kaszuby od Kizynów-Lutyków (Chyżan), tj. Kiszybów, czy Kiszubów.
Niemiecki etnograf Franz Tetzner wymienił kilka propozycji pochodzenia tej nazwy, np. od litewskich słów kuzas (kaftan) i kuzabas (ma kilka znaczeń: torebka z kory olchowej do zbierania jagód, barć w dziupli wydrążonego drzewa i środkowa część żarna), małoruskiego kozub (określenie kosza) i polskich słów: kazub, kozub, kazubek, kadłubek (kosz z łyka lub kory).
Szymon Matusiak wyprowadził nazwę Kaszuba z łacińskiego słowa casa (kasza), co z niemiecką hubą miało dać kaszhuba. Miało to oznaczać chatę, ale też posiadłość ziemską wraz z chatą kmiecia lub kolonisty. Z kolei W. Hanow, używający na formę Kaszubów określenia niemieckiego die Kassabiten, wywodzi ją od tłuczenia (bicia) kaszy, która jest jednym z głównych posiłków Kaszubów. Ponadto Hieronim Derdowski podaje, że nazwa tej krainy wywodzi się od wikliny rosnącej nad Łebą (koszebe). Jedną z najnowszych hipotez jest propozycja, zapoczątkowana przez niemieckiego slawistę Maxa Vasmera, a rozwinięta przez niemieckiego badacza Heinricha Kunstmanna. Kunstmann zasugerował, że nazwa Kaszuby wywodzi się od starożytnego ludu greckiego Kasopajów, którzy zamieszkiwali Epir. Jego zdaniem Słowianie, którzy we wczesnym średniowieczu zasiedlili Półwysep Bałkański, zetknęli się z tą nazwą, po czym część z nich ją przyjęła i wyruszyła w wędrówkę na północ.
Największą popularność wśród badaczy zyskała jednak etymologia zaproponowana przez ks. Stanisława Kujota, mówiąca o tym, że nazwa tej krainy pochodzi od rzeczownika kaszuby, który oznaczał „wody niezbyt głębokie, wysoką trawą porosłe”.

## Historia

### Zasięg występowania Kaszubów
Zasięg i granice historyczne ziem, które wchodziły w skład Kaszub i które zamieszkiwała ludność zwana Kaszubami, są tematem sporów w literaturze historycznej. W okresie od VII do XII wieku, obszary pomorskie zamieszkiwały plemiona słowiańskie, określane jako Pomorzanie, Wendowie lub Kaszubi. Obszar ówczesnych Kaszub był zawarty na Pomorzu Zachodnim (ogólnie rzecz biorąc, ówczesne granice wyznaczały: zachodnie okolice Zatoki Gdańskiej (na wschodzie), Odra (na zachodzie), puszcze nad Notecią (na południu), oraz Bałtyk (na północy)). W XIII wieku ziemia zwana Kaszubią, była położona (wg ówczesnych dokumentów) wzdłuż Parsęty (od Kołobrzegu i Koszalina), aż do granicy z Wielkopolską. Źródła XII-XIV wieczne z Pomorza Gdańskiego nie zawierają wzmianek o ludności kaszubskiej. Wynika więc z tego, że w późnym średniowieczu mianem „Kaszuby” określano ziemie położone na zachód od Pomorza Gdańskiego. Wykraczały więc one daleko poza współczesny zasięg ziem kaszubskich (wg dokumentu księcia gdańskiego Świętopełka, w 1248 roku miał on być zaatakowany przez wojska książąt zachodniopomorskich, na których czele stały oddziały kaszubskie), chociaż zasięg językowy kaszubszczyzny mógł obejmować całe Pomorze.
Według Edwina Rozenkranza, określenie „Kaszuby” wprowadzili na Pomorze Gdańskie słowiańscy przesiedleńcy z Pomorza Zachodniego (głównie było to rycerstwo), którzy z czasem musieli ustępować miejsca niemieckim kolonistom. Nazwa ta przyległa do tych ziem u schyłku średniowiecza, a rozpowszechniono ją w XVI wieku.

### Wczesne średniowiecze
W nauce historycznej przypuszcza się, że nazwa Kaszuby ukształtowała się w czasie wędrówek ludów (VI-VIII wiek), a miano nią określać południowobałtyckie plemiona słowiańskie. Być może Kaszubi (których pierwotne siedziby mogły się znajdować na Podlasiu lub północnym Mazowszu) przywędrowali w połowie I tysiąclecia na ziemie między dolną Wisłą i dolną Odrą w miejsce zespołu plemion wieleckich. Gerard Labuda pisał: Kaszuby jako nazwa geograficzno-polityczna i Kaszubi jako nazwa etniczno-językowa dla ludzi tę ziemię zamieszkujących pojawia się w źródłach dopiero w XIII stuleciu. Jak wykazują naukowe próby ich objaśnienia, to zarówno nazwa terytorialna, jak i etniczna mają metrykę sięgającą o wiele głębiej w przeszłość, oraz że Wszystko wskazuje na to, że przeniosła się tutaj razem z ludnością przybywającą, najogólniej mówiąc, w okresie wędrówek ludów środkowoeuropejskich na przełomie V/VI stulecia z Polski środkowej dolną Odrą a dolną Wisłą egzystowało kilkanaście wspólnot plemiennych, na zachodzie u ujścia Odry byli Wolinianie, zaś wschód u ujścia Wisły był granicą między ludnością pruską a słowiańską (być może kaszubską). Na linii brzegowej Bałtyku swoje ślady obecności pozostawili z kolei wikingowie. Około 955 roku Mieszko I dokonał podboju Pomorza, o czym mają świadczyć odnalezione przez archeologów spalone grody pomorskie z tego czasu. W wyniku wojny w latach 967–972 podporządkował on także plemię Wolinian. W dokumencie Dagome iudex (ok. 991) pojawia się z kolei określenie longum mare, które jest traktowane jako pierwsza historyczna wzmianka o Pomorzu.
Pod koniec pierwszego tysiąclecia na Pomorzu (czyli ojczyźnie Kaszubów) kształtowały się trzy ośrodki polityczne: Gdańsk, Kołobrzeg oraz Szczecin/Wolin. Ważną rolę pełniło też miasto Wołogoszcz (dzisiejszy Wolgast w Meklemburgii). Z czasem głównym centrum zachodniopomorskich Kaszub stał się Szczecin, gdzie panowała przez kilka wieków dynastia Gryfitów, nazwana tak od gryfa (który jest obecnie symbolem Kaszubów).
Za czasów Bolesława Chrobrego na Pomorze dotarł Święty Wojciech, który w 997 roku ochrzcił mieszkańców Gdańska, w tym prawdopodobnie Kaszubów (z jego żywota pochodzi pierwsza pisemna wzmianka o Gdańsku), ponadto w 1000 roku założono na Pomorzu pierwsze biskupstwo w Kołobrzegu, na czele z Reinbernem. Wskutek reakcji pogańskiej, która miała wkrótce miejsce na Pomorzu, Reinbern musiał uchodzić, zaś władza księcia polskiego na tym terenie osłabła (umowna data upadku Kołobrzegu – 1013).
W 1046 roku pojawia się wzmianka w niemieckiej kronice w Alteich w Bawarii, wedle której Pomorzem władał książę Siemomysł, będący w sporze z polskim księciem Kazimierzem Odnowicielem. W latach 1116–1119 Pomorze Wschodnie (a więc ziemie obecnie zamieszkane przez Kaszubów) zostało podbite przez księcia Bolesława Krzywoustego. Niedługo potem podbił on także Pomorze Zachodnie (1121-1123); polskim lennikiem został wówczas Warcisław I, protoplasta dynastii Gryfitów, który został władcą Pomorza Zachodniego (wg Gerarda Labudy księstwa kaszubsko-lucickiego). W latach 20. XII wieku Otton z Bambergu nazywany „Apostołem Pomorza”, odbył podróże w celu chrystianizowania ludności pomorskiej.
Po śmierci Bolesława Krzywoustego (1138), książęta pomorscy zaczynają się uniezależniać od polskiego princepsa, wkrótce w 1140 roku utworzono biskupstwo w Wolinie, które obejmowało tereny po obu stronach Odry (np. Wołogoszcz, Dymin, Szczecin i Kołobrzeg), co wywoływało spory między arcybiskupstwem gnieźnieńskim i magdeburskim w kwestii przynależności metropolitalnej.
W 1156 roku doszło do połączenia biskupstwa kruszwickiego i włocławskiego w jedno biskupstwo włocławskie, które obejmowało tereny dzisiejszych Kaszub (np. dzisiejsze powiaty: kartuski, kościerski i pucki). Z kolei na Pomorzu Zachodnim doszło do podziału księstwa zachodniopomorskiego. W części kaszubskiej (ze stolicą w Szczecinie) rządził Bogusław I. Po śmierci Kazimierza I (1180), władającego częścią lucicką, Bogusław zjednoczył księstwo zachodniopomorskie. W 1176 roku Duńczycy zniszczyli Wolin, przez co tamtejszy biskup przeniósł się do Kamienia Pomorskiego (odtąd jest to diecezja kamieńska).
W 1181 roku książę Bogusław został lennikiem cesarza Fryderyka Barbarossy, przez co księstwo weszło w orbitę wpływów niemieckich, a formalne związki z Polską zostały zerwane na wiele wieków (przyjął tytulaturę „książę Pomorzan i Luciców”). Kilka lat później nastąpił jednak początek panowania duńskiego nad Pomorzem Zachodnim (trwające w latach 1184–1227). Z czasem Pomorze Zachodnie rozpadło się na dwa księstwa: szczecińskie i wołogoskie, z kolei przed rokiem 1238 księstwo słupsko-sławieńskie zostało wcielone do ziem rządzonych przez książąt gdańskich, bardzo związanych z Polską (choć od niej niezależnych). Po panowaniu duńskim nastąpiło zwierzchnictwo brandenburskie (1231-1250). Na Pomorzu Wschodnim doszło w tym czasie do fundacji klasztoru cysterskiego w Oliwie (1186, filia opactwa w podszczecińskim Kołbaczu) i klasztoru norbertanek w Żukowie (około 1212); oba uległy jednak zniszczeniu w 1226 roku w wyniku najazdu pruskiego.

### Kaszuby w późnym średniowieczu
Kaszubskie księstwa Pomorza nigdy nie zostały złączone w jeden organizm państwowy. Używano tu języka kaszubskiego i liturgicznej łaciny. Ponadto księstwa wschodnie bardziej ulegały polszczyźnie, zachodnie – niemczyźnie, co związane było z kierunkiem, z którego w danej części Pomorza napływało wsparcie chrystianizacyjne. Z czasem te dwa języki zaczęły w tych częściach dominować. Wpływ na to miał przydział poszczególnych ziem do konkretnych biskupstw – wschodnią część ziemi kaszubsko-pomorskiej włączono do biskupstwa kujawsko-włocławskiego (w jego ramach powstał archidiakonat gdański-pomorski), część środkową (od Góry Chełmskiej pod Koszalinem do wschodnich krańców księstwa) do arcybiskupstwa gnieźnieńskiego, tworząc archidiakonat słupski. Na zachód od Góry Chełmskiej (gdzie było największe w tamtej epoce sanktuarium maryjne w północnej Europie), ziemie podlegały biskupstwu wolińskiemu (bulla Ex commisa nobis, 1140), a od 1175, po przeniesieniu siedziby biskupa, biskupstwu kamieńskiemu. Formalne przeniesienie zachodniopomorskiej stolicy biskupiej nastąpiło dopiero na mocy bulli papieża Klemensa III z 25 lutego 1188. Diecezja kamieńska od początku swego istnienia miała przywilej wolności, co oznaczało, że na zawsze (łac. perpetuis temporibus) podlegała bezpośrednio Stolicy Apostolskiej.
Nazwę etniczną „Kaszuby” wprowadzili do historii dominikanie i franciszkanie. Wystąpiła po raz pierwszy w bulli papieża Grzegorza IX z dnia 19 marca 1238 roku, w której Bogusław I lub Bogusław II, dux Cassubie (książę Kaszub), wspominany jest jako dobroczyńca zakonu joannitów. Od tego czasu w tytulaturze książąt zachodniopomorskich zaczyna regularnie występować, początkowo w formie dux Slavorum et Cassubia, czyli książę Słowian i Kaszub (taki tytuł pojawił się w 1256 roku u Barnima I). Dopiero Barnim III (1320-1368) tytułuje się jako dux Cassuborum, czyli „książę Kaszubów”. Nazwę „Kaszuby” przypisywano wówczas do Pomorza Zachodniego.

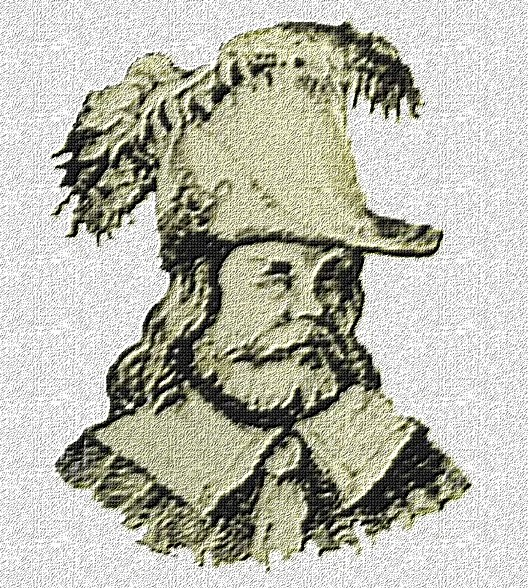
Warcisław III

W 1258 roku, jak zapisano w Kronice wielkopolskiej, Warcisław III, „książę Kaszubów wyruszył przeciwko Świętopełkowi, księciu Pomorza, z wojskiem Wielkopolan, które książę wielkopolski Bolesław przysłał na pomoc, i z biskupem kamieńskim. I przyszedłszy w okolice Słupska, który inaczej nazywa się Stolp, pozostawił biskupa i wojsko jego (...), sam [zaś] z wielkim wojskiem śmiało pustoszył ziemie Świętopełka”. Ostatecznie Warcisław III przegrał, a ziemia słupska i sławieńska jeszcze kilkadziesiąt lat (do lat 1306–1307) należała do Pomorza Gdańskiego.
Z czasem rycerstwo, mieszczaństwo i duchowieństwo było reprezentowane głównie przez Niemców. Wyższe warstwy ludności kaszubsko-słowiańskiej, wraz z książętami, także podlegały germanizacji, choć zachowały swoje kaszubskie nazwiska i świadomość słowiańskiej proweniencji. Do roku 1945, najbardziej zamożnymi i znaczącymi rodami kaszubskimi na Pomorzu były prastare kaszubskie familie: Podkomorzych von Puttkamerów, Cycewiców von Zitzewitz, Borków von Bork i Machów von Mach.
Najwybitniejszym księciem pomorskim był Bogusław X Wielki z dynastii Gryfitów, który w 1478 roku zjednoczył całe Pomorze Zachodnie; bronił się przed naporem Brandenburgii i szukał zbliżenia kontaktów z Polską. Na Pomorzu Wschodnim, za czasów dynastii Sobiesławiców (najwybitniejsi przedstawiciele – Świętopełk Wielki i Mściwoj II), także miała miejsce kolonizacja niemiecka i osadnictwo na prawie niemieckim. Bronili swojej niezależności przed książętami polskimi i Krzyżakami.
Na Pomorzu Zachodnim, Niemcy podporządkowywali sobie ludność kaszubską, dla której przenoszenie na prawo niemieckie dawało szansę poprawy jakości życia, a także postęp cywilizacyjny. Równocześnie dochodziło jednak do obumierania kaszubszczyzny (zaczęto częściej używać języka niemieckiego i łacińskiego) i dyskryminacji samych Kaszubów (nie dopuszczano ich do prawa miejskiego). Jak pisze prof. Józef Borzyszkowski: „W realiach ustrojowo-prawnych i politycznych już od XIII wieku ludność kaszubska stanowiła grupę obywateli drugiej kategorii w państwie-księstwie, nadal kaszubsko-pomorskim z nazwy, a istocie coraz bardziej niemieckim”.
Dzięki układowi w Kępnie (1282), zawartym między księciem gdańskim Mściwojem II, a księciem wielkopolskim Przemysłem II, władzę na Pomorzu Wschodnim przejął w 1294 roku Przemysł II. Doszło w ten sposób (na krótko) do zjednoczenia Pomorza Gdańskiego i Wielkopolski, co zaowocowało później tytułem króla Polski dla księcia wielkopolskiego. Po jego rychłej śmierci (1296), Pomorze zostało w latach 1308–1309 zajęte przez Krzyżaków. Trwające ponad 150 lat rządy krzyżackie umocniły tutaj wpływy niemieckie. Obowiązywał tzw. „paragraf wendyjski”, który zabraniał przyjmowania Słowian (Kaszubów) do prawa miejskiego. Doszło też do degradacji miejscowych elit rycersko-możnowładczych, co spowodowało, że doszło do petryfikacji kaszubszczyzny na wsi. Spowodowało to, że społeczność kaszubska nie wytworzyła ponadplemiennego języka, ani podstaw narodowości kaszubskiej. Dochodziło z czasem do „prusyfikacji” kaszubszczyzny.

### Czasy reformacji i autonomii Prus Królewskich
Dla historii Kaszubów jednym z kluczowych wydarzeń były reformacja i kontrreformacja, które miała kluczowe znaczenie dla „przebiegu procesów etniczno-narodowościowo-kulturowych na całym Pomorzu”. Reformacja dotarła najszybciej, z racji położenia geograficznego, na Pomorze Zachodnie. Idee reformacyjne rozwijały się tam dzięki protekcji książąt szczecińskich, a to dlatego, gdyż dzięki nim pozycja książąt zachodniopomorskich względem Kościoła wzmacniała się.
Dzięki działalności Pomorzanina Jana Bugenhagena (wspieranego przez tamtejszych książąt, a na początku także przez biskupa kamieńskiego), idee reformacyjne objęły szybko całe Pomorze Nadodrzańskie, a w końcu całe Pomorze – szczególnie chętnie przyjmowali je mieszczanie i szlachta, częstokroć zadłużeni w klasztorach i innych kościelnych instytucjach. Środkowa i zachodnia część Pomorza została jednolicie protestancka i niemiecka, zaś wschodnia (na wschód od jeziora Jamno i rzeki Unieść) – pozostała kaszubska i częściowo katolicka. Tamtejsi Kaszubi nie mieli jednak należytego dostępu do liturgii w rodzimym języku (co pogłębiały dodatkowo liczne wojny, w tym zwłaszcza wojna trzydziestoletnia). Zaczęły powstawać jednak dzieła pisane dla ludu kaszubskiego – w 1586 roku światło dzienne ujrzały Duchowne piesnie D. Marcina Luthera y ynszich naboznich męzow. Z niemieckiego w slawięsky ięzik wilozone, autorstwa pastora bytowskiego Szymona Krofeya. Był to co prawda druk w języku polskim, lecz przeplatany licznymi kaszubizmami.

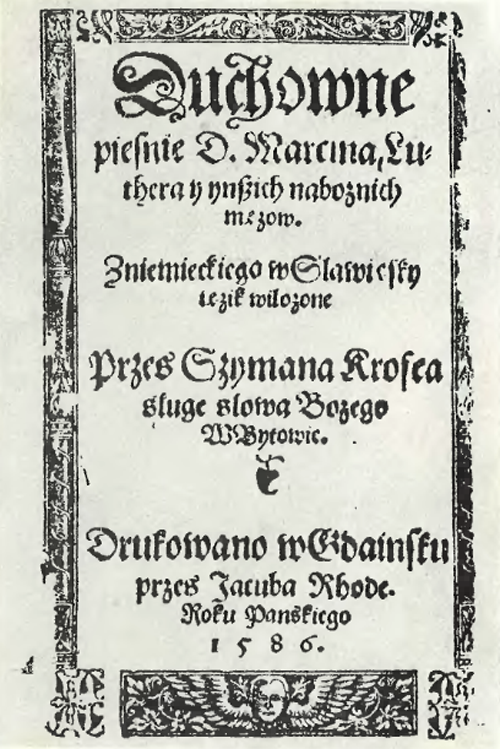
Strona tytułowa z dzieła Szymona Krofeya (1586)

Z opóźnieniem reformacja docierała także na Pomorze Wschodnie, gdzie znalazła popularność wśród niemieckich mieszczan i szlachty kaszubsko-polskiej. Za czasów Prus Królewskich istniało województwo pomorskie, obejmujące ziemie leżące na lewym brzegu Wisły. W najuboższych jego częściach zamieszkiwały liczne społeczności kaszubskie. Niektórzy ówcześni kronikarze, jak np. Francuz Charles Ogier, rozciągali kaszubski obszar językowy na całe Prusy.
Na obszarze kaszubskim ludność utrzymywała się z rolnictwa, leśnictwa i rybołówstwa. Miasta były małe i nieliczne. Na Pomorze z czasem napływać zaczęła ludność z różnych wspólnot etnicznych i religijnych. Zaczęło się to zmieniać po soborze trydenckim (1545-1563) i w trakcie kontrreformacji. Między innymi dzięki jezuitom ograniczony został luteranizm, dużą rolę odegrały też klasztor benedyktynek w Żukowie i sanktuarium kalwaryjskie w Wejherowie, nad którym opiekę przejęli franciszkanie. Wielu szlachciców i przedstawicieli wiejskich wspólnot parafialnych, zwłaszcza na terenach zamieszkałych przez Kaszubów, zaczęło się nawracać na katolicyzm. Jeszcze przez wiele dziesięcioleci zróżnicowanie na tle religijnym i wraz z nim idące podziały ekonomiczne, decydowały o tutejszej codzienności. Od końca XVI wieku do połowy XIX wieku Krokowa była centrum kalwinizmu na Pomorzu Gdańskim i przynajmniej do połowy XIX wieku odbywały się tutaj regularne nabożeństwa ewangelicko-reformowane po kaszubsku. Regionem ze sporym odsetkiem ewangelików (luteranów) Kaszubów do XIX wieku pozostało Bolszewo.
Okres potopu szwedzkiego przyniósł Kaszubom znaczne zniszczenia. Pozytywniej wspominana jest wojna polsko-turecka – w odsieczy wiedeńskiej (1683) brali udział m.in. szlachcice i chłopi kaszubscy. Wedle legend, Kaszubi za swój heroiczny udział w walkach mieli dostawać szlachectwo i herby od króla Jana III Sobieskiego, jednak nie jest to zgodne z prawdą (poszli oni głównie jako szlachta).
Część kaszubskiej szlachty zaczęła się wtapiać i w pełni utożsamiać z polską kulturą, niektórzy osiągnęli godności senatorskie (w Rzeczypospolitej) i godności wojewodów (w Prusach Królewskich). Autonomia Prus Królewskich (Prusy miały np. osobne sejmiki) spowodowała uaktywnienie w działalności publicznej ogółu szlachty kaszubskiej, także tej najdrobniejszej.
Upadek Rzeczypospolitej pod koniec XVIII wieku spowodował, że ziemie Kaszub i Prus Królewskich zostały już w pierwszym rozbiorze wcielone przez króla pruskiego (władającego Pomorzem Zachodnim od wymarcia w 1637 roku dynastii Gryfitów) do jego państwa.

### Kaszubi w protestanckim państwie pruskim
Polityka germanizacyjna za czasów zaboru pruskiego była wymierzona w pierwszej kolejności przeciw ludności polskiej i kaszubskiej. W 1780 roku jeden z realizatorów polityki germanizacyjnej, superintendent słupski Krystian Haken pisał, że Kaszubi „(...) w Niemcach widzą grabieżców swojej dotychczasowej ojczyzny. Ta duma przyczynia się także do tego, że uważają za hańbę posługiwanie się językiem niemieckim.” Wspominał on również, że istniał wtedy reskrypt polecający, by kaznodzieje starali się narzucać Kaszubom jedynie niemieckich nauczycieli, oraz by dzieciom nieoczytanym w niemieckim nie przyznawać konfirmacji. Dążono także do tego, by Kaszubi zrozumieli naukę religii w języku niemieckim. Haken wyróżnił w tym czasie dwa rodzaje kaszubskich parafii:
- parafie, w których pastor musi głosić kazanie po kaszubsku bezwarunkowo, gdyż połowa lub nawet 2/3 ludności nie rozumie wystarczająco języka niemieckiego (Gardna Wielka, Rowy, Smołdzino, Główczyce, Cecenowo, Sławęcino, Skórowo),
- parafie, w których „mowa kaszubska wnet ustanie” (Damno, Łupawa, Mikorowo, Nożyno, Budowo).

Wymieranie mowy kaszubskiej trwało na tych ziemiach znacznie dłużej, niż przewidywał Haken (o około 50 lat), gdyż niektórzy ewangeliccy Kaszubi, a także nieliczni pastorzy (pochodzący stąd, albo będący Serbami Łużyckimi), starali się zachować kaszubszczyznę. Większość pastorów starała się jednak wyplenić język kaszubski (pisał o tym w 1777 roku Szwajcar Johann Barnoulli, gość pruskiego ministra spraw zagranicznych, hr. Otto Christopha von Podewilsa, dziedzica Szczypkowic).
Kroki w stronę podporządkowania sobie kaszubskiej i pomorskiej ludności (wówczas nieco pogardzanej, ale stanowiącej część jego armii) podjął sam Fryderyk II. Z myślą o pomorskich rekrutach powołał korpusy kadetów w Słupsku i Chełmnie, co doprowadziło do tego, że młodzież z drobnej szlachty kaszubskiej (werbowana czasami siłą) była podporządkowana woli króla pruskiego. Szkoła słupska wychowała wielu oficerów i generałów o rodowodzie kaszubskim (głównie pochodzili z ziemi lęborsko-bytowskiej lub Gochów), którzy służyli później w pruskiej armii.
Poziom życia ludności kaszubskiej długo odbiegał od pozostałych części państwa pruskiego. Poprawa ich warunków życia nastąpiła po zwycięskiej kampanii Napoleona Bonaparte przeciw Prusom – wraz z reformami uwłaszczeniowymi, dającymi chłopom wolność, a niektórym prawo własności wieczystej do swoich gospodarstw. Chciano w ten sposób ratować państwo, czyniąc swoich poddanych bardziej lojalnymi (reformowano także ustrój miast, wprowadzono powszechną oświatę utp.). Chłopi zyskali też możliwość przemieszczania się po całych Prusach.
Mimo że ogół Kaszubów znalazł się po wojnach napoleońskich w jednym organizmie państwowym (w Prusach), to ich sytuacja nie była jednakowa. Kaszubi z Prus Zachodnich (dawniej Prus Królewskich) najbardziej opierali się germanizacji, na co wpływ miała też przynależność do Kościoła katolickiego. Od 1821 roku, teren Prus Zachodnich obejmowała diecezja chełmińska ze stolicą w Pelplinie. Tamtejsze seminarium wykształciło wielu duszpasterzy o kaszubskiej proweniencji. Kościół katolicki uważano wtedy za ostoję kaszubskości i polskości.
Wielu Kaszubów żyło w zwartej masie na Pomorzu Nadwiślańskim. Prócz Niemców na Kaszubach istniała także społeczność żydowska, która mimo tego, że również była obca, to cieszyła się większą sympatią wśród ludności kaszubskiej (zaciągano u nich pożyczki).
W 1900 roku, Prusy Zachodnie zamieszkiwało 1 563 523 mieszkańców, z których około 50% stanowili katolicy, 48% ewangelicy, a nieco ponad 1% Żydzi. Wśród katolików około 2/3 mieszkańców było Polakami, o ich przewadze w wielu powiatach decydowała społeczność kaszubska. Wśród społeczności kaszubskiej najliczniejszą warstwę stanowili robotnicy rolni i miejscy, których wspomagali niejednokrotnie ubodzy żydowscy kupcy. Było to więc głównie społeczeństwo chłopskie (agrarne).

### Czasy umocnienia kaszubskości
Z czasem wzrastała rola Kościoła katolickiego na Kaszubach, mimo iż rząd pruski dokonywał sekularyzacji dóbr, kasaty klasztorów, co objawiło się w polityce tzw. kulturkampfu. Ważnym dla Kaszubów miastem duchowym był Pelplin, to tu istniała jedyna w czasie zaboru pruskiego szkoła średnia, w której uczono języka polskiego (Collegium Marianum). W środowisku duchownych w Pelplinie było też wielu duszpasterzy z Kaszub. W miejscowości tej założono także pismo Pielgrzym (1869), które obok Gazety Gdańskiej, było na Kaszubach najpopularniejszą gazetą.
Ogólnie rzecz biorąc, rola księży w społeczności kaszubskiej rosła, zwłaszcza od czasu Wiosny Ludów. Kościół odgrywał ważną rolę zwłaszcza w działalności naukowo-oświatowej; na przyspieszenie odrodzenia narodowego Kaszubów, wpływ miała pelplińska szkoła historyczna (ukształtowana w latach 60. i 70. XIX wieku). Jeden z jej protoplastów, ks. Augustyn Hildebrand (pochodzący z kaszubskiego Wielkiego Kacka, dzisiaj dzielnicy Gdyni) pisał o Kaszubach: „lud ten w nowszym czasie najwięcej ze wszystkich plemion polskich na niebezpieczeństwo utraty mowy i obyczajów rodzinnych przez żywioł niemiecki narażony bywał”, uważał też, że Kaszubi nie tworzą osobnego narodu.
Pruska szkoła elementarna, mimo swojej głównie germanizacyjnej funkcji, dawała też szanse rozwoju dla Kaszubów. Powstawały szkoły powszechne i średnie, oraz gimnazja katolickie, do których uczęszczali Kaszubi. Z czasem wykształciła się dzięki temu inteligencja polska i kaszubska (ta druga zwłaszcza pod koniec XIX wieku).
W 1848 roku, w ramach Wiosny Ludów, powstało w Chełmnie towarzystwo Pomocy Naukowej dla Młodzieży Prus Zachodnich, które umożliwiło wielu Kaszubom ukończenie studiów wyższych (niemal wyłącznie na niemieckich uczelniach). Na Uniwersytecie Wrocławskim rozwinęła się osobowość Floriana Ceynowy (1817-1881), który podłożył podwaliny pod literacką kaszubszczyznę. Brał udział w nieudanej próbie wszczęcia powstania zbrojnego na Pomorzu, był przywódcą wyprawy na Starogard (1846). Uwięziony w Moabicie i skazany na śmierć, uwolnił się w 1848 roku dzięki rewolucji berlińskiej. Dokończył studia, podjął praktykę lekarską i wkrótce na szerszą skalę zajął się pisaniem. Zasłynął jako badacz i pierwszy kaszubski pisarz, za życia działając samotnie i będąc często niedocenianym. Większe uznanie zyskał dopiero kilkanaście lat po śmierci (jeszcze w XIX wieku), zaś w XX działacze kaszubscy zaczęli uznawać go za ojca kaszubskiego ruchu i regionalizmu.
Ceynowa chciał „obudzić ducha kaszubskiego i dumę szczepową wśród ziomków”. Szczególnie ważne było upowszechnianie języka kaszubskiego, który ówcześni Kaszubi traktowali jako gorszy od niemieckiego i polskiego.
Po zakończeniu wygranej dla Prus wojny francusko-pruskiej (1871), doszło do rozwoju gospodarczego państwa. Na skalę większą niż dotychczas zaczęto budować drogi i linie kolejowe, łączące Pomorze z innymi krajami niemieckimi, co znacznie ułatwiło migracje ludności. Kaszubi mogli wyjeżdżać sezonowo do pracy, a czasami wyjeżdżali na stałe do Niemiec (np. Berlin, Hannover, Brandenburgia).
Dzięki temu rozwinęło się w latach 70. XIX wieku duszpasterstwo polskie w Nadrenii-Westfalii, gdzie powstał polski ruch narodowy. Jednym z jego liderów był ks. Józef Szotowski (pochodzący z Warmii), który zmuszony do powrotu osiadł w Chmielnie na Kaszubach; zyskał on nawet miano kaszubskiego króla.
Polityka kanclerza Rzeszy Ottona von Bismarcka promująca ustawy antykaszubskie (antypolskie) i antykatolickie, doprowadziła m.in. do powstania rejestru wyroków sądowych, zakazujących rozpowszechniania wydawnictw wrogich rządom pruskim, w tym także do nielicznych książek kaszubskich. Doprowadził on także do zwiększenia narodowego solidaryzmu u Kaszubów, ale także przyspieszył rozwój ich imigracji, zwłaszcza do Stanów Zjednoczonych i Kanady. Według wyliczeń Stefana Ramułta, Kaszubów było wtedy w Europie ponad 200 tysięcy, zaś łącznie z Kaszubami w Ameryce dochodziła do 308 tysięcy.

### Kondycja gospodarcza i duchowa Kaszubów na przełomie XIX i XX wieku

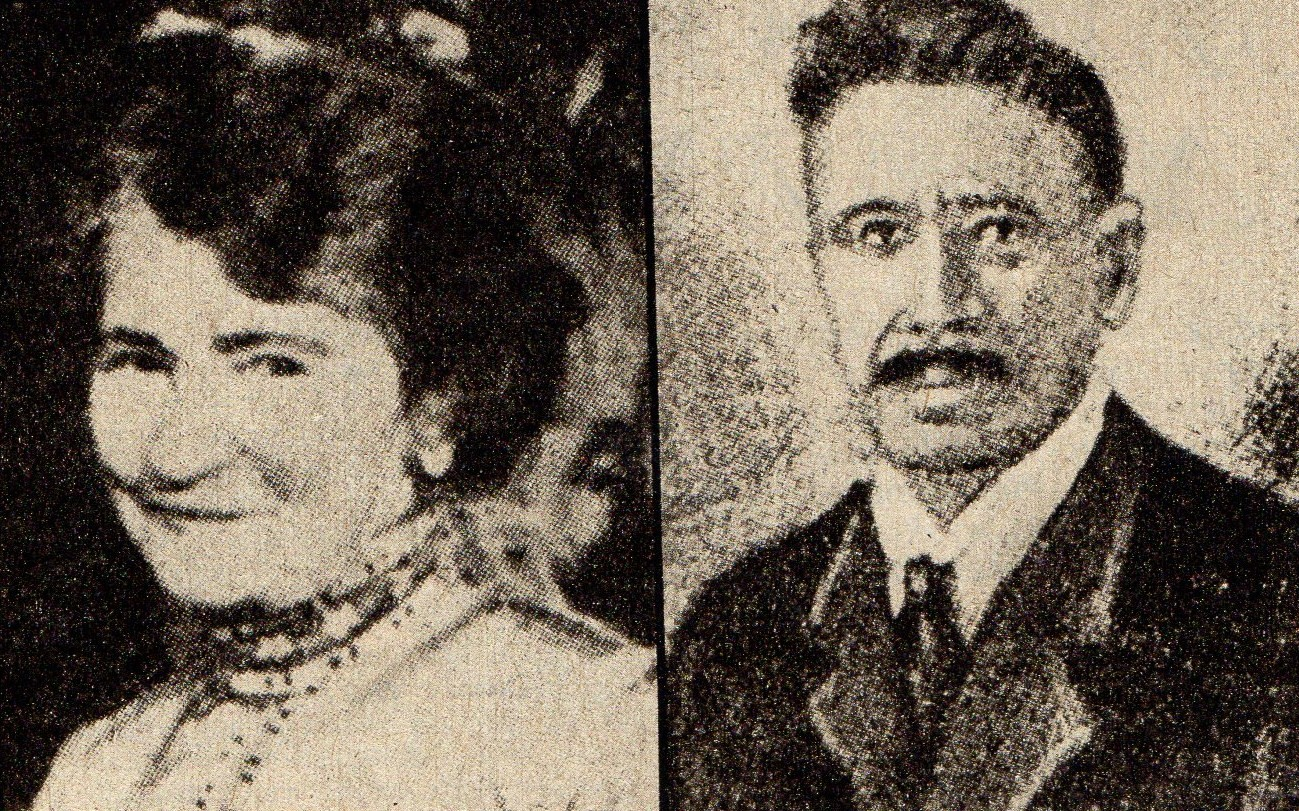
Izydor Gulgowski i jego żona Teodora

Kaszubi, zwłaszcza na północy, znani byli ze swojego zamiłowania do rybactwa lądowego i morskiego, żeglowali także na swoich łodziach i byli marynarzami na statkach armatorów niemieckich (o zwyczajach i życiu Kaszubów z Helu pisał m.in. ks. Hieronim Gołębiewski, zaś Augustyn Necel wspominał o tym w swoich powieściach). Kaszubów zaczęto też traktować jako prawdziwych gospodarzy polskiego wybrzeża i Pomorza, ale jednocześnie trwały spory o to, jakiego są pochodzenia – polskiego, czy niemieckiego. Spory te przenoszono np. do niemieckiego parlamentu.
Z czasem, dzięki dokonaniom Polaków i Kaszubów, a zwłaszcza dzięki wdzydzkiemu nauczycielowi Izydorowi Gulgowskiemu i niemieckiemu językoznawcy Friedrichowi Lorentzowi, podjęto na nowo idee Floriana Ceynowy i kontynuowano pracę literacką zmarłego już Hieronima Derdowskiego. W 1905 roku Aleksander Majkowski, ówczesny redaktor „Gazety Gdańskiej”, zaczął wydawać dodatek „Drużba. Pismo dlö polścich Kaszubów”. W 1907 roku powstało Kaszubskie Towarzystwo Ludoznawcze w Kartuzach, czyli stowarzyszenie naukowe wydające także swoje pismo. W podobnym czasie powstało w pelplińskim seminarium Koło Kaszubologów (dzięki Janowi Karnowskiemu), a w 1908 roku Aleksander Majkowski zaczął wydawać w Kościerzynie Gryfa – czyli pierwsze w Prusach Zachodnich polskie i kaszubskie czasopismo literackie i społeczno-kulturalne. Działania te zaczęły skupiać kaszubską inteligencję, co w 1912 roku doprowadziło do założenia w Gdańsku „Towarzystwa Młodokaszubów”. Jego prezesem został ks. Ignacy Cyra, a sekretarzem (i de facto głównym twórcą) Aleksander Majkowski.
Ruch młodokaszubski zmierzał do odrodzenia Kaszub w sferze gospodarczej, kulturalnej i politycznej. Oprócz tożsamości kaszubskiej akcentowali także narodową, polską (co wyrażali w haśle „co kaszubskie, to polskie”). Do jego zasług należało w tym czasie wydanie licznych dzieł literackich, wypracowanie pisowni kaszubskiej, stworzenie Biblioteki i Muzeum Kaszubsko-Pomorskiego w Sopocie, oraz rozpropagowanie wiedzy o Kaszubach także poza Polskę. Ujawniła ona także chęć zachowania i rozwoju własnej kultury przez Kaszubów. Jednakowoż ich działalność nie wzbudzała entuzjazmu wśród zaborcy, a także wśród elit polskiego ruchu narodowego w Prusach Zachodnich. Tymczasowe załamanie tego ruchu nastąpiło wraz z wybuchem I wojny światowej, w której wielu młodokaszubów walczyło w mundurze niemieckim.
W czasie wojny wzrosła pobożność wśród wszystkich ludzi, także wśród Kaszubów, czego efektem było wybudowanie kalwarii w Wielu na południu Kaszub.

### Dwudziestolecie międzywojenne
W wyniku skutków I wojny światowej, w tym podpisania traktatu wersalskiego (na którym obecni byli także przedstawiciele kaszubscy – Antoni Abraham i Tomasz Rogala), Kaszubi stali się częścią nowo utworzonego państwa polskiego, lecz tylko częściowo. Tereny zamieszkane przez Kaszubów znalazły się w trzech różnych organizmach państwowych: w Polsce, Niemczech i Wolnym Mieście Gdańsku. Zamieszkująca tam ludność kaszubska stanowiła część osiadłej na tych ziemiach mniejszości polskiej. Mimo że w kilku miejscach doszło do korekty granic (na korzyść Polski), to wytyczone granice utrudniały Kaszubom współpracę gospodarczą, a także wewnętrzne kontakty towarzyskie. Odcięty od Kaszub został też Gdańsk, który Kaszubi uznawali za ich stolicę. Aleksander Majkowski uważał nowo ukształtowany podział polityczny i rozczłonkowanie Kaszub za przegraną Polski i porażkę kierowanego przez niego ruchu młodokaszubskiego.
Mimo uzyskania niepodległości przez Polskę, zmniejszyły się dla Kaszubów możliwości podjęcia nowej pracy, co funkcjonowało pomyślnie za czasów zaboru pruskiego. Niejednokrotnie nie dopuszczano Kaszubów do udziału w przeprowadzanej reformie rolnej i do podjęcia lepszej pracy przy rozbudowywaniu Gdyni. Powszechna była także arogancja urzędników i niechęć do ludności kaszubskiej, okazywana przez przybyszy z innych rejonów Polski.
Najsilniejszą partią na Pomorzu była Narodowa Demokracja, która nigdy nie zdobyła władzy w skali kraju. Wykorzystywała ona nastroje ludności kaszubsko-pomorskiej do walki z obozem sanacyjnym po zamachu majowym (1926). W tym czasie, integracyjną rolę wśród mieszkańców Pomorza osiągnął bp chełmiński Stanisław Okoniewski (sympatyk sanacji), który promował Kaszuby i Pomorze w Polsce. Powołał on na biskupa pomocniczego Kaszubę – ks. Konstantyna Dominika.

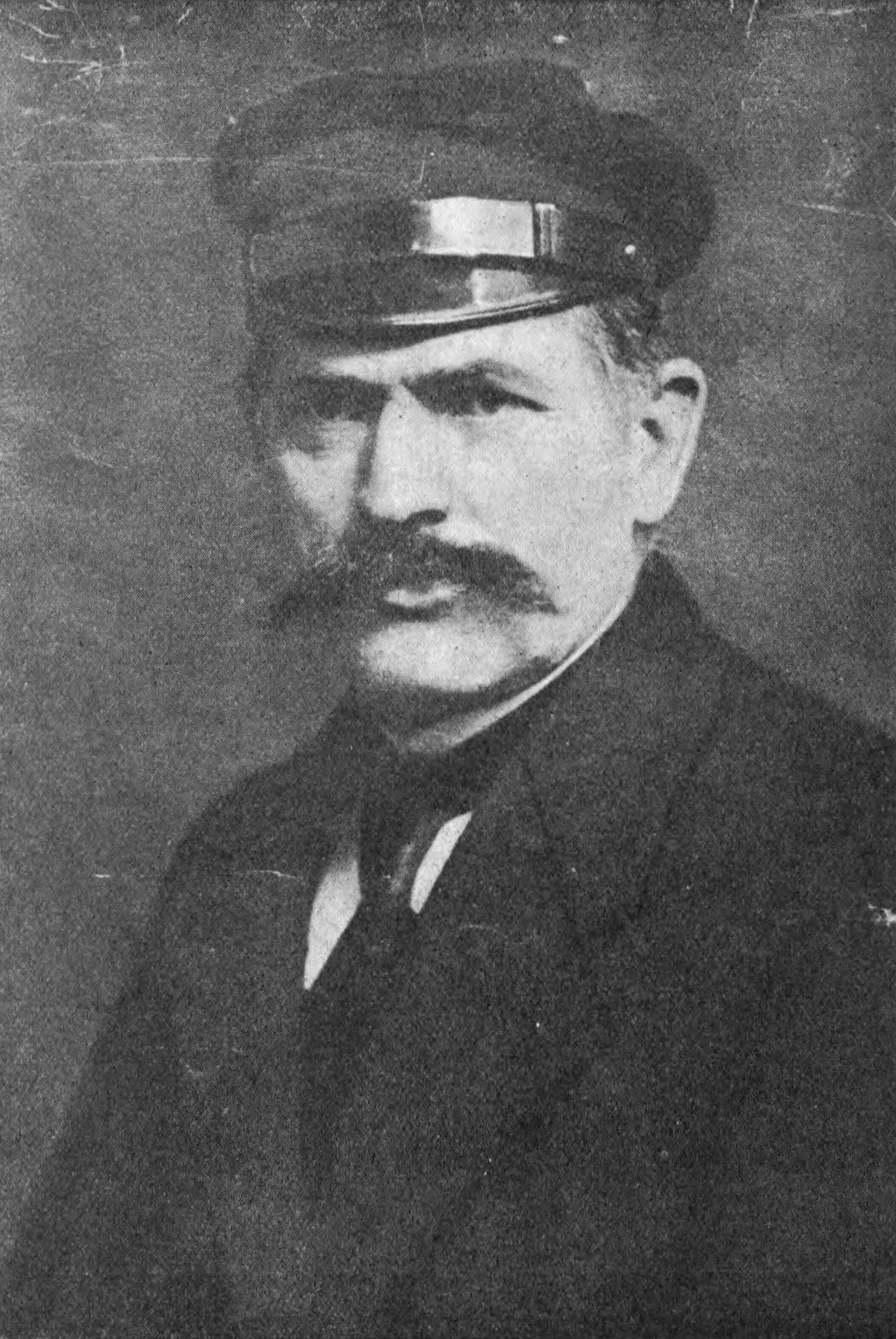
Antoni Abraham

Pomorze, a w tym Kaszuby, mimo wysokiego poziomu bezrobocia, wyróżniało się znaczną ilością obywatelskich struktur organizacyjnych. Dzięki młodzieży wykształconej na polskich uniwersytetach w ramach różnych stowarzyszeń (np. poznańska „Pomerania” i warszawska „Cassubia”), przybywało szybko młodej inteligencji kaszubskiej. Dzięki rozwojowi kaszubskiej kultury, została ona objęta badaniami naukowymi w ramach ośrodków, takich jak: Towarzystwo Naukowe w Toruniu, Instytut Bałtycki (pierwotnie w Toruniu, później w Gdyni) czy Towarzystwo Przyjaciół Nauki i Sztuki w Wolnym Mieście Gdańsku. Również w Gdańsku odrodziło się czasopismo „Gryf”, którego dodatkiem był „Gryf Kaszubski”. Redaktorzy tego ostatniego utworzyli z kolei Zrzeszenie Regionalne Kaszubów w Kartuzach, którego pismem była Zrzesz Kaszëbskô. Istotną rolę odgrywała także m.in. Rozgłośnia Pomorska Polskiego Radia w Toruniu (wspierali ją społecznicy ze Zrzeszenia Miłośników Kaszubszczyzny „Stanica”).
W okresie międzywojennym rozwijały się lokalne środowiska, stowarzyszenia i organizacje kaszubskie (często w powiatowych miasteczkach), co było efektem rozwoju kultury i literatury kaszubskiej. Już wtedy używały one niejednokrotnie znaną dziś kaszubską symbolikę, czyli wizerunek gryfa i wzór haftu kaszubskiego. W wydawanych przez nich czasopismach, reprezentujących różne poglądy polityczne, kontynuowano działania Ceynowy, Derdowskiego i Młodokaszubów. Pomimo tak licznego rozgałęzienia organizacji kaszubskich (często zresztą szpiegowanych przez wywiad polski i niemiecki), nie powstała w tym czasie ani jedna o charakterze wojewódzkim. Kaszubi, głównie na pograniczu, byli także członkami organizacji w Wolnym Mieście Gdańsku i Niemczech, np. Związku Polaków w Niemczech („V Dzielnica. Pomorze i Kaszuby”) i Gminy Polskiej w Gdańsku.

### II wojna światowa
Wybuch II wojny światowej nastąpił 1 września 1939 roku, a najazd wojsk niemieckich nastąpił na Kaszubach już w przeciągu kolejnych kilku dni. Już w pierwszych miesiącach wojny doszło do masowych eksterminacji społeczności polskiej, kaszubskiej, żydowskiej i całej miejscowej elity. Ginęli oni w czasie egzekucji w Piaśnicy, w Victoriaschule, pierwszym na obecnych ziemiach polskich obozie koncentracyjnym Stutthof, w lasach kartuskich i innych.
Kaszubi w czasie wojny masowo udzielali się w ruchach oporu, najważniejszą taką organizacją, współpracującą z Armią Krajową, była TOW „Gryf Kaszubski”, przemianowana później na „Gryf Pomorski”. Twórcą był Józef Dambek, a przywódcą ks. płk. Józef Wrycza. By ratować swoje życie, wielu Kaszubów i Polaków uciekało do Generalnego Gubernatorstwa i do Niemiec. Kaszubi przymusowo wciągani na volkslistę i do służby w Wehrmachcie, licznie dezerterowali na wszystkich frontach. Dołączali przede wszystkim do wojsk polskich, np. w 1944 roku Lech Bądkowski utworzył w Wielkiej Brytanii Związek Pomorski, skupiający wielu Pomorzan i Kaszubów, a mający za cel włączenie Pomorza do Polski.
Pod koniec wojny, gdy następował okres wyzwalania Polski przez Armię Radziecką, dochodziło do licznych nadużyć przez nią stosowanych. Kobiety były gwałcone, dochodziło też do licznych wywózek w głąb dzisiejszej Rosji, zwłaszcza młodych ludzi (w tym członków ruchu oporu), gdzie wielu z nich zginęło. Tutejszą ludność dotykało bezprawie i dyskryminacja, zarówno ze strony szabrowników, jak i przedstawicieli nowej władzy. Równolegle do tych zdarzeń wielu Kaszubów migrowało do średniowiecznej krainy ich przodków, czyli na Pomorze Zachodnie (aż po krańce zachodnie, w tym do Szczecina). Pomorzanie i Kaszubi zasiedlali też Gdańsk (losy Kaszubów, Polaków i Niemców przedstawił w swojej powieści Blaszany bębenek noblista kaszubskiego pochodzenia, Günter Grass).

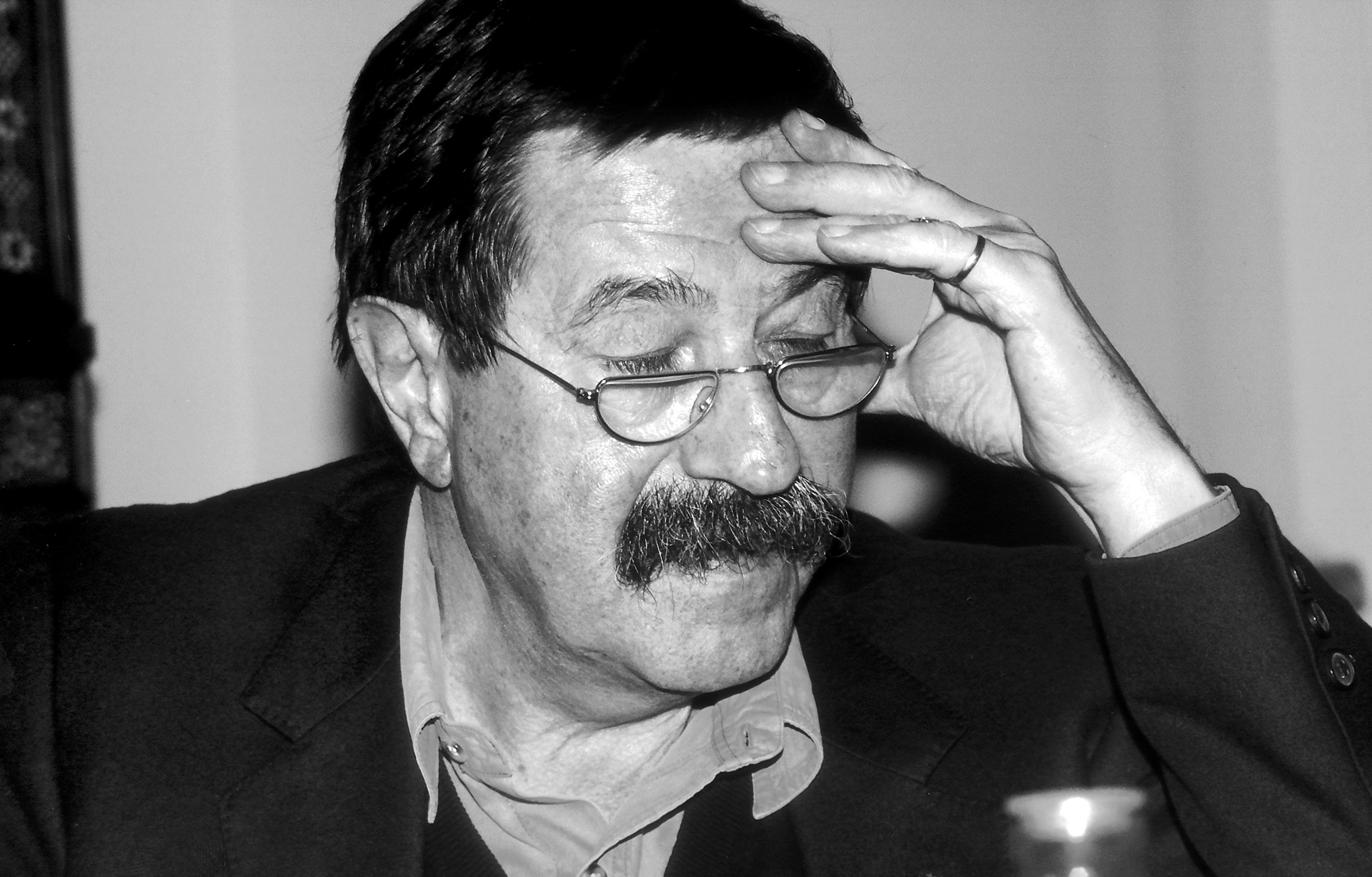
Günter Grass

### Kaszuby i ruch kaszubski po 1945 roku
Po zakończeniu II wojny światowej Kaszubi wstępowali do struktur obywatelskich w ponownie niepodległej Polsce, de facto jednak zależnej od Związku Radzieckiego. W 1946 roku odbył się I Kongres Kaszubski, mający miejsce w Wejherowie. Zorganizowali go działacze z pisma Zrzesz Kaszëbskô, przeniesionego właśnie do Wejherowa. Upomniano się na nim m.in. o dostęp do stanowisk administracyjnych dla Kaszubów i pomoc dla Słowińców. We wrześniu 1946 roku, tym razem z inicjatywy władz, odbył się w Szczecinie Kongres Kaszubów-Polaków-Autochtonów z całego Pomorza Zachodniego, na którym manifestowano przynależność tych ziem do Polski. Postulaty i manifestacje nie spotkały się z zadowoleniem nowych już, komunistycznych polskich władz, które zaczęły ograniczać rozwój kaszubszczyzny i kultury kaszubskiej. Na Pomorzu osiedlono wypędzonych ze swych siedzib Ukraińców, zaczęto upaństwawiać majątki polskie i niemieckie, a chłopów zaczęto przymuszać do kolektywizacji (na Kaszubach nieudanej, podobnie jak nieudana okazała się próba zmniejszenia tutaj roli kościoła).
Ruch regionalny jednak nie zamarł. Powstało wtedy Muzeum Kaszubskie w Kartuzach, popularne zaczęły być zespoły folklorystyczne i sztuka ludowa. W ramach polskiego października 1956 roku odrodziła się organizacja kaszubska, co zmaterializowało się w postaci utworzenia Zrzeszenia Kaszubskiego, powołanego do życia 2 grudnia 1956 roku i skupiającego wszystkie postaci ruchu kaszubskiego, niezależnie od poglądów politycznych. Przewodniczącym Komitetu Założycielskiego był Lech Bądkowski, a pierwszym prezesem został Aleksander Arendt (ostatni komendant naczelny TOW „Gryf Pomorski”). Dzięki inicjatywie ZK powstało wiele ważnych inwestycji (np. powstanie Drogi Kaszubskiej i Fabryki Porcelany Stołowej w Łubianie), ponadto w czerwcu 1957 roku odbyła się manifestacja Kaszubów w Wielu, gdzie odsłonięto pomnik Hieronima Derdowskiego. Zrzeszenie zaczęło także wydawać gazetkę Kaszëbë, pod redakcją Tadeusza Bolduana, mającą popularyzować wiedzę o Kaszubach i regionalizm kaszubski.
Członkowie Zrzeszenia Kaszubskiego, nazywanego przez władze „bękartem października”, zaczęli być prześladowani, niektórych aresztowano i konfiskowano zbiory (czasem rękopiśmienne). Nie doszło jednak do zamknięcia zrzeszenia, wręcz przeciwnie – w 1962 roku, z inicjatywy Lecha Bądkowskiego utworzono Klub Studencki „Pomorania”, a w 1964 roku doszło do fuzji ZK z podupadającym Zrzeszeniem Kociewskim. Odtąd organizacja ta nosiła nazwę Zrzeszenie Kaszubsko-Pomorskie. Wyróżniała się ona niezależnością od władz partyjnych, w jej skład weszli także byli członkowie PZPR i ZSL. ZK-P było organizacją, która objęła szerokie grono ludzi ze świata nauki i literatury z całej Polski (także z Wileńszczyzny). Książki wydawane przez ZK-P osiągnęły w pewnym momencie milion nakładu (350 tytułów), podjęto współpracę z Gdańskim Towarzystwem Naukowym, powstawać zaczęły liczne muzea (Kaszubski Park Etnograficzny we Wdzydzach, Muzeum Piśmiennictwa i Muzyki Kaszubsko-Pomorskiej w Wejherowie, Muzeum Hymnu Narodowego w Będominie). Rósł także dorobek czasopisma zrzeszeniowego „Pomerania” (pod red. Wojciecha Kiedrowskiego i Stanisława Pestki).
Środowisko kaszubsko-pomorskie wykreowało własne środowisko pisarskie i naukowe (najznamienitszą postacią z kaszubskiego świata nauki był prof. Gerard Labuda, historyk, wiceprezes PAN i prezes PAU). Ponadto współpracowało z Kościołem, szczególnie ze stolicami diecezji pomorskich – Oliwą i Pelplinem (w którym od 1980 roku organizuje się tzw. „Spotkania Pelplińskie”).
Gdy doszło do strajków sierpniowych w 1980 roku, ZK-P jako jedna z pierwszych organizacji poparła protest stoczniowców i utworzenie „Solidarności” (Lech Bądkowski został nawet pierwszym rzecznikiem prasowym „Solidarności”, był doradcą Komitetu Strajkowego). W stanie wojennym ZK-P dawało schronienie i pomoc prześladowanym przez władze, co potem pomogło w tworzeniu nowych organizacji i środowisk (także nielegalnych). Współpracowały one ze środowiskami regionalnymi i krajowymi, czego efektem było utworzenie w 1987 roku Klubu Samorządu Pracowniczego przy ZK-P. Zrzeszenie przyczyniło się także do unormowania stosunków z Niemcami.

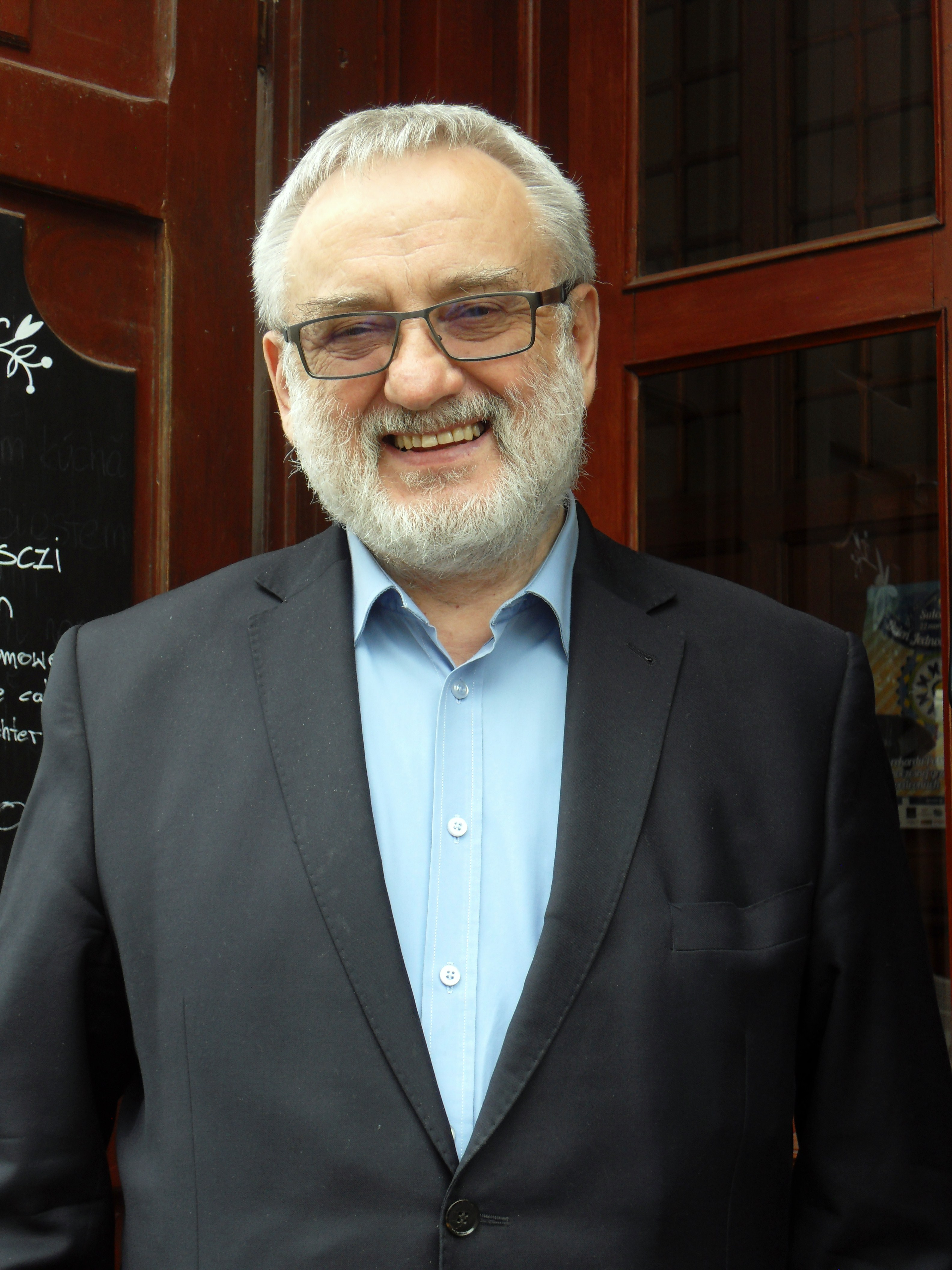
Józef Borzyszkowski

Jednym z najważniejszych wydarzeń dla Kaszub w XX wieku była pielgrzymka papieża Jana Pawła II do Polski (1987), kiedy spotkał się z Kaszubami w Gdyni i Oliwie. Wtedy wypowiedział znane na Kaszubach słowa: „Drodzy Bracia i Siostry Kaszubi! Strzeżcie tych wartości i tego dziedzictwa, które stanowią o Waszej tożsamości”. Wizyta papieża spowodowała, że zaczęto przychylniej traktować język kaszubski jako język liturgii. Dzięki ZK-P dokonano przekładu Nowego Testamentu na język kaszubski, a dokonał tego Eugeniusz Gołąbek (1993).
Zrzeszenie Kaszubsko-Pomorskie miało także duży wpływ na przebieg przekształceń ustrojowych, które na Pomorzu przebiegały korzystniej niż w reszcie kraju. Kaszubi obejmowali liczne stanowiska administracyjne na poziomie lokalnym, zostawali członkami parlamentu i senatu (pierwszym senatorem kaszubskim w RP został w 1991 roku Józef Borzyszkowski, czyli ówczesny prezes ZK-P). W latach 1981–1992 podwoiła się liczba członków ZK-P (w 1992 było to sześć tysięcy osób skupionych w 77 oddziałach terenowych).
W 1992 roku na całych Kaszubach i w Gdańsku, odbył się II Konges Kaszubski, na którym wyeksponowano potrzebę pielęgnowania języka, oraz rozwoju gospodarczego, kulturalnego, oświatowego i naukowego. Rok później otwarto Dom Kaszubski, w którym znalazła miejsce siedziba ZK-P, klubu studenckiego „Pomorania”, redakcja „Pomeranii”, a od 1996 roku także siedziba Instytutu Kaszubskiego.
Ewoluowała także rola języka kaszubskiego w życiu publicznym. Zaczęto coraz częściej używać go w kościołach, ale także w szkołach wyższych, gdzie został językiem nauczania, a także językiem wykładowym (na lektoracie kaszubskim).
W III RP zmieniła się na korzyść sytuacja kaszubszczyzny w kulturze i oświacie. Znacznie wzrosła liczba szkół, w których uczy się historii, języka i kultury kaszubskiej. Przybyło zespołów folklorystycznych i znacząco rozwinęła się kaszubska prasa.

## Symbole

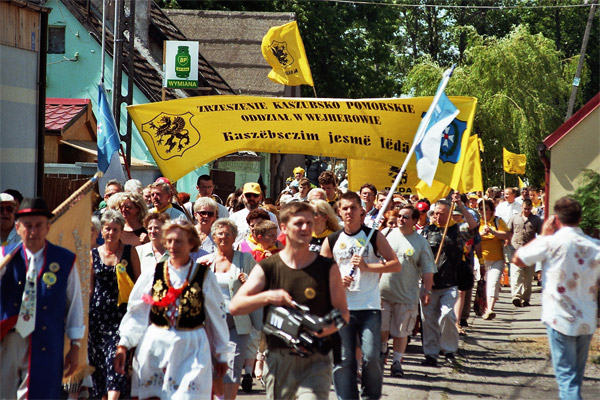
Zjazd Kaszubów, Łeba 2005. Przemarsz Powiatu wejherowskiego.

### Herb i flaga
Mimo iż nie istnieją prawne regulacje dotyczące używania symboli kaszubskich, za godło i tym samym symbol Kaszubów uznaje się gryfa, czyli mityczne zwierzę, wywodzące się ze starożytności. Herb kaszubski przedstawia go w czarnej maści na złotym polu. Symbol gryfa pojawił się na Pomorzu na początku XIII wieku, a symbolem Pomorza Wschodniego został po pokoju toruńskim (1466) – wtedy był czerwony na srebrnym polu bez korony. Podobizna czarnego gryfa na złotym polu została zaczerpnięta przez działaczy kaszubskich od zachodniopomorskich książąt wołogoskich, którzy się nim pieczętowali. Barwy kaszubskiej flagi są zaczerpnięte z herbu – górny pas jest czarny, dolny jest złoty. Używa się też flagi kaszubskiej z umieszczonym na niej centralnie gryfem. Jeśli na płachcie płótna występuje godło, to owa płachta płótna ma kolor złoty.

Flaga kaszubska
Herb Kaszub
Flaga z godłem

### Hymn
Podobnie jak w przypadku herbu, flagi i stolicy, nie ma oficjalnego hymnu kaszubskiego. Do tej roli pretendują dwie pieśni: Kaszëbsczi marsz i Zemia Rodnô.
Znacznie dłuższą tradycję ma pierwsza z nich, której autorem jest Hieronim Derdowski. Tekst tego utworu pochodzi z najważniejszego dzieła Derdowskiego pt. O Panu Czorlińścim co do Pucka po sece jachoł (1880), w którym bohater poematu śpiewa właśnie marsz kaszubski. Mimo iż nie ogłoszono tego marsza oficjalnym hymnem, to stał się nim zwyczajowo i był w okresie międzywojennym wielokroć śpiewany na różnych uroczystościach (muzykę do słów Derdowskiego napisał Feliks Nowowiejski). Za hymn kaszubski uważają ją obecnie Kaszubi związani ze Zrzeszeniem Kaszubsko-Pomorskim.
Drugą z pieśni, nabierającą znaczenia zwłaszcza w ostatnich latach, jest Zemia Rodnô autorstwa Jana Trepczyka. Preferują ją działacze wyraźnie akcentujący odrębność Kaszubów, w tym członkowie organizacji Kaszëbskô Jednota. Uważają, że tekstowi Derdowskiego brakuje kaszubskiego ducha, tyczy się to zwłaszcza wersów: Pòlskô wiara, pòlskô mòwa, nigdë nie zadżinie (wg nich wiara kaszubska ma wymiar uniwersalny, a ich mową ojczystą jest język kaszubski). W środowiskach kaszubskich próbowano także innym pieśniom przypisać rolę hymnu Kaszub, były wśród nich m.in.: Pomorski gryf ks. Leona Heyke i Marsz Naszyńców Jana Trepczyka. Czasami z hymnem tego regionu mylona jest popularna wyliczanka kaszubska Kaszëbsczé nótë.

## Edukacja i nauka
Cezary Obracht-Prondzyński wyróżnił chronologicznie pięć okresów, w których na Kaszubach prowadzono odmienną politykę oświatową. Są to kolejno:
- zabór pruski (czasy przynależności Kaszub do państwa prusko-niemieckiego),
- dwudziestolecie międzywojenne (okres, gdy ziemie kaszubskie były w trzech różnych organizmach państwowych, traktujących Kaszubów inaczej),
- II wojna światowa (niemal całkowity upadek możliwości kształcenia dla Kaszubów),
- Polska Rzeczpospolita Ludowa (okres najbardziej niejednoznaczny),
- okres po transformacji ustrojowej w 1989 roku (okres powstania i upowszechnienia kaszubskiej edukacji etnicznej, mającej uregulowaną prawnie sytuację i wsparcie finansowe z budżetu państwa).

Nauczanie języka kaszubskiego rozpoczęło się stosunkowo późno, m.in. dlatego, że aż do połowy lat 90. XX wieku język ten nie miał ustalonej jednolitej pisowni i standardu ortograficznego. Problemem był też niewątpliwie brak programów nauczania, podręczników i wykwalifikowanych nauczycieli. W tym celu na Uniwersytecie Gdańskim uruchomiono lektorat języka kaszubskiego, podjęto też próby utworzenia specjalizacji z zakresu kaszubistyki na kierunku filologia polska. Realizacji poddano też inne inicjatywy, które miały na celu wykwalifikowanie nauczycieli do uczenia języka kaszubskiego, np. Studium Wiedzy o Pomorzu, Podyplomowe Studium Edukacji Regionalnej i Alternatywnej czy kwalifikacyjne studium podyplomowe dla nauczycieli języka kaszubskiego. Zaczęły powstawać programy autorskie związane z edukacją regionalną, podręczniki do nauki języka kaszubskiego. Współpracowano także z zagranicznymi środowiskami, które wdrażały naukę języka etnicznego (ze środowiskiem Łużyczan i Fryzów).
Początki kaszubskiej edukacji po 1989 roku wiąże się z otwarciem Kaszubskiego Liceum Ogólnokształcącego w Brusach oraz szkoły podstawowej w Głodnicy w gminie Linia (1991). Nauczanie mowy Kaszubów stopniowo zaczęło się upowszechniać, zwłaszcza w szkołach podstawowych i gimnazjach. Według Głównego Urzędu Statystycznego i Ministerstwa Edukacji Narodowej, w roku szkolnym 2003/2004 języka kaszubskiego uczyło się 4780 dzieci w 81 szkołach, zaś pod koniec 2005 roku (według Zrzeszenia Kaszubsko-Pomorskiego) – 6802 uczniów (5196 w około 100 szkołach podstawowych, 1345 w 27 gimnazjach i 261 w 3 szkołach średnich). W 2005 roku po raz pierwszy zdawano maturę z języka kaszubskiego (w liceum w Strzepczu).

## Organizacje i stowarzyszenia

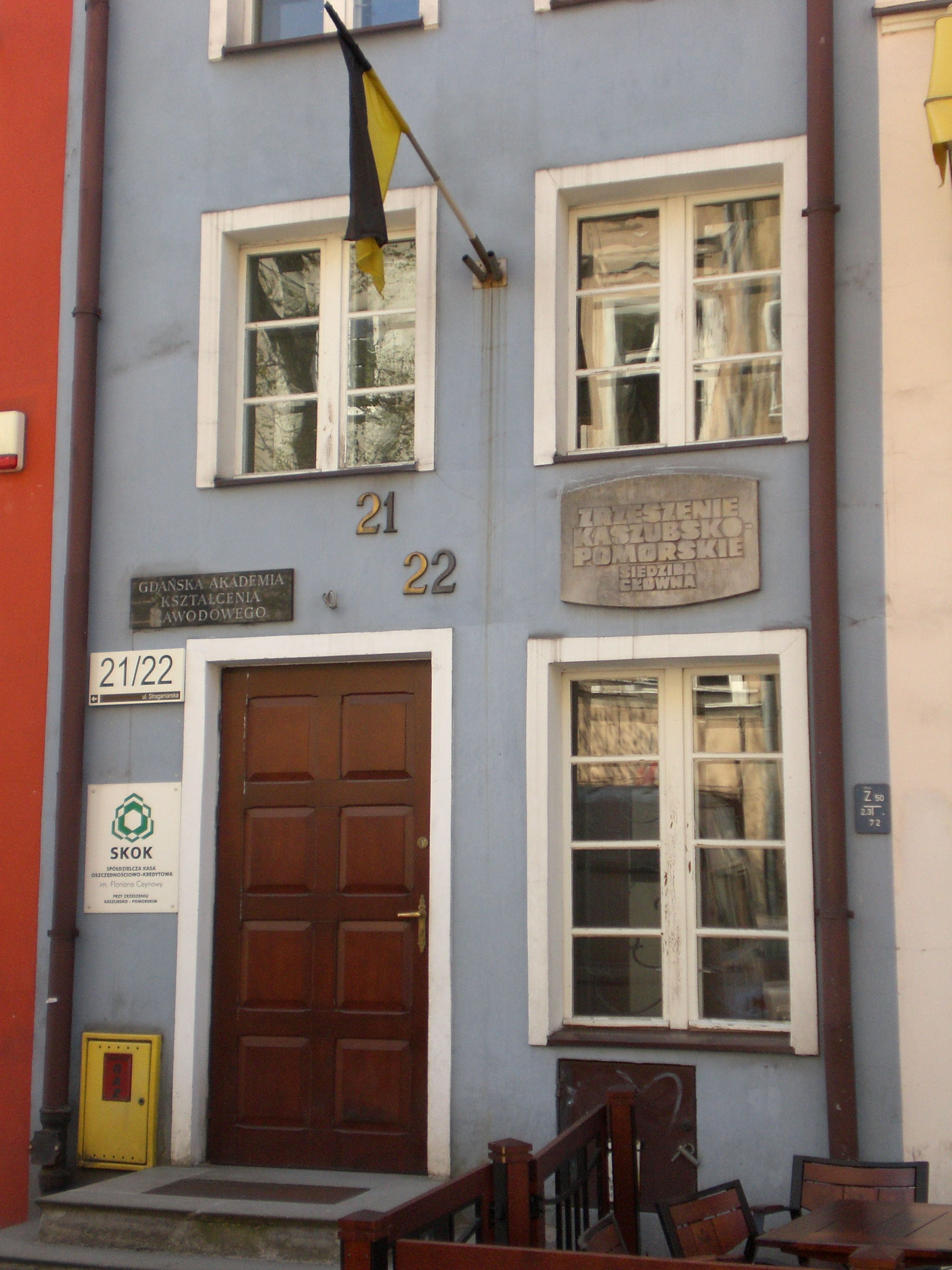
Siedziba Zrzeszenia Kaszubsko-Pomorskiego w Gdańsku

Najważniejszą organizacją promującą i upowszechniającą kaszubską kulturę jest Zrzeszenie Kaszubsko-Pomorskie, założone jako Zrzeszenie Kaszubskie w roku 1956. W roku 1964 Zrzeszenie Kaszubskie zjednoczyło się ze Zrzeszeniem Kociewskim, co dało początek nowej nazwie, aktualnej do dnia dzisiejszego. Dzięki swej działalności, rozwinęła ona na niespotykany dotychczas poziom kulturę kaszubską i ją znacząco upowszechniła. Realizuje dziesiątki imprez, współorganizuje zjazdy Kaszubów, wydaje i promuje książki i czasopisma o tematyce kaszubsko-pomorskiej. W ramach swojej działalności przyznaje także różne nagrody, np. Medal Stolema (najważniejsza z nich, przyznaje ją Klub Studencki Pomorania) i Srebrna tabakiera Abrahama (przyznawana przez oddział ZK-P w Gdyni). Zrzeszenie Kaszubsko-Pomorskie skupia około 6 tysięcy członków w 70 oddziałach terenowych, położonych także poza Kaszubami (np. w Toruniu i Bydgoszczy). Ponadto w ramach Zrzeszenia Kaszubsko-Pomorskiego działają także inne podmioty, jak np. wspomniany już Klub Studencki Pomorania (klub założony w 1962 roku i skupiający młodzież z trójmiejskich uczelni), Klub Studencki „Tatczëzna” (działający od lat 90. na Pomorskiej Akademii Pedagogicznej w Słupsku) i Rada Języka Kaszubskiego. W 2003 roku, przy współpracy gdyńskiego oddziału ZK-P, tamtejszej Miejskiej Biblioteki Publicznej i Prezydenta Gdyni, powstał Ośrodek Kultury Kaszubsko-Pomorskiej.
Oprócz Zrzeszenia Kaszubsko-Pomorskiego działają także inne organizacje, promujące ruch kaszubsko-pomorski. Są wśród nich np. Instytut Kaszubski (organizacja skupiająca naukowców o charakterze badawczo-popularyzatorskim, ale także wydawniczym – wydaje np. rocznik naukowy Acta Cassubiana) i Kaszëbskô Jednota (Stowarzyszenie Osób Narodowości Kaszubskiej, dążące do uzyskania statusu mniejszości narodowej przez Kaszubów).

## Język

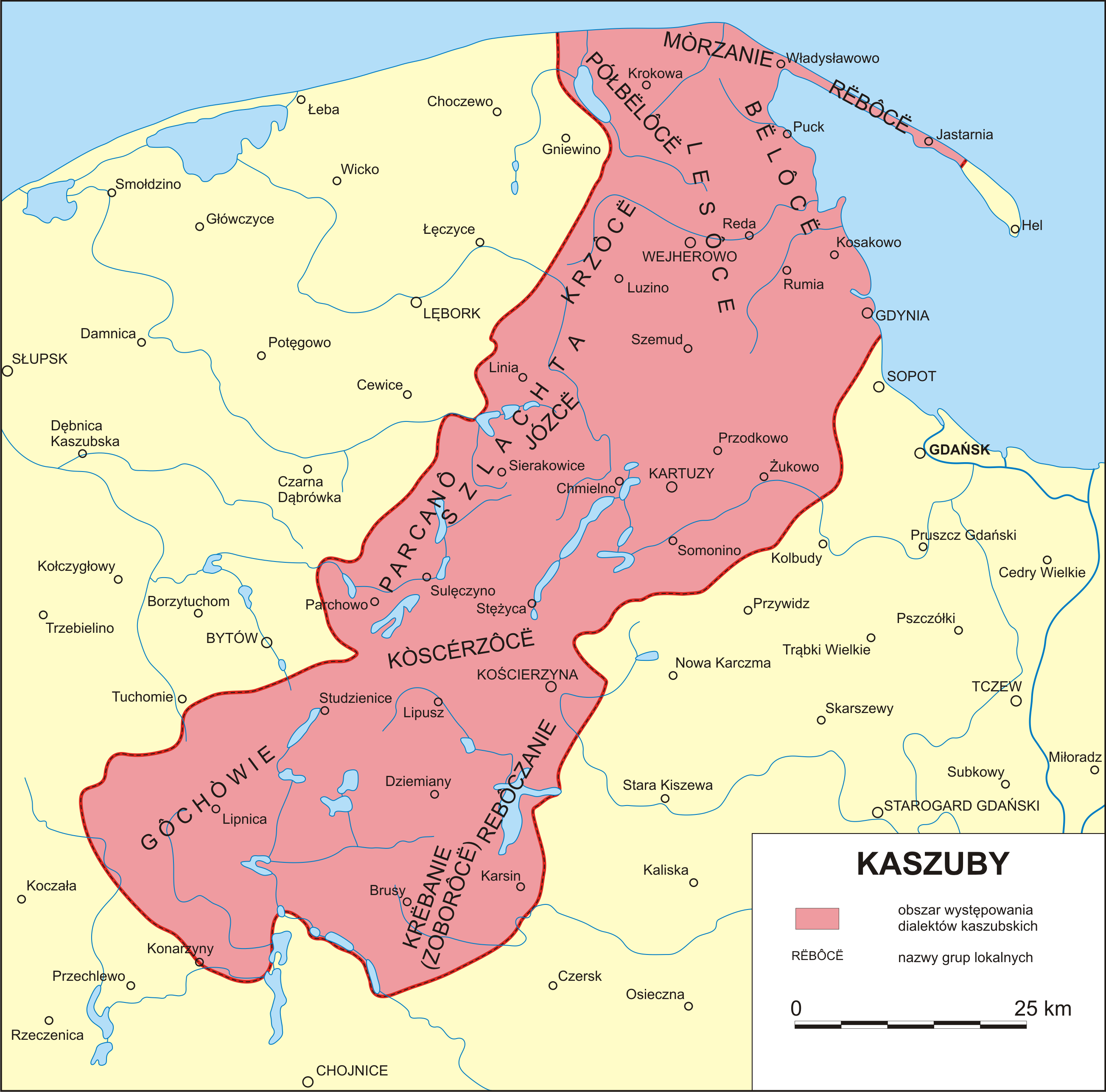
Występowanie jęz. kaszubskiego i jego dialektów

Język kaszubski należy do grupy zachodniosłowiańskiej, a w niej do języków lechickich; najbliżej spokrewniony jest z polskim i wymarłym połabskim. Status kaszubszczyzny jako odrębnego języka na szerszą skalę zaczął być uznawany dopiero na początku lat 90. XX wieku, do tego czasu narzecze to było przez większość polskich badaczy uważane za dialekt języka polskiego. Wpływ na tendencje klasyfikacyjne miały z pewnością działania samych Kaszubów ku polepszeniu statusu swojej mowy, a zwłaszcza Zrzeszenia Kaszubsko-Pomorskiego, które wypromowało kaszubszczyznę na tyle, że zaczęła się ona pojawiać w mediach, szkołach i literaturze (doszło wtedy m.in. do przekładów Pisma Świętego na kaszubski). W 2005 roku weszła w życie ustawa o mniejszościach narodowych i etnicznych oraz języku regionalnym. Na jej mocy mowa kaszubska uzyskała status języka regionalnego, dzięki czemu można stosować kaszubszczyznę jako język pomocniczy w urzędach i wprowadzać dwujęzyczne nazwy geograficzne.

## Geografia

### Podział administracyjny
Jan Mordawski z Uniwersytetu Gdańskiego podzielił Kaszuby na:
- Kaszuby etniczne – obejmują te gminy, w których Kaszubi stanowią co najmniej 30% społeczności, a także widoczne są w nich ożywiona działalność społeczno-kulturalna. Obejmują obszar powiatów: puckiego, wejherowskiego (bez gminy Choczewo), lęborskiego (bez gmin Łeba i Wicko), kartuskiego, kościerskiego, chojnickiego (bez południowej części gminy Chojnice i gminy Czersk), bytowskiego (bez gmin Kołczygłowy, Trzebielino i Miastko), miasto Gdynię, zachodnie dzielnice Gdańska (Osowa, Wysoka, Barniewice, Owczarnia, Klukowo, Firoga, Matarnia, Kokoszki), gminę Przywidz w powiecie gdańskim i gminę Koczała w powiecie człuchowskim. W takich granicach Kaszuby mają powierzchnię 7009 km².
- Kaszuby historyczne – obejmują te gminy, gdzie lokalna społeczność kaszubska zamieszkiwała jeszcze 200 lat temu[64], a po II wojnie światowej ponownie się tu osiedlała (Kaszubi stanowią tu niewielki odsetek, poniżej 30%). Są to tereny powiatu słupskiego i miasta Słupsk, zachodnia część powiatu bytowskiego, północna część powiatu lęborskiego, gmina Choczewo w powiecie wejherowskim, gminy Przechlewo, Rzeczenica i Człuchów w powiecie człuchowskim, gmina Kolbudy w powiecie gdańskim, oraz miasto Sopot i Gdańsk (bez zachodnich dzielnic). Zajmują one łączną powierzchnię 4759 km².

Według podanych wyżej danych, całe Kaszuby mają powierzchnię 11 768 km². Sąsiadują one: od zachodu – z województwem zachodniopomorskim, od południa – z Krajną, Borami i Kociewiem, od wschodu – z Kociewiem i Żuławami.

### Geologia
Na terenie Kaszub, na głębokości 2000 do 4000 m, zalega podłoże krystaliczne, zbudowane z granitów i gnejsów. W podłożu krystalicznym osadzone są skały z różnych er geologicznych, od kambru po neogen. W rejonie Zatoki Gdańskiej utworzyła się tzw. depresja perybałtycka (czyli wgięcie w skorupie ziemskiej).
Mniej więcej 1,5 miliona lat temu doszło do znacznego ochłodzenia się klimatu. W wyniku nagromadzenia się śniegu (w Skandynawii i obniżeniu bałtyckim) stopniowo zaczął tworzyć się lądolód, który zaczął się przesuwać w stronę dzisiejszej Polski. Na Kaszubach wystąpiło wtedy co najmniej osiem glacjałów i siedem interglacjałów. Najwięcej śladów w krajobrazie zostawiło ostatnie zlodowacenie – zlodowacenie Wisły, zwane też bałtyckim(zakończone na tym obszarze około 11 800 lat temu). W czasie tegoż glacjału, w tzw. stadiale pomorskim (ok. 16 tysięcy lat temu), czoło lądolodu zatrzymało się na Kaszubach na czas dłuższy, co doprowadziło do powstania wzniesień, obecnych w kaszubskim krajobrazie do dziś (tzw. garb pojezierny). Z czasem wycofujący się lądolód i jego wody roztopowe wyrzeźbiły Pradolinę Redy-Łeby oraz Pradolinę Kaszubską. Po wycofaniu się lądolodu, linia brzegowa Bałtyku była położona znacznie dalej na północ niż obecnie; współczesna linia brzegowa ukształtowała się znacznie później (około 2500 lat temu, po ustąpieniu maksymalnej transgresji). Zaczęły się formować mierzeje, zaś dna pradolin zostały pokryte torfowiskami.

### Ukształtowanie powierzchni
Pod względem ukształtowania powierzchni, Kaszuby są najbardziej zróżnicowanym obszarem w Polsce północnej (dopiero Góry Świętokrzyskie wykazują większe amplitudy wysokościowe). Wzgórza morenowe, zwane Wzgórzami Szymbarskimi, są najbardziej okazałym pasmem na Kaszubach. Najwyższym ich wzniesieniem jest Wieżyca (328,6 m n.p.m.) – jest to też najwyższy szczyt na Kaszubach oraz na całym Niżu Środkowoeuropejskim. Prócz Wieżycy, rozciągają się tu też inne wysokie (jak na pas pojezierzy) punkty, np. Zamkowa Góra (315 m n.p.m.), Gęsia Góra (284 m n.p.m.) i wiele innych, w tym także nienazwanych wzniesień. Nawet w zachodniej Gdyni wznosi się Góra Donas, mająca wysokość 206 m n.p.m.
Na południe od garbu pojeziernego (położonego na wysokości około 150–250 m n.p.m.), teren stopniowo się obniża i przechodzi w płaskie równiny (125–150 m n.p.m.). Z kolei na północ (ku pradolinie Redy-Łeby) i na wschód od garbu pojeziernego (w stronę odcinka południkowego Pradoliny Kaszubskiej), spadek jest już znacznie większy (dna pradolin są tu na wysokości 0–35 m n.p.m.). Najniżej położony jest obszar Pobrzeża Południowobałtyckiego, nieliczne tylko wzniesienia mają wysokość powyżej 100 m n.p.m. (wyróżnia się tu Wysoka Góra koło Łęczynka, leżąca 179 m n.p.m.). Mające wysokość 50–100 m n.p.m. wysoczyzny moreny dennej są porozcinane płaskimi pradolinami (0–40 m n.p.m.). Największymi deniwelacjami odznaczają się centra Pojezierza Kaszubskiego i Pojezierza Bytowskiego , osiągając często między 80–100 m. Charakterystyczna jest deniwelacja terenu między Wieżycą a położonym nieopodal Jeziorem Ostrzyckim – między szczytem a lustrem wody wynosi ona 170 m, a jeśli brać pod uwagę dno niecki rynnowej, jest to wartość aż 210 m.

### Gleby
Gleby kaszubskie, z racji wielu przyczyn (zmienne nachylenia zboczy, różna intensywność procesów akumulacyjnych, denudacyjnych i akumulacyjnych, rozmaity mikroklimat itd.), są wybitnie zróżnicowane i rozmieszczone mozaikowo. W północnej części Kaszub, gdzie dominują wysoczyzny morenowe, gleby brunatne (utworzone z glin lub iłów) zajmują największy obszar. Południowe rejony, porośnięte licznymi borami sosnowymi, obfite są w gleby bielicowe. Część centralna jest zróżnicowana – obok siebie występują gleby bielicowe, brunatne i bagienne. Gleby bagienne dominują w dolinach większych rzek, a także w Pradolinie Redy-Łeby i Pradolinie Kaszubskiej.
Na Kaszubach (zwłaszcza na Pojezierzu Kaszubskim) ogromną część ziem zajmują gleby pośrednie między brunatnymi a pseudobielicowymi. Dawniej ziemie te były żyźniejsze, gdyż gleby brunatne miały większy udział w procentowej powierzchni. Ich rozkład zmienił się jednak na niekorzyść, wskutek działalności antropogenicznej, obejmującej m.in.: zalesianie tych ziem, wprowadzanie lasów iglastych w miejsce liściastych i osuszanie podłoża. Sprawiło to, że znaczna większość ziem kaszubskich jest mocno lub bardzo mocno zakwaszona. Niezbyt urodzajne gleby kaszubskie oraz dawna, niekorzystna działalność człowieka, sprawiają, że rolnictwo na tym obszarze jest bardzo utrudnione. Lepsze gleby występują w północnej części Kaszub, czyli od rejonów nadmorskich po rejony Żukowa kończąc (średnio dobre i średnie); najlepsze gleby pod uprawę znajdują się w okolicach Pucka (dobre i bardzo dobre). Na południe i na zachód od Kartuz dominują już niemal wyłącznie gleby słabe i bardzo słabe (jeszcze na wschód od Brus można napotkać gleby średniej jakości).

### Hydrologia

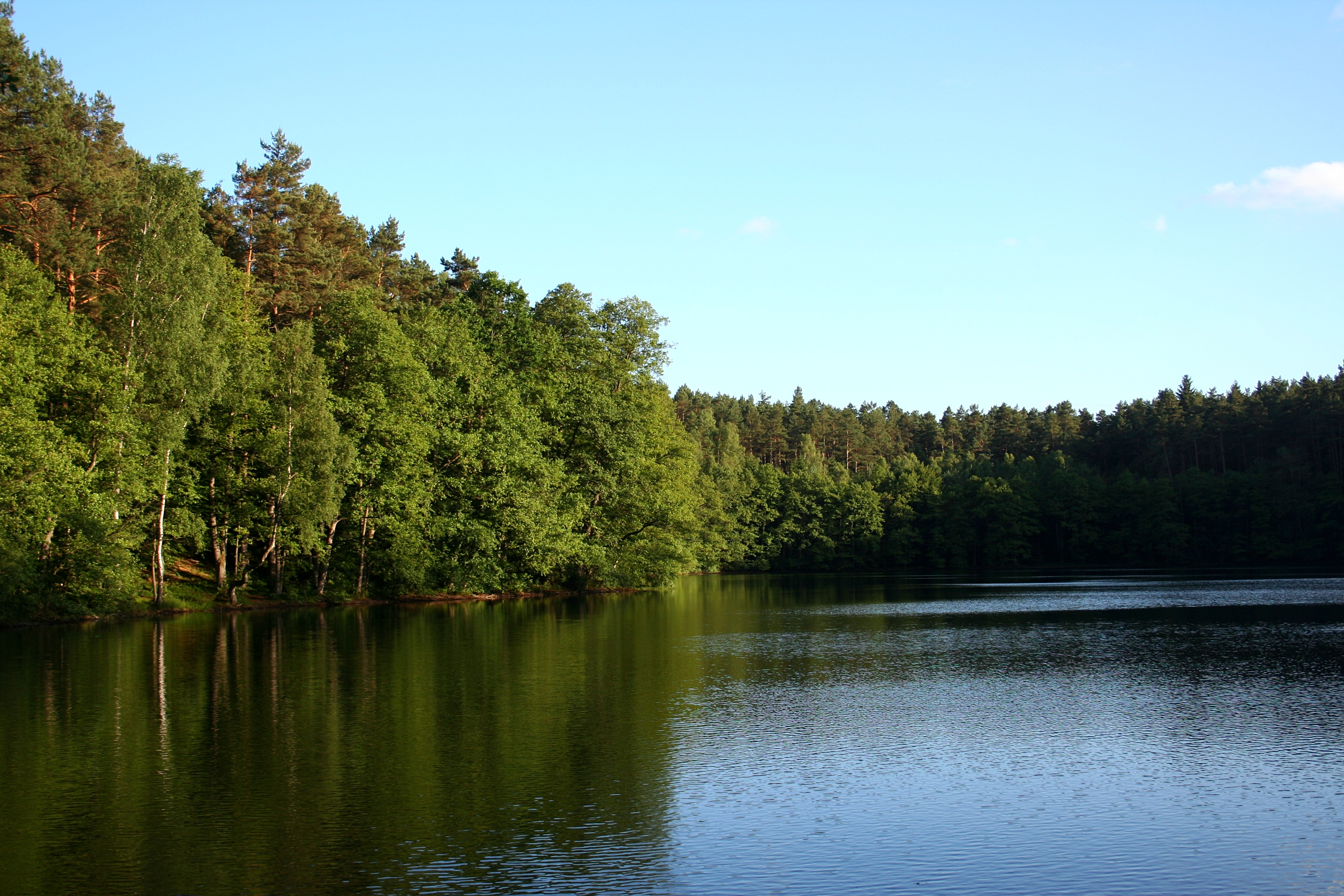
Jezioro Głębokie w Sulęczynie

Charakterystyczne dla kaszubskiego krajobrazu są liczne jeziora, powstałe w zagłębieniach typowych dla rzeźby młodoglacjalnej. Liczbę kaszubskich jezior, które mają powierzchnię powyżej 1 hektara, ocenia się na ponad 1000. Wszystkich jezior może być nawet kilkanaście tysięcy. Wśród jezior kaszubskich dominują jeziora morenowe i rynnowe (a więc jeziora polodowcowe), występują także jeziora przybrzeżne. Według Tadeusza Bolduana, największe jeziora Kaszub to: Łebsko (7530 ha), Gardno (2470 ha), Wdzydze (1455,6 ha), Żarnowieckie (1431,6 ha), Charzykowskie (1350 ha), Raduńskie Dolne (737,2 ha), Sarbsko (677 ha), Jasień (587 ha), Gowidlińskie (510 ha), Mausz (428 ha). Najgłębszym jeziorem jest jezioro Wdzydze (68 m). Wiele z jezior tworzy kompleksy jezior, wśród ważniejszych są: jeziora wdzydzkie, jeziora raduńsko-ostrzyckie (znane też jako „Kółko Raduńskie”), oraz pomniejsze: gowidlińsko-sulęczyńskie i potęgowskie, oraz chmieleńskie.
Rzeki kaszubskie, podobnie jak jeziora, są młode i polodowcowe. Spływają bezpośrednio do Morza Bałtyckiego lub do Wisły. Wśród rzek, których wody odprowadzane są bezpośrednio do morza są m.in.: Słupia, Łupawa, Łeba, Płutnica, Wieprza. Z kolei do Wisły uchodzą Radunia, Wierzyca, Wda i Brda. Najbardziej charakterystyczną dla Kaszub jest dolina rzeki Raduni.

### Klimat
Na Kaszubach, podobnie jak w Polsce, występuje klimat umiarkowany – przejściowy między lądowym a morskim. Jan Mordawski wyróżnił dwie krainy klimatyczne na Kaszubach: bałtycką (wybitnie oceaniczne cechy klimatu) i pojezierną (klimat bardziej kontynentalny).
Klimat tego rejonu jest bardziej oceaniczny od innych polskich krain; wynika to z bezpośredniego położenia Kaszub nad Bałtykiem. Efektem tego są mniejsze amplitudy temperatury powietrza niż w reszcie Polski (lata są chłodniejsze, a zimy cieplejsze w stosunku do reszty kraju). W zależności od kierunku napływających mas powietrza, różnie kształtuje się też pogoda. Jeśli powietrze napływa z rejonów Islandii, to latem dochodzi do znacznego zachmurzenia, zwiększenia się wilgotności i ochłodzenia, zaś zimę charakteryzują mgły i odwilż; z kolei jeśli płynie powietrze wschodnioeuropejskie, to pogoda jest sucha (lato gorące, a zima mroźna). Powietrze zwrotnikowe bądź arktyczne ma niewielki wpływ na tutejszy klimat.
Wpływ na tutejsze warunki pogodowe ma przede wszystkim znaczna różnica w wysokościach względnych. Wraz ze wzrostem wysokości powoduje ona obniżanie się temperatury powietrza i wzrost opadów atmosferycznych. Inne czynniki wpływające na klimat tego obszaru to: obfitość licznych jezior i cieków, rozproszenie kompleksów leśnych czy odmienne nachylenie stoków. Dla wybrzeży charakterystyczne są wiatry, występujące tu przez cały rok, zwłaszcza jesienią i zimą.

### Lasy

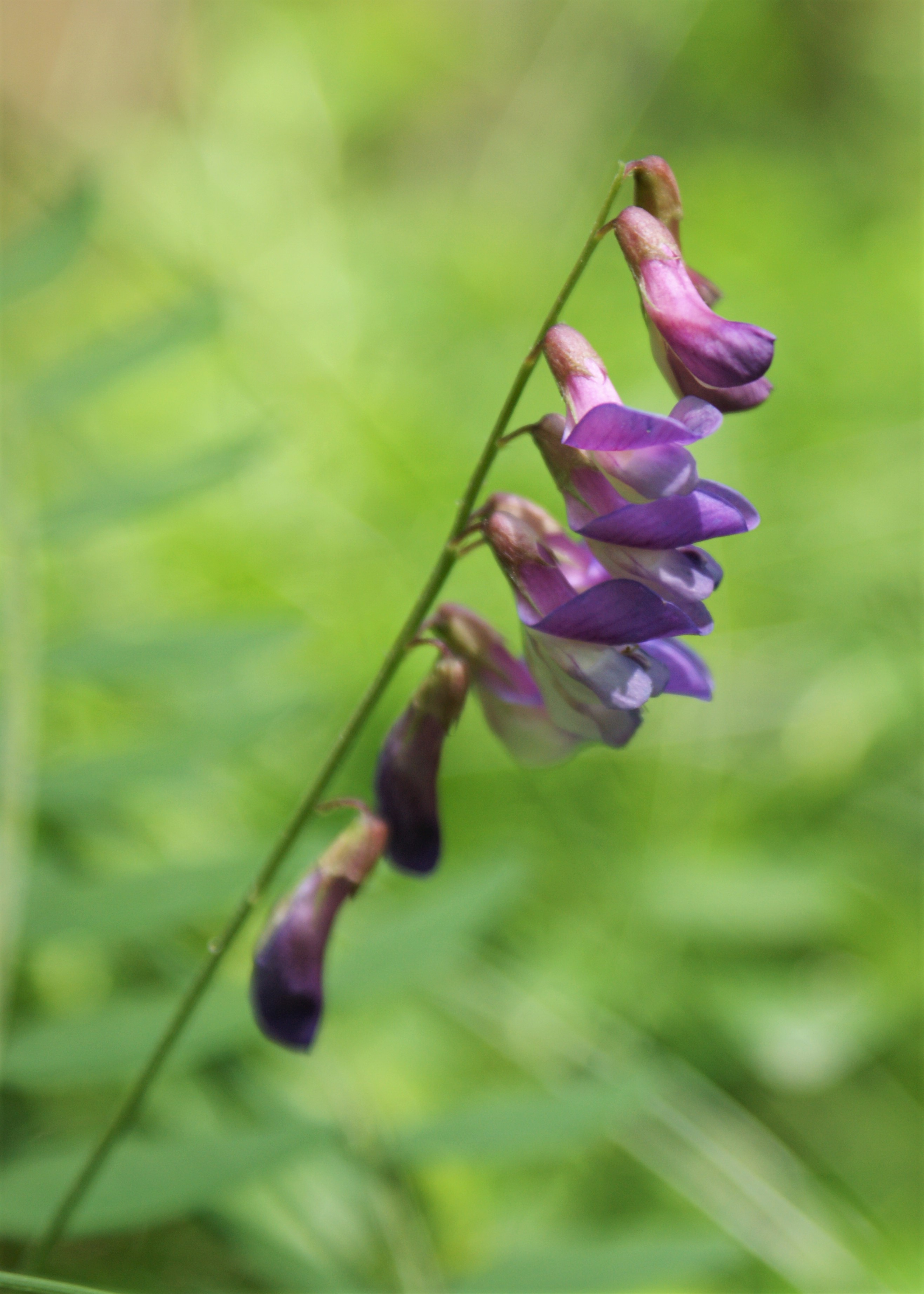
Wyka kaszubska

Pojezierze Kaszubskie jest znacznie zalesione i wyraźnie przekracza średnią krajową, jednak lasy kaszubskie są rozmieszczone nierównomiernie, tworząc na ogół skupiska różnej wielkości (zwarte obszary leśne są w północnej części Borów Tucholskich i na Równinie Charzykowskiej). W ogólnej powierzchni lasów dominują tu drzewa iglaste, zwłaszcza sosna (w 1995 roku było to prawie 80%). W północnych i środkowych częściach Kaszub (czyli odpowiednio: w Trójmiejskim Parku Krajobrazowym, w rejonach Wieżycy i Kartuz) dominuje buk, występujący głównie z dębem i sosną. W części nadmorskiej główną formacją leśną są bory. Z kolei w dolinach rzecznych dominują wielogatunkowe lasy liściaste (z jesionem), a w dnach tych dolin – podmokłe olszyny. Obok lasów i borów, występują też na Kaszubach torfowiska. W strefie pojeziernej nie są one zbyt liczne (np. Smolne Błoto i Staniszewskie Błoto, które uznano za rezerwaty przyrody), częściej można je spotkać w strefie Pobrzeży (ochronie podlegają np. Bielawskie Błota, Piaśnickie Łąki i Bagna Izbickie).

### Stolica Kaszub

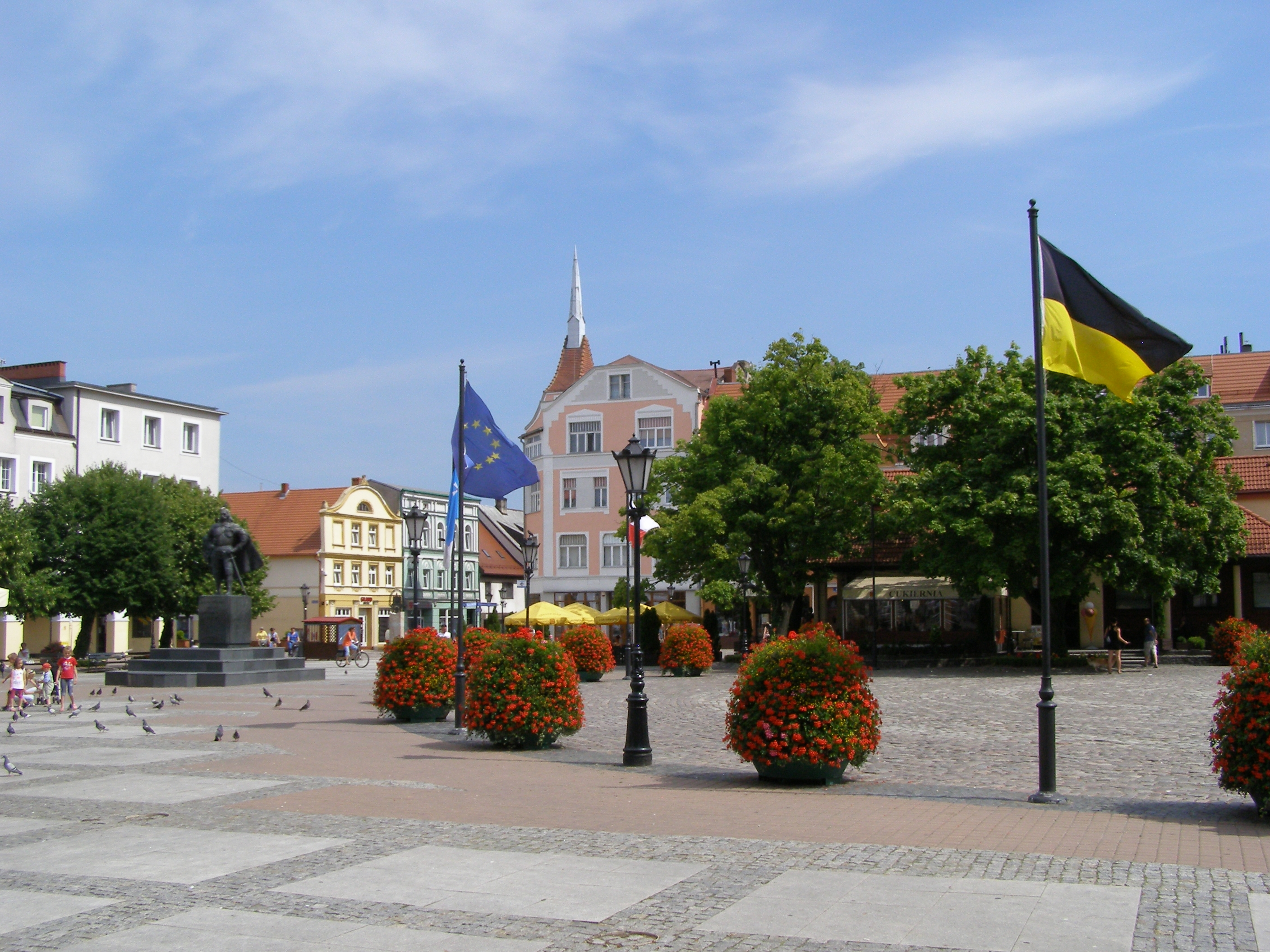
Plac Jakuba Wejhera w Wejherowie

Wiele miast kaszubskich pretendowało i nadal pretenduje do bycia stolicą Kaszub. Przedwojenna poetka Maryla Wolska ujęła spór o miano stolicy Kaszub w humorystycznym wierszyku, w którym wymieniła miasta ubiegające się o to miano. Wśród stolic Kaszub wymieniano m.in.: Kartuzy, Wejherowo, Lębork, Bytów, Kościerzynę, Puck, a nawet Gdynię. Jednak na przestrzeni dziejów, zarówno badacze, działacze kaszubscy, jak i wielu Kaszubów, uznają za stolicę tej krainy Gdańsk. Róża Ostrowska i Izabella Trojanowska piszą nawet: „Mimo szacunku i sympatii dla wszystkich wymienionych, ów spór traktować możemy tylko jako żart. Pierwszeństwo bowiem Gdańska dokumentuje bardzo już sędziwa historia”.

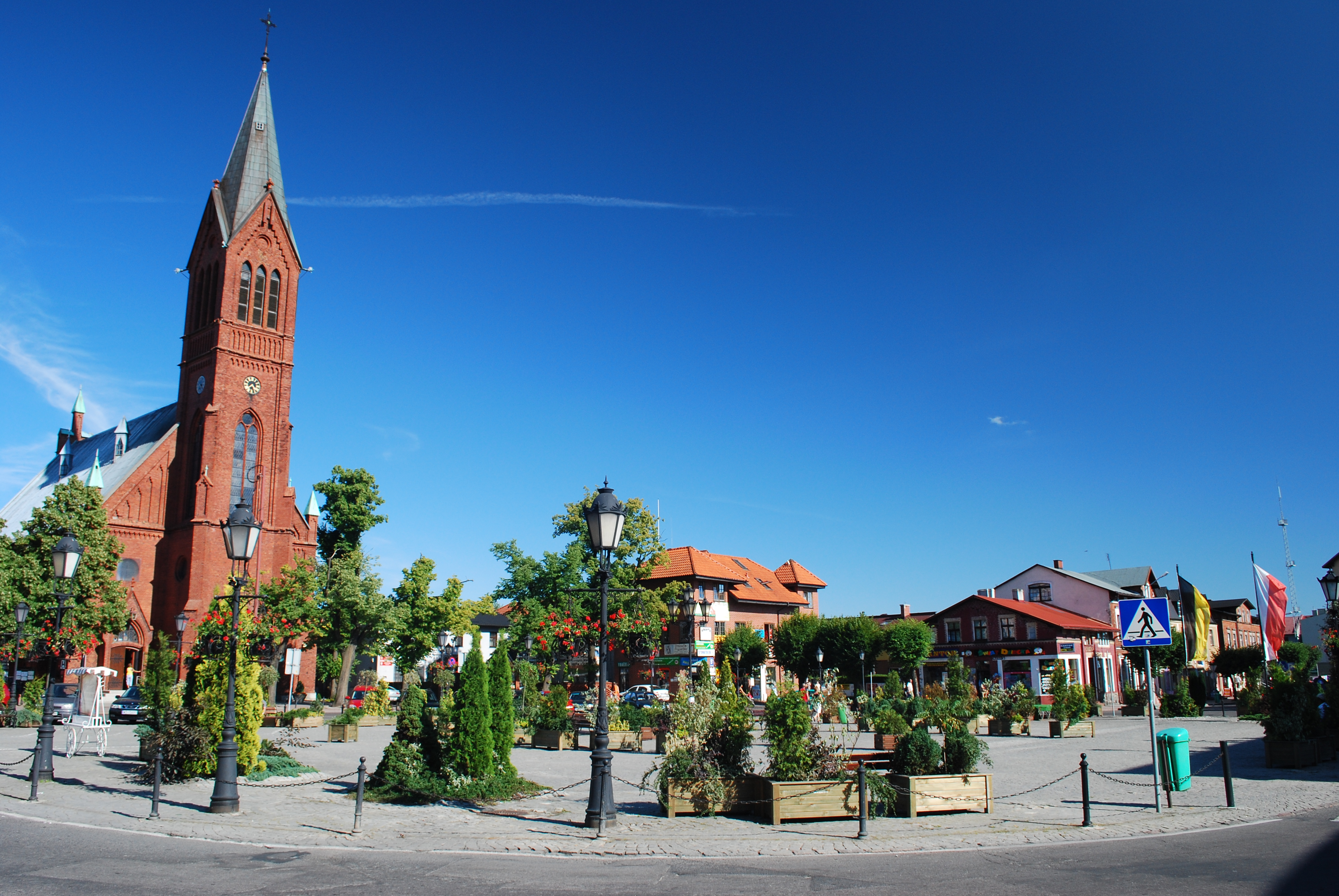
Plac w Kartuzach

W Gdańsku mieści się siedziba Zrzeszenia Kaszubsko-Pomorskiego – największej kaszubskiej organizacji pozarządowej, uważany jest też m.in. za centrum handlowe, administracyjne i kulturalne kaszubskiej ziemi. Wydawano tu też kaszubskie gazety, książki, czasopisma. Kościerzyna była uznawana za centrum kulturalne Kaszub za czasów zaboru pruskiego, tu Aleksander Majkowski wydawał początkowo czasopismo „Gryf”. Kościerzyna jest czasami wspominana jako stolica południowych Kaszub. Kartuzy uznaje się za stolicę Szwajcarii Kaszubskiej. W XIX wieku Florian Ceynowa stwierdził żartobliwie, że to Puck jest stolicą, gdyż tu urzęduje Wielka Rada Kaszubska, nadająca obywatelstwo kaszubskie. W Wejherowie zaś upatrują niektórzy stolicy duchowej Kaszub – zlokalizowana tu jest Kalwaria Wejherowska. W międzywojniu i w czasach powojennych Wejherowo zaczęło odgrywać ważną rolę, wg Tadeusza Bolduana: „gdyby nie Gdańsk – jemu przypadłaby rola miasta stołecznego Kaszub”.

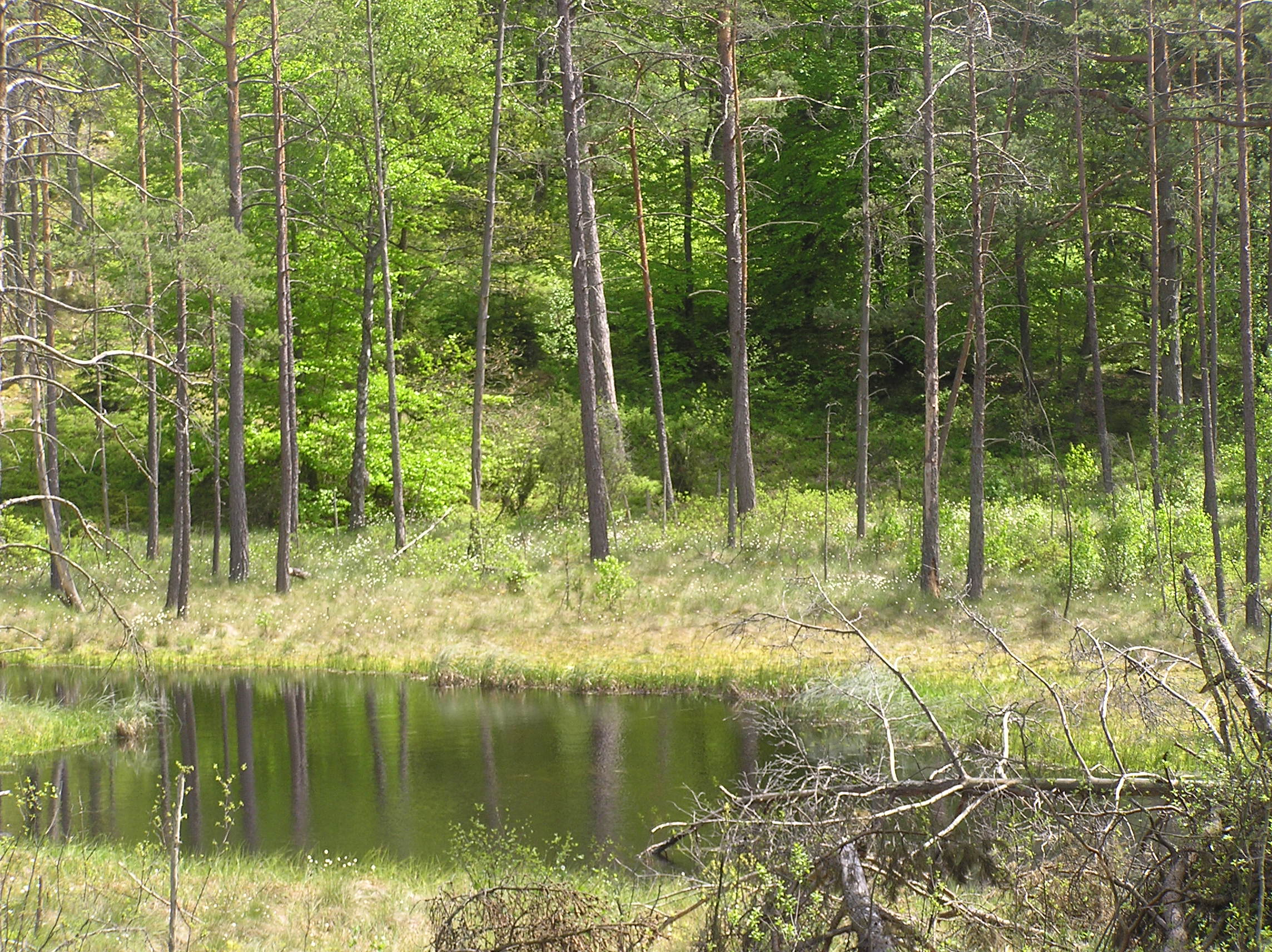
Kaszubski Park Krajobrazowy

### Ochrona środowiska
Jan Mordawski dzielił region na dwie części: mniejszą i większą. Większa część to Kaszuby północne, zachodnie i południowe. Mniejsza, czyli tereny Trójmiasta i okolic (Redy, Rumi, Wejherowa, Zatoki Gdańskiej), jest bardziej narażona na skażenie środowiska wywoływane przez zakłady przemysłowe, elektrociepłownie i środki transportu. W latach 90. okolice te określano nawet jako obszar klęski ekologicznej, jednak zmieniło się to wraz z wykonywaniem prac, mających na celu ochronę środowiska – zakładaniu filtrów w elektrowniach czy budowaniu oczyszczalni ścieków. Pozostała część Kaszub jest, poza nielicznymi wyjątkami, nieznacznie skażona.
Na Kaszubach utworzono też wiele parków krajobrazowych, rezerwatów przyrody; niektórym cennym obiektom przyrodniczym nadano status pomnika przyrody (są to pojedyncze głazy, drzewa, grupy drzew, alejki, eratyki itp.). Szczególnie cenne są jednak parki krajobrazowe (jest ich sześć: Nadmorski PK, Trójmiejski PK, Kaszubski PK, Wdzydzki PK, PK Dolina Słupi i Zaborski PK) i rezerwaty przyrody, których jest kilkadziesiąt.

## Kultura

### Literatura

#### Kaszubskie zabytki językowe

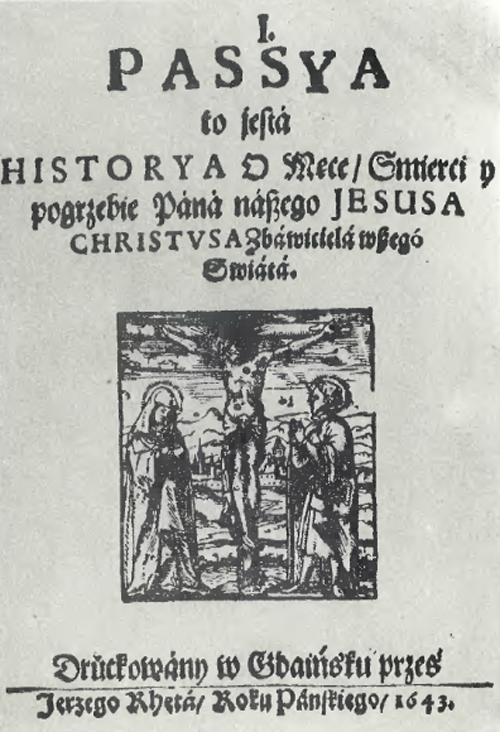
Strona tytułowa z dzieła Michała Mostnika (1643)

Za najstarszy tekst, w którym można dopatrywać się kaszubskich cech językowych, uchodzą tzw. Dutki brzeskie (Dutki ziemskie brzeskie nr 2), czyli spisane w Brześciu Kujawskim w roku 1402 zapiski gospodarcze. Hanna Popowska-Taborska sugerowała, że pisarz mógł mieć pochodzenie kaszubskie, gdyż konsekwentnie stosował w pisowni literę i zamiast ę (co miało być charakterystyczne wyłącznie dla obszaru kaszubskiego), ponadto Kujawy i Pomorze miały ścisłe relacje kościelne w tym czasie. Oryginał rękopisu nie jest dostępny, gdyż spłonął w 1944 roku w Archiwum Głównym Akt Dawnych w Warszawie, lecz zachował go Konstanty Małkowski w dziele Przegląd najdawniejszych pomników języka polskiego, wydanym w 1872 roku.
Następny zabytek pochodzi z roku 1586, a wydano go w Gdańsku dzięki poparciu księcia zachodniopomorskiego Barnima X. Jest to tłumaczenie kancjonału pt. Duchowne piesnie D. Marcina Luthera y ynszich naboznich męzow. Z niemieckiego w slawięsky ięzik wilozone, autorstwa Szymona Krofeya, pastora ewangelickiego z okolic Bytowa. Dzieło pisane jest polszczyzną północną, lecz przeplatane kaszubizmami (stwardnienia niektórych spółgłosek, ślady zmiany ę na i, leksykalne kaszubizmy). Jest to pierwszy na Kaszubach druk w rodzimym języku. Wspomniany „slawięsky ięzik” to najpewniej mowa Kaszubów słowińskich z okolic Gardna i Smołdzina. Warto odnotować, że do pierwszego odnalezionego egzemplarza tego dzieła (odkrycia dokonano w 1896 roku w Smołdzinie), dołączony był także rękopis z 56 pieśniami i jedną modlitwą, który datuje się na początek XVIII wieku. Również występowały w nim liczne kaszubizmy.
W 1643 roku w Gdańsku ukazało się drukiem kolejne, drugie dzieło w języku lokalnych mieszkańców. Był to przekład pastora smołdzińskiego Michała Mostnika (Pontanusa) pt. Mały Catechism D. Marciná Lutherá Niemiecko Wándalski ábo Słowięski/ to jestá z Niemieckiego języká w Słowięski wystáwion... Dzieło to zostało wydane zapewne przy poparciu Anny von Croy, księżniczki pomorskiej, która osadziła Mostnika przy smołdzińskim zborze. Dzieło to było wydawane trzykrotnie (1643, 1758, 1828), choć niektórzy historycy podają w wątpliwość autorstwo Michała Pontanusa uważając, że brał jedynie udział w przygotowaniu dzieła do druku. Jego zasługi w krzewieniu kaszubszczyzny również są sporne.
Do czasów Floriana Ceynowy zachowano jeszcze kilka pomniejszych zabytków językowych naznaczonych kaszubizmami. Wśród ważniejszych można wymienić m.in.: Pytania dodatkowe o wierze, czyli rękopis dołączony do wspomnianego druku Michała Mostnika (Friedrich Lorentz datuje go na rok 1675), Perykopy smołdzińskie różnych autorów, datowane na lata 1699–1701 (zawierają liczne słowa poświadczone wyłącznie w źródłach słowińskich, glosy wprowadzające formy i słowa słowińskie bądź północnokaszubskie), a także Przysięgi słowińskie z Wierzchocina, czyli jedyny wśród wymienionych świecki zabytek piśmienniczy. Ostatni z nich zawiera bardzo liczne kaszubskie i słowińskie cechy językowe, w tym nieobecną we wcześniejszych tekstach labializację litery o. Popowska-Taborska uważa, że niektóre partie Przysiąg są znacznie bardziej nasilone dialektyzmami, niż wszystkie wcześniejsze utwory. Ponadto w Gdańsku w 1643 roku została napisana sztuka pt. Tragedia o bogaczu y Łazarzu z Pisma swiętego wyięta y Nowo wierszęm opisana Polskim, w której występuje postać Kaszuby mówiącego w ojczystej mowie. Jest to pierwszy znany przypadek użycia kaszubszczyzny dla celów literackich (zapewne w formie polszczyzny przeplatanej kaszubizmami).

#### Wiek XIX
Za osobę, która dała podwaliny literackiej kaszubszczyzny, uznaje się pochodzącego ze Sławoszyna dra Floriana Ceynowę (1817–1881). Był on pierwszym kaszubskim działaczem społecznym i narodowym, twórcą pisowni kaszubskiej i pierwszych utworów spisanych w języku kaszubskim (tak naprawdę w dialekcie północnokaszubskim z okolic Sławoszyna). Był pierwszym literatem, który w pełni świadomie posługiwał się mową kaszubską. W czasie studiów na Uniwersytecie Wrocławskim (w latach 1841–1843) zetknął się z prądami panslawistycznymi, głoszonymi przez prof. Jana Evangelistę Purkyněgo i slawistę Františka Ladislava Čelakovskiego, a które miały ogromny wpływ na jego późniejszą twórczość. Dołączył do Towarzystwa Literacko-Słowiańskiego (1842). Na jednym z jego zebrań, w dniu 17 czerwca 1843 roku, wygłosił referat pt. O stanie teraźniejszym germanizacji Kaszub. Ten sam artykuł został w wersji niemieckiej (jako Die Germanisirung der Kaschuben) opublikowany w lipskich Jahrbucher fur slawische Literatur, Kunst und Wissenschaft za rok 1843; doczekał się wkrótce dwóch przedruków i tłumaczenia na język czeski. W tym samym roku, z pomocą Purkyněgo, ogłosił w dwujęzycznym czasopiśmie „Jutrzenka. Przegląd słowiański – Дънница. Словянское oбозрънiе” dwa krótkie teksty o obyczajach kaszubskich: Wiléjá Noweho Roku i Szczōdráki.
W 1850 roku w chełmińskiej „Szkole Narodowej” wydał dwa artykuły pt. Kaszebji do Pólochov, które traktowano jako swego rodzaju polityczny manifest kaszubski. Uważano tak, gdyż Ceynowa pisał „do Pólochov” w ich rodzimym języku kaszubskim, czyli chłopskim, ponadto krytykował kler i szlachtę za to, że nie dbają o oświatę na Kaszubach. Apelował też o zachowanie i kształcenie rodzimej mowy, za co spotykały go głosy krytyki. Późniejsze jego pisma, wymierzone przeciwko polskiemu duchowieństwu i szlachcie, były jeszcze ostrzejsze – oskarżał ich np. o pogardliwy stosunek do Kaszubów i obarczał odpowiedzialnością za ciemiężenie kaszubskiego ludu. Również w 1850 roku wydano pierwsze książki Floriana Ceynowy. Wśród ważniejszych można wymienić: elementarz pt. Xążeczka dlo Kaszebov (...) (zawarł w nim alfabet kaszubski, tabliczkę mnożenia, przysłowia, modlitwy i powiedzenia kaszubskie), Kile słov wó Kaszebach e jich zemi (...) (wprowadzenie do dawnej historii Pomorza) czy Rozmova Pólocha s Kaszebą (...). Innym ważnym osiągnięciem Ceynowy jest utworzenie pierwszego kaszubskiego pisma periodycznego pt. „Skôrb Kaszébsko-słovjnskjè mòvé” (1866-1868) oraz stworzenie pierwszej kaszubskiej gramatyki zawartej w dziele Zarés do Grammatikj Kaŝébsko-Słovjnskjè Mòvé (1879). Jego dzieła nie trafiały do współczesnej mu ludności kaszubskiej. Pisał językiem trudnym do zrozumienia, wprowadzał liczne neologizmy i neosemantyzmy, nie był też konsekwentny w zapisywaniu swoich dzieł, wskutek czego jego utwory zawierały liczne błędy, nawet w tytułach. Mimo że Florian Ceynowa był na Kaszubach pionierem w wielu dziedzinach, za życia go nie doceniano, a wręcz krytykowano. Ks. Gustaw Pobłocki, proboszcz z Kokoszkowych i jeden z największych krytyków Ceynowy, określał jego twórczość jako „płody wstrętne”. O zasługach Ceynowy zaczęto pisać pozytywnie dopiero po jego śmierci, jedną z pierwszych osób był Stefan Ramułt (1893).
Pod koniec życia Floriana Ceynowy, spotkał go Hieronim Derdowski z Wiela – drugi z kolei twórca w języku kaszubskim (1852-1902). Wydał na cześć Ceynowy wiersz pt. Wojkasyn ze Słowoszena (Dr Florian Ceynowa) (1881). Kontynuował on propagowanie kaszubszczyzny, ale nie był następcą Ceynowy pod względem ideowym, np. inaczej widział relacje między językiem polskim a kaszubszczyzną (swój kaszubski język literacki zbliżał do języka polskiego). Derdowski jest znany przede wszystkim z poematu pt. O Panu Czorlińścim, co do Pucka po sece jachoł (1880)”, który Andrzej Bukowski określił jako „pierwsze wybitne dzieło literatury kaszubskiej”. Z tego dzieła pochodzi znana maksyma „Nie ma Kaszub bez Polonii, a bez Kaszub Polści”, twórca zawarł w nim też tekst marszu pt. Tam, gdze Wisła od Krakowa, który w dwudziestoleciu międzywojennym Kaszubi zaczęli uważać za swój hymn. Znany jest także z powiedzenia Chto le kaszubsci jęzek dobrze znaje, ten z nim objechac może wszetcie kraje. Wydawał także inne utwory poetyckie, np. Kaszube pod Widnem (1883), Jasiek z Kniei (1885). W 1885 roku wyemigrował do Stanów Zjednoczonych, gdzie założył własną drukarnię i księgarnie, oraz wydawał czasopismo Wiarus. W 1897 roku opublikował zbiór 285 przysłów w dziele pt. Nórcyk kaszubści, a w 1902 roku zmarł w Winonie w Stanach Zjednoczonych. W porównaniu do twórczości Floriana Ceynowy, język literacki Derdowskiego był stosunkowo prosty dla kaszubskiej ludności – sprzyjała temu nieskomplikowana ortografia, którą stosował w swoich dziełach. Stąd jego dzieła doczekały się wielokrotnych wznowień.

#### Kaszubska literatura do II wojny światowej

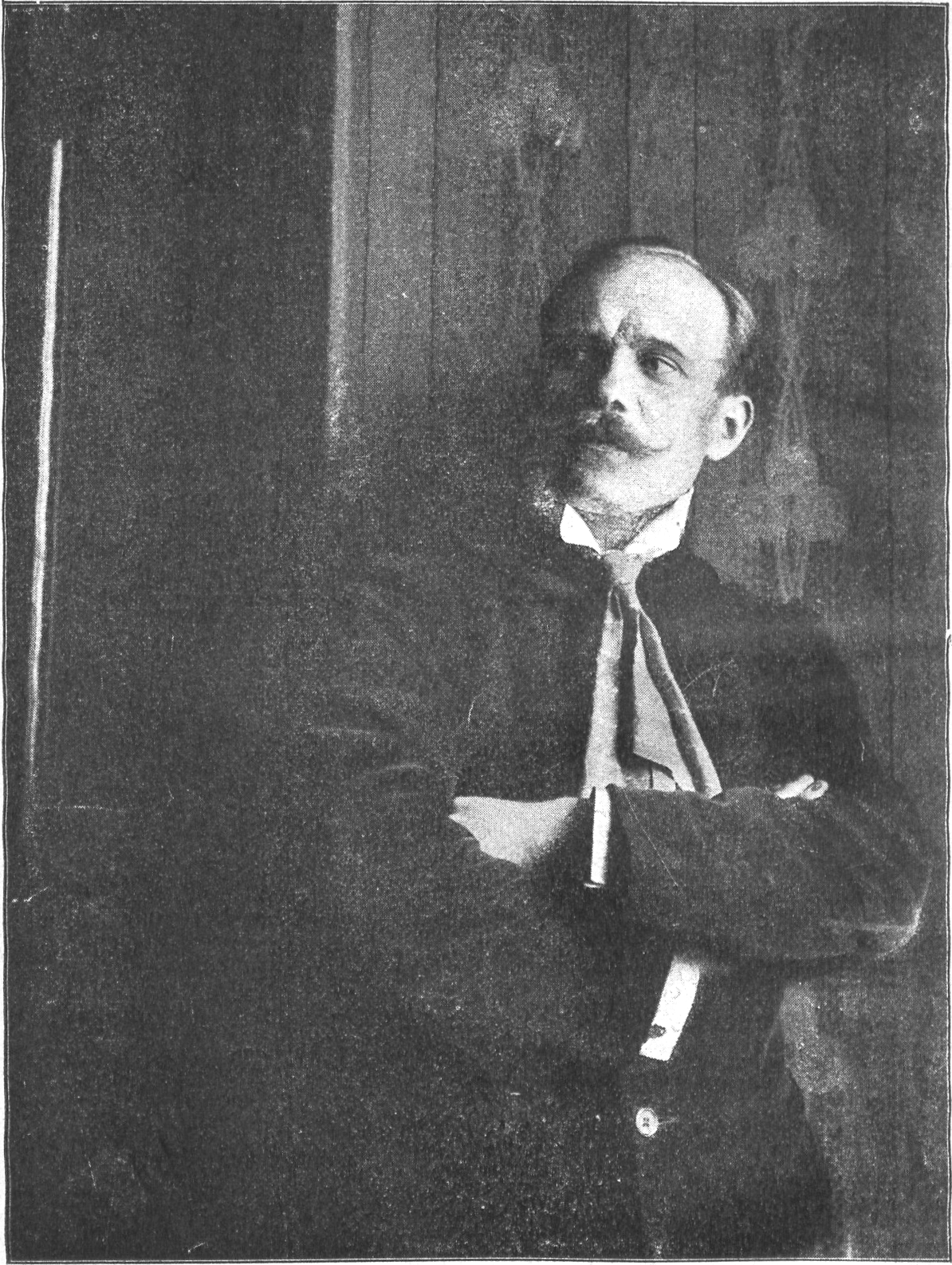
Aleksander Majkowski

Pod wpływem dzieł Ceynowy i Derdowskiego znalazł się kolejny twórca kaszubski – Aleksander Majkowski (1876-1938). Jest on autorem poematu humorystyczno-satyrycznego pt. Jak w Koscérznie koscelnygo obrelë abo Pięc kawalerów a jedna jedyno brutka (1899), w którym ośmieszał kaszubskie przywary. W 1905 ogłosił tomik poezji Spiewe i frantówci, zaś dziełem jego życia, pisanym przez kilkadziesiąt lat, lecz wydanym już pośmiertnie, jest pierwsza kaszubska powieść – Żëcé i przigòdë Remùsa (uznana przez Bukowskiego za jedno z wybitniejszych osiągnięć polskiej literatury międzywojennej). Jej bohaterem jest wędrownik Remus, który podróżuje w drugiej połowie XIX wieku po Kaszubach. W przeciwieństwie do wspomnianego wyżej poematu Derdowskiego, powieść Majkowskiego ma wyraźnie charakter dydaktyczny, gdyż zachęca do zachowania dziedzictwa Kaszub (misją Remusa jest dążenie do narodowego obudzenia Kaszubów). Aleksander Majkowski jest także założycielem pisma kaszubskiego „Gryf” (wychodzącego w latach: 1908–1912, 1921–1922, 1925), dzięki któremu doszło do ożywienia literackiego i kulturowego Kaszub.
Wokół tego pisma rozwinął się tzw. ruch młodokaszubski, dążący do rozwijania regionalnej kultury (jego hasłem było Wszystko, co kaszubskie, to polskie). Był to pierwszy na Kaszubach krąg literacki, gdyż dotychczas pisarze działali tylko w pojedynkę. Najwybitniejszymi twórcami byli: Majkowski, Jan Karnowski (nazywany mózgiem ruchu kaszubskiego i sumieniem regionalizmu kaszubskiego), ks. Leon Heyke (zwany lirykiem północy, był pierwszym poetą piszącym północnokaszubską gwarą lesacką) i w początkowej fazie także Franciszek Sędzicki. Pisarze młodokaszubscy tworzyli głównie poezję: Karnowski opublikował np. Nôwotné spiéwé (1910), Heyke Piesnie północny (1911–1912) i poemat Dobrogost i Miłosława (1923-1939). Karnowski pozostawił także dramaty i humoreski Sowizdrzôł u Krëbanów i Krëbanë w labece (ogłoszone drukiem dopiero w 1983 roku). Franciszek Sędzicki znany jest z takich dzieł jak np. Gôdka o Januszu Skwierku, nôsławniejszym grajku kaszubscim (1923) oraz powojennego już tomu poezji i prozy Jestem Kaszubą (1956). Ze wszystkich wymienionych twórców był najbardziej polonofilski (pisał: Jestem Kaszubą, Polska matką moją).
Drugim kręgiem literackim na Kaszubach byli tzw. Zrzeszeńcy, czyli grupa poetycka skupiona wokół pisma Zrzesz Kaszëbskô (1933–1939). Jej głównymi twórcami byli: Aleksander Labuda, Jan Trepczyk, Jan Rompski, ks. Franciszek Grucza i Stefan Bieszk. Bieszk, będący głównym teoretykiem Zrzeszyńców, napisał m.in. Sonety kaszubskie (pierwsze wydanie – 1975 rok). Sporo felietonów społeczno-politycznych pozostawił Aleksander Labuda, piszący pod pseudonimem „Guczów Mack” (w 1996 roku wydano tomik poezji pt. Kaszëbsczim jesma lëdã). Jan Trepczyk jest twórcą melodyjnych pieśni (np. Kaszebskji Pjesnjôk z 1935 roku) i wierszy (np. tomik Odecknienié z 1977), jest też autorem Słownika polsko-kaszubskiego (1994). Z kolei Franciszek Grucza zasłynął z Biblëji kaszëbsczi (1992). Pośmiertnie wydano tomiki poezji Jana Rompskiego: Pomión zwonów (1970) i Wiérzte (1980).
Była jeszcze trzecia grupa literacka, skupiona wokół czasopisma Klëka – stała ona w opozycji do Zrzeszeńców. Jej przedstawicielami byli: Leon Roppel, Józef Ceynowa, Paweł Szefka (wszyscy z północnej części Kaszub), a dołączył do nich także Franciszek Sędzicki. Najpłodniejszym twórcą był Roppel, autor wierszy, zebranych w dziele Nasze stronë (1955), a także w pośmiertnym tomiku Z piesnią do Cebie jidzema, Mateńko (1988). Tworzył widowiska sceniczne, opowiadania i inne. Józef Ceynowa opublikował m.in. tomik wierszy Z Tatczëznë i poemat epicki Rzez Kaszëbów w Gduńsku (1938). Paweł Szefka tworzył wiersze i krótkie opowiadania, jednak większy rozgłos przyniosły mu prace na temat folkloru kaszubskiego, zwłaszcza kilka zeszytów jego Tańców kaszubskich.

#### Czasy powojenne
Literatura powojenna starała się łączyć wizje twórców skupionych wokół przedwojennych czasopism kaszubskich. Wśród autorów debiutujących w czasach powojennych byli m.in.: Anna Łajming, Jan Piepka, Stefan Fikus, Antoni Pepliński, Alojzy Nagel, Stanisław Okoń, Marian Selin, Stanisław Pestka. Jednym z wybitniejszych pisarzy powojennych był Jan Drzeżdżon, autor powieści Twarz Smętka, badacz literatury kaszubskiej, wydał też prace niektórych pisarzy kaszubskich (np. Alojzego Budzisza).
Wśród pisarzy tworzących w XXI wieku znajdują się m.in.: Eugeniusz Pryczkowski, Ida Czaja, Jerzy Łysk, Stanisław Janke, Artur Jabłoński, Piotr Dziekanowski. Ponadto utworzono też nieformalną grupę Zymk, której jednym z członków jest Grzegorz J. Schramke.

### Muzyka

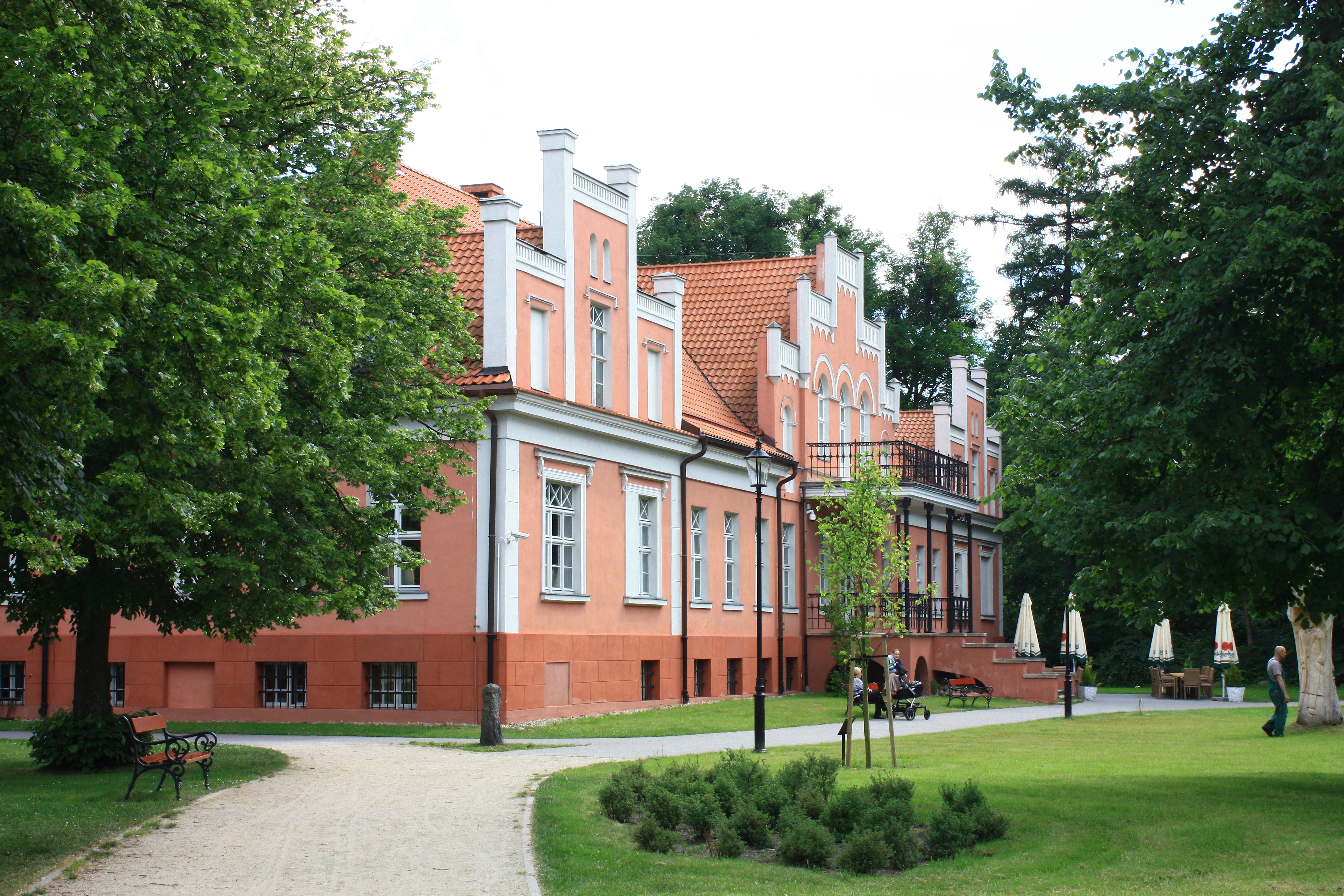
Muzeum Piśmiennictwa i Muzyki Kaszubsko-Pomorskiej w Wejherowie

Kaszuby znane są z instrumentów obrzędowych, charakterystycznych wyłącznie dla tego regionu. Wśród nich znajdują się: burczybas, diabelskie skrzypce i bazuna. Burczybas jest beczułką, zrobioną z drewnianych klepek i złączoną drewnianymi lub wiklinowymi obręczami. Z jednej strony instrument ten naciągnięty jest skórą zwierzęcą, w środku której przymocowany jest pęk z końskiego włosia. Ponadto zwisające włosie musi być zwilżone bądź polane wodą, by przy rytmicznym pociąganiu instrument dawał niski i buczący dźwięk.
Innym charakterystycznym dla Kaszub instrumentem są diabelskie skrzypce, używane przez kapele kaszubskie jako wielofunkcyjny instrument perkusyjny. Składa się on z kija, którego górną część przyozdabia się maską przedstawiającą najczęściej diabła bądź gbura, któremu spod kapelusza wychodzą wstążki. Rondo kapelusza jest blaszane, przez co instrument dzwoni przy poruszaniu nim. Poniżej połowy kija przymocowana jest deska (albo pudło rezonansowe, w zależności od wersji instrumentu) wycięta w kształcie skrzypiec. Instrument posiada także jedną, dwie lub trzy druciane struny, które łączą obie części skrzypiec. Do deski lub pudła rezonansowego wbudowuje się też blaszane pudełko z twardymi przedmiotami, które grzechocą przy potrząśnięciu. Przy odpowiednim wykorzystaniu diabelskich skrzypiec można wydobyć z nich wiele różnych dźwięków (także za pomocą uderzania w deskę i stukania o podłogę).
Rzadziej używanym instrumentem jest bazuna, czyli wielka kaszubska trąbka pasterska, wykonywana z drewna. Dawniej używano jej w trudnych warunkach pogodowych (podczas mgły) do sygnalizacji dźwiękowej – orientacyjnie lub ostrzegawczo. Używali jej pasterze, rybacy jeziorni, ale także rybacy morscy poruszający się na kutrach. Obecnie stosują ją głównie kaszubskie zespoły ludowe. Kaszubi używali także innych instrumentów, jak np. pobrzękacza (był to około półmetrowy kij ze wstążeczkami, na którym zawieszone były kółka z drutu, w których osadzono dzwoneczki; jeden z ostatnich egzemplarzy tego instrumentu odnaleziono w 1936 roku w Dzierżążnie).

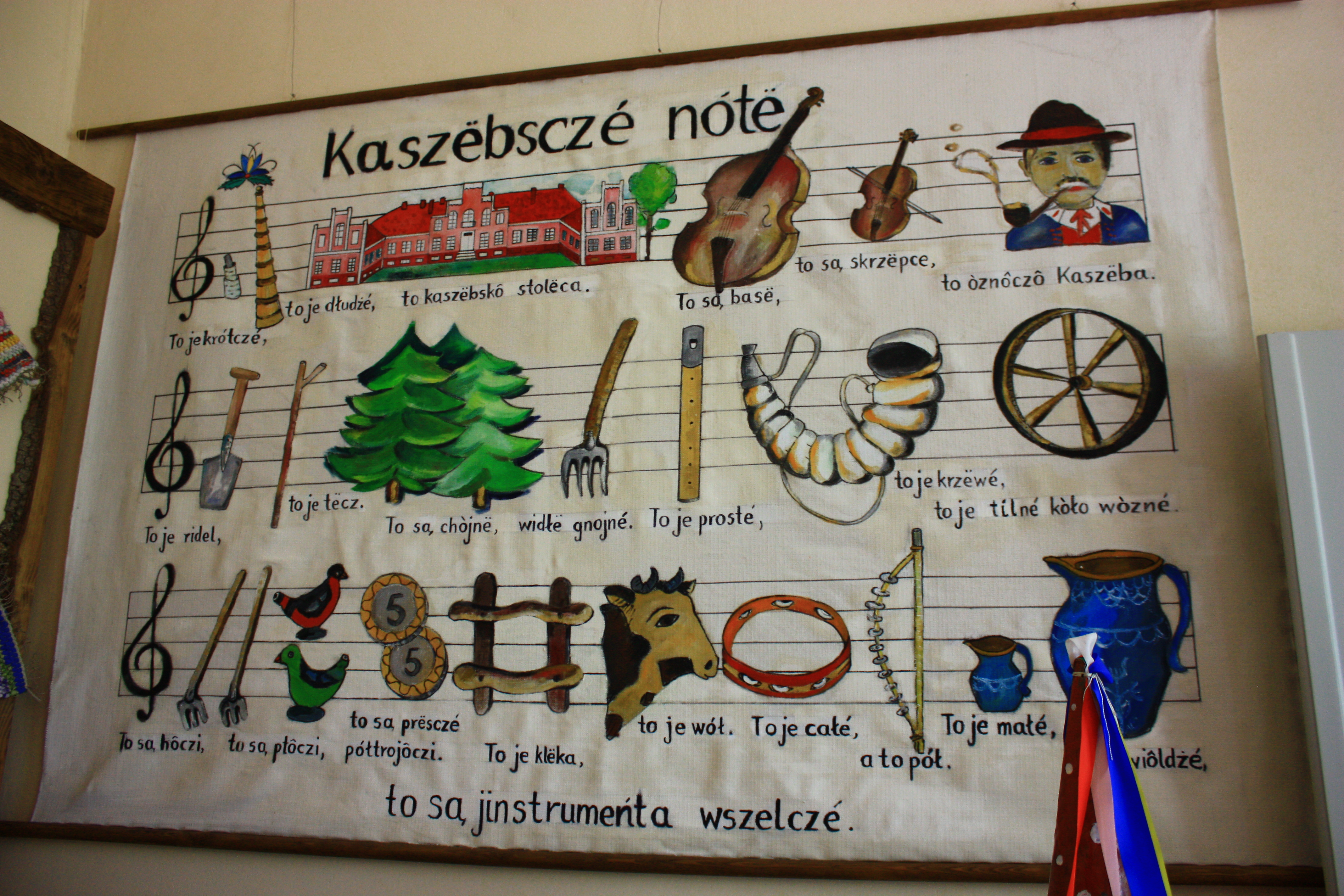
Plansza z obrazkami potrzebna do wykonania Kaszëbsczich nótów

Nieodłącznym elementem folkloru kaszubskiego, który bywa czasem mylony z hymnem Kaszub, są tzw. Kaszëbsczé nótë (Kaszubskie nuty), zwane także abecadłem, alfabetem, bądź hieroglifami kaszubskimi. Twórca abecadła kaszubskiego nie został jednoznacznie ustalony, aczkolwiek w 1911 roku Izydor Gulgowski zanotował, że: 

(...) udało mi się zobaczyć kaszubskie hieroglify. Na drzwiach izby narysowane były kredą jakieś dziwaczne znaki i do tego obrazku śpiewano wyjaśniający je tekst. Opowiadał mi właściciel i wójt gminy Jakub Łangowski z Gołunia, że oryginał odnalazł przez około 35 laty w okolicach Żuław Wiślanych. Towarzyszący im tekst był niemiecki i jego brat Wilhelm przetłumaczył go na kaszubski.

Wiadomo natomiast, że podobny do kaszubskiego zwyczaj śpiewania podobnych pieśni istniał już w XIX wieku w innych krainach (np. na terenie dzisiejszej Białorusi). Pieśń jest znana na całych Kaszubach. Pierwotnie jej rola była bardziej podniosła niż dzisiaj, gdyż zastępowała w życiu publicznym rodzimy język, którego używania zakazywali Prusacy. Z czasem zaczęła być śpiewana podczas wesel i zabaw ludowych. Obecnie kaszubskie nuty służą bardziej rozbawianiu widowni i prezentowaniu kaszubskiej kultury. Do ich wykonania niezbędna jest plansza z obrazkami na pięciolinii i wskaźnik. Prowadzący chór lub solista śpiewa tekst, wskazując przy tym kolejne obrazki, po czym powtarza na wyrywki wszystkie nazwy wymienione w ostatniej i poprzednich zwrotkach. Tekst abecadła kaszubskiego nie jest jednolity, w poszczególnych częściach Kaszub nieznacznie się różni. Poniżej zamieszczono najbardziej znaną wersję z powtórzeniami:
| To je krótczé, to je dłudżé, to kaszëbskô stolëca, to są basë, to są skrzëpczi, to òznôczô Kaszëba. Òznôczô Kaszëba, basë, skrzëpczi, krótczé, dłudżé, to kaszëbskô stolëca. To je ridel, to je ticz, to są chòjnë, widłë gnojné. Chòjnë, widłë gnojné, ridel, ticz, òznôczô Kaszëba, basë, skrzëpczi, krótczé, dłudżé, to kaszëbskô stolëca. To je prosté, to je krzëwé, to je slédné kòło wòzné. Slédné kòło wòzné, prosté, krzëwé, chòjnë, widłë gnojné, ridel, ticz, òznôczô Kaszëba, basë, skrzëpczi, krótczé, dłudżé, to kaszëbskô stolëca. | To są hôczi, to są ptôczi, to są prësczé półtorôczi. Hôk, ptôk, półtorôk, slédné kòło wòzné, prosté, krzëwé, chòjnë, widłë gnojné, ridel, ticz, òznôczô Kaszëba, basë, skrzëpczi, krótczé, dłudżé, to kaszëbskô stolëca. To je klëka, to je wół, to je całé, a to pół. Całé, pół, klëka, wół, hôk, ptôk, półtorôk, slédné kòło wòzné, prosté, krzëwé, chòjnë, widłë gnojné, ridel, ticz, òznôczô Kaszëba, basë, skrzëpczi, krótczé, dłudżé, to kaszëbskô stolëca. To je môłé, a to wiôldżé, to są jinstrumenta wszelczé. |

### Budownictwo

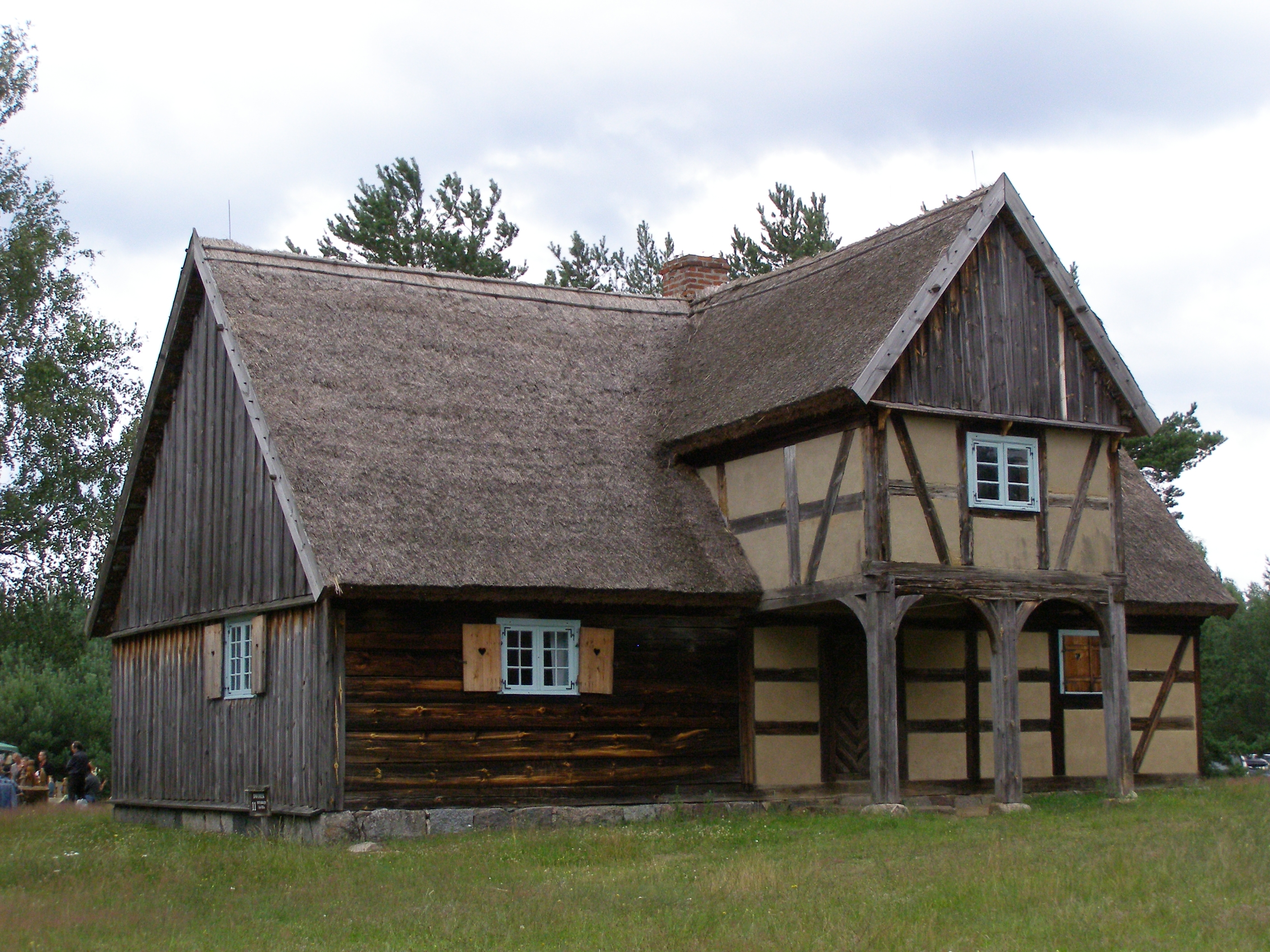
Dworek z XVIII wieku, znajdujący się w Kaszubskim Parku Etnograficznym we Wdzydzach

Najdawniejsze budownictwo kaszubskie jest drewniane, zrębowe i srebrzystoszare. Koloru tego nabierały także dachy pokryte słomą, trzciną (strzechy) lub gontem. Kaszubskie domy, budowane z reguły na planie prostokąta lub kwadratu, otaczało dużo zieleni (lasy, sady, ogródki), zabudowań gospodarczych z półkolistymi lukami w strzechach, studni z kołowrotkami, pieców do wypieków chleba. Znajdowało się też dużo małych obiektów architektonicznych, np. drewutnie, kurniki, pasieki, oraz kapliczki przyzagrodowe i drewniane (tzw. boże męki, znane w kaszubskim krajobrazie do dziś).
Tenże typ zabudowy przeważał na Kaszubach południowych i środkowych. Na północy, obok drewnianych chëczy, popularne były zabudowania o bielonych ścianach z gliny, osadzanej w ciemnych ramach konstrukcji z belek (budownictwo szkieletowo-szachulcowe). Jeszcze w latach 20. XX wieku, Izydor Gulgowski pisał, że: „w powiatach chojnickim, kościerskim, kartuskim i człuchowskim znajduje się jeszcze szereg wiosek, zbudowanych wyłącznie z domów drewnianych”. Obecnie domy te, mimo starań Zrzeszenia Kaszubsko-Pomorskiego (które starało się przywrócić dawną architekturę kaszubską), należą już do rzadkości na Kaszubach, gdyż zaczęto je zastępować bardziej przestronnymi i wygodnymi domami, murowanymi z pustaków i krytymi eternitem.
Przykłady dawnej architektury zachowały się np. w okolicach Wdzydz, Borska, Studzienic, Przechlewa i Lipnicy.

### Malarstwo
Istnieje na Kaszubach także malarstwo na szkle, które ma korzenie prawdopodobnie w wiekach XVII i XVIII. Pierwotnie większą wagę przykładano do tworzenia ornamentów niż motywów świętych – na szkło naklejano wizerunki świętych, które obramowywano kwiatowym ornamentem. Z czasem ta sztuka zanikła, lecz powróciła (tyle że w świeckiej formie) w latach 50. XX wieku za sprawą Wojewódzkiego Domu Twórczości Ludowej w Gdańsku, który w 1958 roku zorganizował kursy malowania na szkle. Wśród wyróżniających się kaszubskich malarzy na szkle są: Anna Basmann z Gnieżdżewa (a także jej cztery córki) i Czesław Hinc z Wdzydz Kiszewskich.

### Rzeźbiarstwo
Rzeźbiarstwo w drewnie sięga XVI wieku. Koncentrowano się głównie na tworzeniu tzw. Bożych Mąk, czyli przydrożnych kapliczek i krzyży, obecnych i tworzonych na Kaszubach także dzisiaj. Do czołowych rzeźbiarzy kaszubskich zaliczani są m.in.: Apolinary Pastwa z Wąglikowic, Izajasz Rzepa z Redy, Władysław Lica z Wdzydz Tucholskich, Antoni Barton z Szatarp, Józef Chełmowski z Brus (Brusy Jaglie) i Leon Golla z Władysławowa. Niektórzy artyści zajmowali się snycerstwem. Pierwszym powojennym snycerzem był Franciszek Menczykowski z Czerska, zaś najwybitniejszą przedstawicielką tego rzemiosła artystycznego na Kaszubach była Otylia Szczukowska z Wejherowa (założyła w 1967 roku Młodzieżowy Zespół Rzeźbiarski, z którego wyszło wielu rzeźbiarzy).

### Kuchnia
Kuchnia kaszubska jest stosunkowo prosta, a jej specjały nie są zbyt wyszukane. Wynika to z niekorzystnego klimatu i ze słabej wymiany handlowej między wsią a miastem, co spowodowało, że na Pomorzu bazowano niemal wyłącznie na produktach lokalnych. Dla tutejszej sztuki kulinarnej ważne są ziemniaki, ale istotną rolę odgrywają także ryby morskie i słodkowodne.
Wśród dawnej kaszubskiej kuchni istniała biedniejsza jej wersja, czyli rybacko-chłopska, oraz bogatsza – mieszczańsko-dworska. Ostatnia wyróżnia się znaczną ilością potraw mięsnych i dobrymi trunkami. Biedniejsza kuchnia rybacko-chłopska używała lokalnych produktów, obfitowała zwłaszcza w dania mączne, jajeczne, warzywne, oraz w zupy i kasze. Jej dania były niejednokrotnie słodkie, rzadko używano przypraw. Na wsi jedzono głównie zupę mleczną z kluskami, jajka (gotowane, pieczone itp.), oraz jajecznicę na wiele sposobów (kasz. prażnica); specyficzne dla Kaszub są: jajecznica na słodko, na solonym śledziu, na węgorzu, czy jajecznica ze szprotami. Wśród mącznych potraw spożywano m.in.: brunioną klóskã (mąka lub kasza uprażona na patelni, potrawa niezbyt smaczna, lecz sycąca), klepionkã (ugotowana potrawa z mąki i mleka, raczej bez cukru, podobna do budyniu), czy spożywano o każdej porza dnia grëczôk (tu: placek z mąki tatarczanej i maślanki).

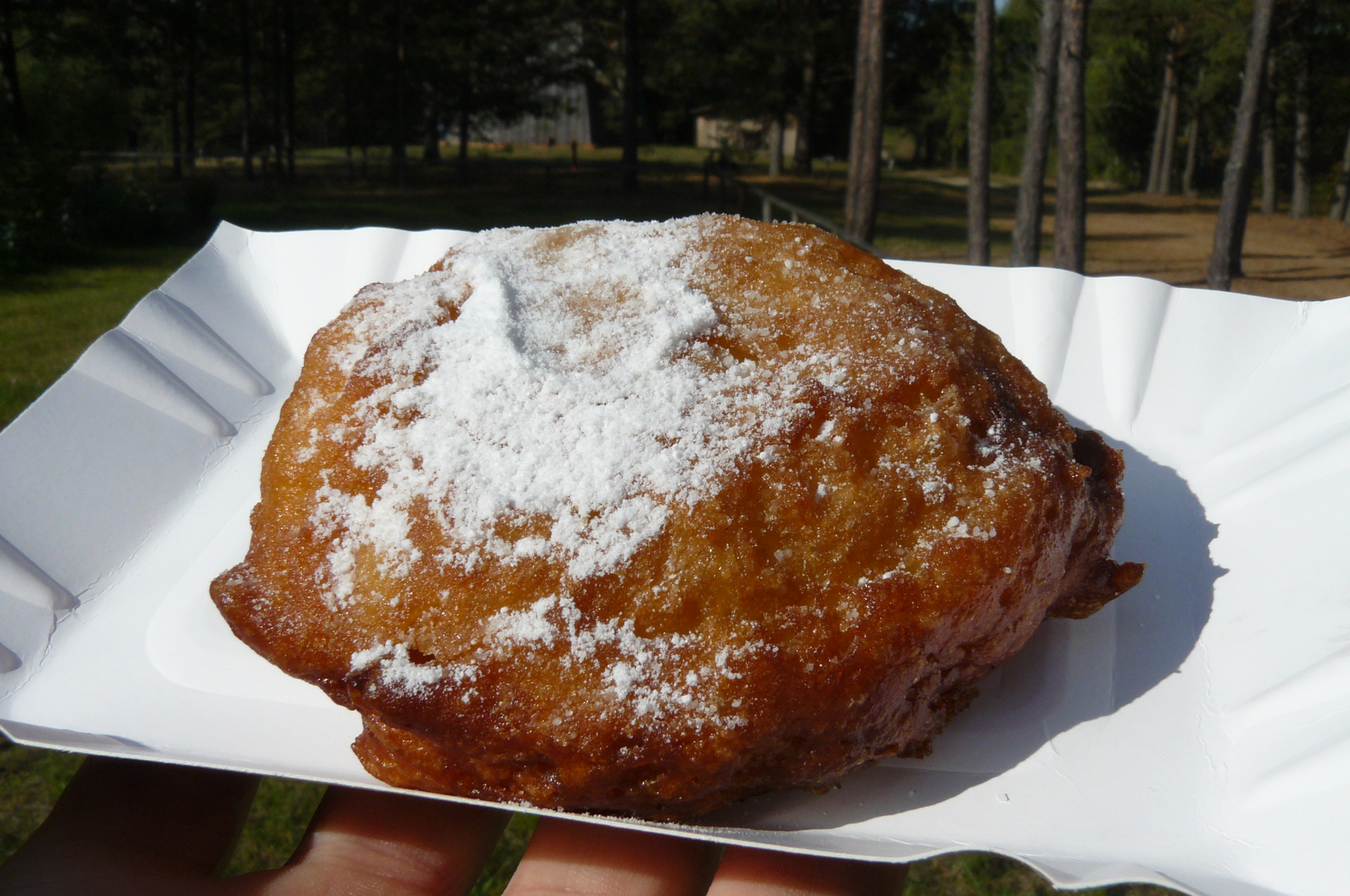
Jeden ze specjałów jadanych na Kaszubach – ruchanki

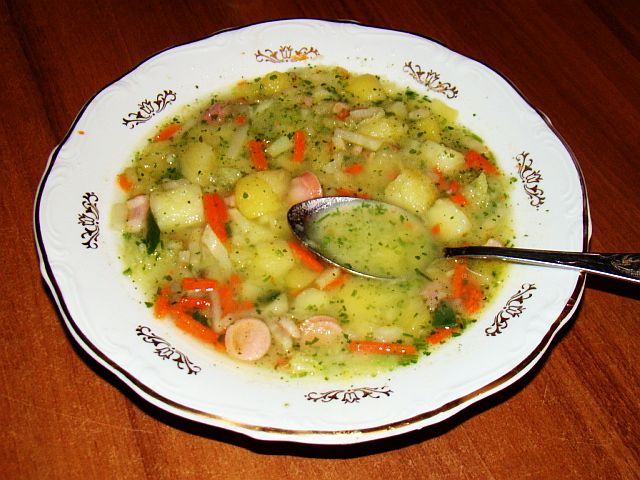
Kartofelzupa

Obiad składał się najczęściej z zupy z tzw. wkładką (porcją mięsa, kiełbasy lub ryby). Gdy rodzina była zamożna, gotowano dwa dania, a zupę podawano jako drugą. W okresie Wielkiego Postu dominowały zupy biedne, ze skąpą dawką mięsa (np. krótkô zupa (na wędzonce), kartofelzupa (kartoflanka), zalewôjka (żur) itp.). Późna wiosna i lato to np. marszew (marchewkowa), krëpnik (krupnik). Jesienią na stołach gościły np. fleisz zupa (zupa na kościach), barszcz z grzybami, dynia na mleku z kluskami lub zacierką, gapiô zupa (zupa na gęsinie), wrëkòwô zupa (zupa z żółtej brukwi na gęsinie), czernina. Wśród zup wyróżniających się zimą były: zagraj (zupa z gęsią okrasą, brzadowô (zupa owocowa), grochówka z wãgòrzã (grochówka na wędzonym węgorzu). Zupy były gotowane nie tylko na obiad, lecz także na śniadanie i kolacje (wtedy były słodkie).
Na drugie danie podawano mięso z ziemniakami, a do tego ogórek lub kiszona kapusta (kapustę zwykłą serwowano też na różne sposoby jako przystawkę, np. duszoną, prażoną, czy w formie bigosu). Do mięsa podawano także buraczki, mizerię, szlapibrodã (sałatę w mleku), bónk miodny i kwasny (fasolę słodko-kwaśną), miodny szabelbón (fasolę na słodko) i marchew z wrëkama (marchew z brukwią). Najważniejszymi warzywami, z których tworzono samodzielne potrawy, były kapusta oraz ziemniaki (zwłaszcza ziemniaki, które podawano na wiele sposobów). Popularne były ziemniaki smażone podawane z maślanką lub placki ziemniaczane.
Na kolację Kaszubi jadali głównie zupy mleczne, kaszę mannę z jagodami, chleb ze smalcem lub pasztetem, czy też naleśniki. Gdzieniegdzie spożywano kluski z mąki (klizdrë), zaś na Helu popularne były kluski z żytniej mąki ze szprotkami. Wśród deserów znany był na Kaszubach kogel-mogel, zaś w niedzielę przyrządzano ciasto (głównie drożdżowe), tzw. młodzowi kùch.

### Tradycje kaszubskie

#### Haft kaszubski

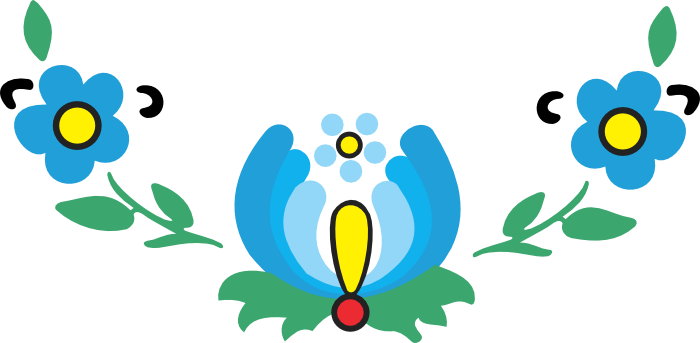
Motyw haftu kaszubskiego – szkoła żukowska

Początek sztuki haftowania na Kaszubach wiąże się z klasztorami norbertanek w Żukowie i benedyktynek w Żarnowcu. Tamtejsze zakonnice wykonywały charakterystyczne ornamenty kwiatowe na swoich obrusach, ornatach lub czepcach. Sztukę haftowania rozpowszechniały szlachcianki, uczące się w przyklasztornej szkole w Żukowie.
Barwy haftu kaszubskiego mają określoną symbolikę. Zielony to symbol lasów i łąk, trzy odcienie niebieskiego symbolizują morze, niebo i jeziora. Żółty oznacza piasek i bursztyn, czerwony – krew, a czarny odzwierciedla żyzną ziemię i niewolę. W użytku jest też złota i srebrna nić.
Hafciarstwo kaszubskie szkoły żukowskiej wpisano na Krajową listę niematerialnego dziedzictwa kulturowego w 2015 roku. Wyróżnia się obecnie kilka różnych szkół haftu: żukowską, wdzydzką, wejherowską, pucką, słupską, chojnicką. W każdej z nich inaczej dobierana jest kolorystyka i motywy zdobnicze. Szkoła żukowska operuje siedmioma barwami (wśród nich przeważa kolor niebieski) i rozbudowuje wzór na kształt trójkąta. Szkoła wdzydzka ma hafty kolorowe o bardzo bogatym, rozrastającym się wzorze. W hafcie szkoły wejherowskiej dominują duże motywy, zaś szkoła pucka znana jest z motywów mikołajka, fal i sieci.

#### Stroje ludowe

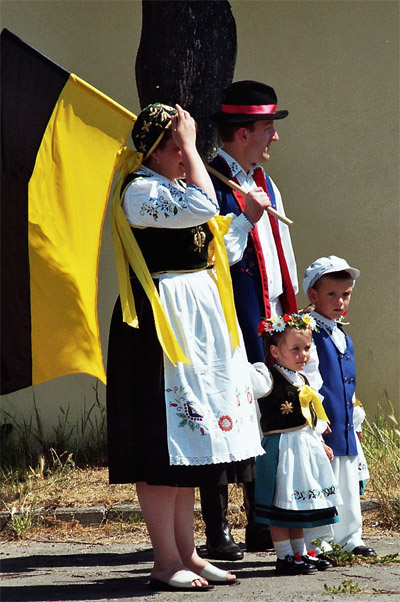
Kaszubska rodzina w strojach ludowych

Nieznany jest wygląd tradycyjnego stroju kaszubskiego. Za przyczynę tego stanu rzeczy uważa się produkcję przemysłową, która wyparła stroje domowej roboty. Pozostały tylko szczątkowe ryciny i fragmenty dawnego stroju ludowego (zachowały się głównie czepce kobiece). Już przed II wojną światową używano go w ruchu amatorskim, jednak jego wygląd nasuwał wiele wątpliwości. Bożena Stelmachowska zawarła próbę rekonstrukcji ludowego stroju Kaszubów w swoim Atlasie polskich strojów ludowych (1959). Obecny strój kapel kaszubskich, czyli tzw. kaszubski strój świetlicowy, wygląda następująco:
- strój męski – biała kòszlã (koszula), na nią zakłada się liwk (kamizelka), a na wierzch ciemnoniebieski wãps (długi kabat bez rękawów); na głowę zakłada się czarny czôpk (kapelusz) z czerwoną szlifa (wstążką), a na nogi sztruksowe lub płócienne bùksë (spodnie) z nogawkami, schowanymi w skòrznie,
- strój kobiecy – składa się z koszuli, na którą nakłada się serdak, haftowany srebrną lub złotą nicią; na głowę zakłada się czepc (czepiec), haftowany złotogłowiem; czitle (spódnice – mogą być granatowe, czerwone, zielone, brązowe) mają na spodzie naszyte dwa czarne pasy; spódnicę okrywa szërtuch (fartuch) z haftem kaszubskim, z kolei pod spódnicą jest spódnik (halka), a pod spodem spòdné bùksë (pantalony); zakłada się także białe stréfle (pończochy) i pantofle na wysokim obcasie.

#### Tabaka i rogarstwo

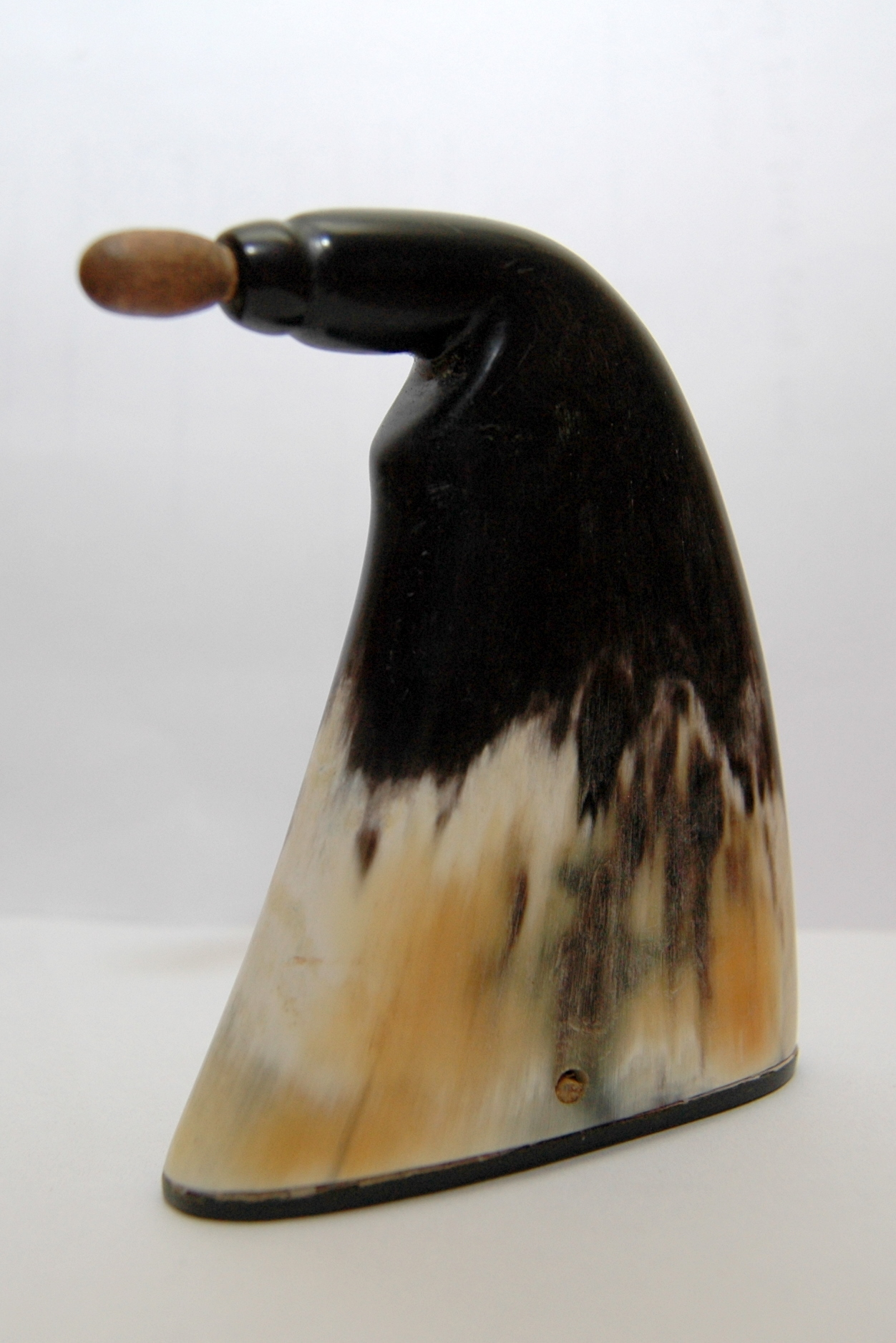
Kaszubska tabakiera

Znanym zwyczajem na Kaszubach jest zażywanie tabaki, czyli sproszkowanych liści tytoniu, który na własne potrzeby hodowano w niewielkich ilościach w domach lub przydomowych ogródkach. Kaszubi przechowują ją w specjalnej tabakierze, w razie zażycia nasypują nieco proszku na dłoń i wciągają go nosem, starając się przy tym nie kichnąć; robią to z reguły w towarzystwie (wśród początkujących występuje zwykle kichanie i łzawienie oczu). Bywała wykorzystywana przez Kaszubów w spotkaniach towarzyskich, np. w czasie zaślubin Polski z morzem w 1920 roku (wiadomo, że Antoni Abraham częstował nią Józefa Hallera). Popularnym zawołaniem kaszubskim na czynność jej zażycia jest Chcemë le so zażëc!. W 1995 roku Sejm uchwalił ustawę dotyczącą używania bezdymnych środków odurzających (weszła w życie w 1996 roku), która w praktyce oznaczała zakaz produkcji i sprzedaży tabaki. Ustawę zmodyfikowano w roku 2000, kiedy to dopuszczono do sprzedaży tytoń w proszku, jednak najlepsze polskie tabaki (Mazurska i Gdańska) zostały zastąpione przez zagraniczne tabaki.
Dawniej, wśród mężczyzn, istniał zwyczaj zażywania tabaki podczas mszy w kościele. Czasami sygnał do jej zażycia dawał sam ksiądz. Zwyczaj ten przenieśli Kaszubi do Stanów Zjednoczonych i Kanady. Jeszcze w latach 30. XX wieku, praktykowano go w parafii św. Józefata w Chicago, zwanej „Kaszubowem”.
Wraz z zażywaniem tabaki, rozwinęło się na Kaszubach rogarstwo, czyli sztuka wyrabiana tabakier. Wytwarza się je z rogów bydlęcych, które przyjmują czarny, brązowy, kremowy, oliwkowy i niemal biały kolor. Tutejsze tabakiery mają zakrzywiony dzióbek, czasami kształt spłaszczonych puszek. Bywa, że kaszubscy rogarze je zdobią (ale należy to do rzadkości). Sztuka rogarska stopniowo jednak zanika. Wśród najbardziej znanych kaszubskich wytwórców tabakier zalicza się Franciszka Meyera z Mirachowa i Leona Bizewskiego z Gnieżdżewa.

### Instytucje kulturalne Kaszub
Instytucje prezentujące kulturę kaszubską:
- Muzeum Kaszubskie im. Franciszka Tredera w Kartuzach
- Muzeum Piśmiennictwa i Muzyki Kaszubsko-Pomorskiej w Wejherowie
- Muzeum Zachodniokaszubskie w Bytowie
- Oddział Etnografii – Spichlerz Opacki
- Gminny Ośrodek Kultury – GOK w Sierakowicach
- Kaszubski Park Etnograficzny we Wdzydzach
- Gminny Ośrodek Kultury, Sportu i Rekreacji w Chmielnie
- Kaszubskie Stowarzyszenie Promowania Sportów Konnych

## Kaszuby w kulturze

### W muzyce

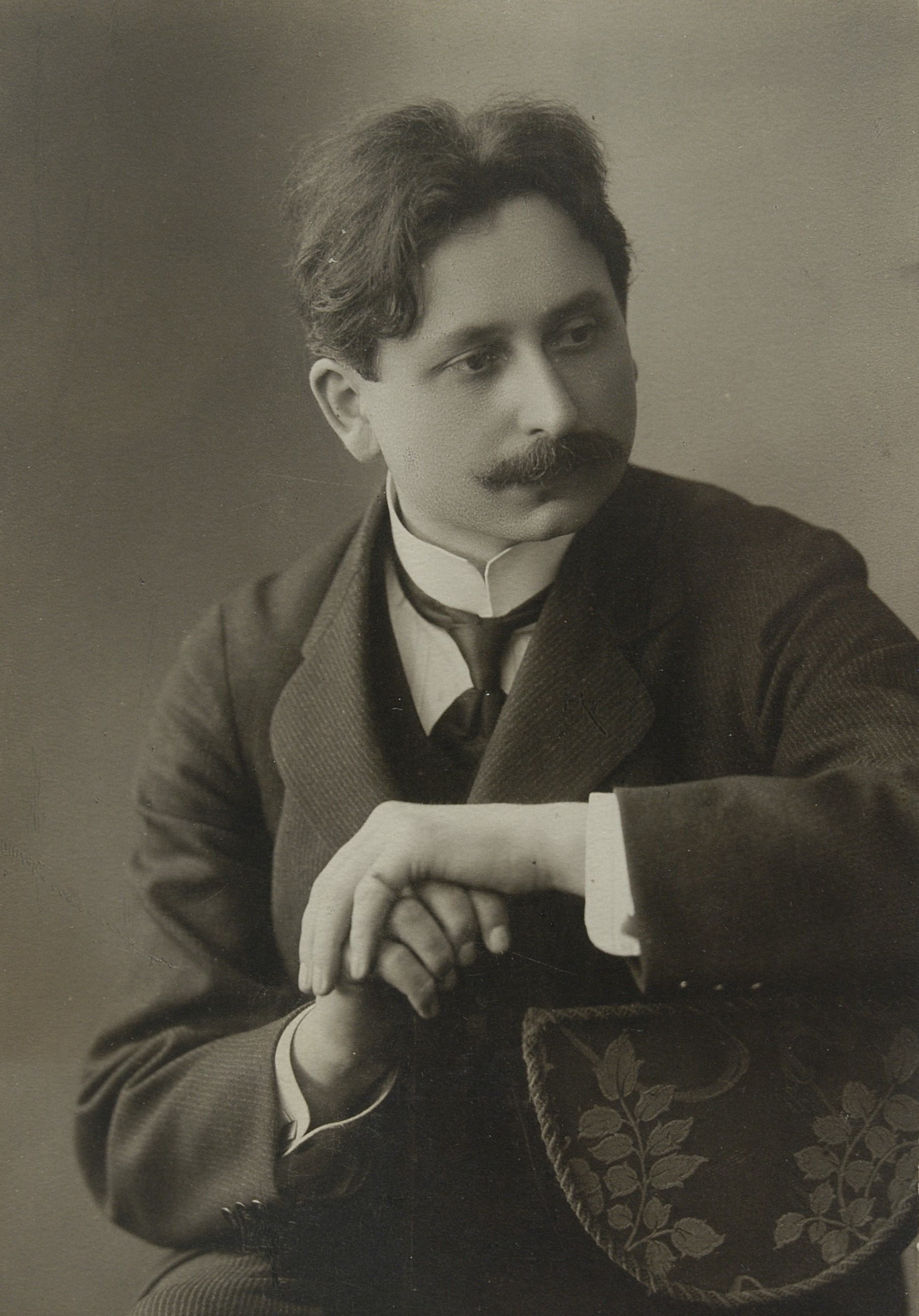
Feliks Nowowiejski (zdjęcie wykonane po 1908 roku)

Wśród twórców, którzy jako pierwsi wprowadzili motywy kaszubskie do swych dzieł, byli Feliks Nowowiejski (Legenda Bałtyku, autor melodii do Marsza Kaszubskiego, uznawanego przez wielu za hymn kaszubski) i Henryk Opieński (Medytacja na temat kaszubski). Od nich zaczęto stopniowo je wprowadzać do muzyki, uczynili to: Stanisław Kazuro (w oratorium pt. Morze, stworzonym w międzywojniu) i Kazimierz Wiłkomirski (Suita kaszubska, Kantata o Gdańsku). Najwybitniejsze dokonania na tym polu ma Henryk Hubertus Jabłoński, autor ponad 80 muzycznych opracowań z motywami kaszubskimi (np. I Symfonii kaszubskiej). Również Witold Lutosławski wspomógł się tematami kaszubskimi w opracowaniu czterech tańców kaszubskich. Wśród innych kompozytorów, czerpiących inspiracje z miejscowego folkloru, byli też: Henryk Czyż (Fantazja kaszubska), Adam Świerzyński (oratorium Stutthof i balet Bursztynowa panna), Juliusz Łuciuk (kantata Kaszëbë), Jan Michał Wieczorek (Suita kaszubska na flet i fortepian, opera o Janie z Kolna), Władysław Walentynowicz (suity orkiestrowe: Gdańska i Z naszego wybrzeża; Kantata gdyńska, Ulica Ogarna), Tadeusz Tylewski (suita wokalna Hanulka), Józef Swatoń (autor kołysanek kaszubskich na obój). Wśród współczesnych artystów uznanie zdobyły kompozycje Edwarda Pałłasza (Bajki kaszubskie na fortepian, Trzy bajki kaszubskie na orkiestrę, Kolędy kaszubskie na chór mieszany).

### W filmie
Pierwszym filmem fabularnym o Kaszubach był obraz Ryszarda Bera pt. Kaszëbë, wyprodukowany w 1970 roku. Jego akcja osadzona jest pod koniec XIX wieku w wiosce kaszubskiej z maszoperią, i ukazuje codzienne życie Kaszubów pod jarzmem zaboru pruskiego. W rolach drugoplanowych wystąpili prawdziwi Kaszubi: pisarz Jan Piepka, oraz znany ze swojej działalności na emigracji ks. Władysław Szulist. Kaszubi reprezentowani są także w filmowej adaptacji powieści Güntera Grassa
pt. Blaszany bębenek (w reżyserii Volkera Schlöndorffa). W 2018 roku premierę miał film Filipa Bajona pt. Kamerdyner – jego akcja dzieje się w pierwszej połowie XX wieku na Kaszubach i opowiada o wspólnych losach Polaków, Niemców i Kaszubów. Ponadto powstało sporo filmów krótkometrażowych na tematy kaszubskie. W 1949 roku utworzono film Pojezierze Kaszubskie, a w 1956 roku Pogodne lato (ukazywał walory turystyczne ziemi kaszubskiej). Nad Bałtykiem zielonym opowiadał o maszoperiach, zaś Białe miasto nad Zatoką o rozwoju Gdyni na przestrzeni lat. Pierwszym kolorowym obrazem był z kolei film Na Kaszubach (1961).

### W literaturze
Za pierwsze książki traktujące o Kaszubach i napisane przez autora nie pochodzącego z Kaszub, uznaje się dwa krótkie dzieła Bernarda Chrzanowskiego: przewodnik Na kaszubskim brzegu (1910) i szkice literacko-publicystyczne Z Wybrzeża i o Wybrzeżu (1917), oba wydane w Poznaniu. Zasługą Chrzanowskiego było zainteresowanie tematyką kaszubską Stefana Żeromskiego, który po przeczytaniu Z Wybrzeża i o Wybrzeżu przyjechał na Kaszuby i napisał Wiatr od morza. Problematykę wybrzeża i regionu poruszają m.in.: Zolojka Jerzego Bandrowskiego, Sprawa gminy Ceynowa Wandy Brzeskiej, Dziewiąta fala Stefana Balickiego i Akwamaryna Niny Rydzewskiej. Tematykę morską podejmują też twórcy literatury młodzieżowej (np. Dziecko morza Marii Buyno-Arctowej). Przed II wojną światową ukazuje się jeszcze wiele innych dzieł związanych z wybrzeżem kaszubskim, np. Baśnie kaszubskie Zuzanny Rabskiej, a wśród antologii Morze polskie i Pomorze w pieśni (Władysław Pniewski) i Morze w poezji polskiej (Zbigniew Jasiński).
Po II wojnie światowej wzrosło zainteresowanie Kaszubami wśród pisarzy nie pochodzących z tego regionu. Wśród znamienitszych poetów tworzących swe wiersze w o tej tematyce znajdują się m.in.: Franciszek Fenikowski (pisał także reportaże, opowieści, powieści, a także wierszowane opowieści dla dzieci), Edward Fiszer, Zbigniew Szymański i Bolesław Fac. Nina Rydzewska wydała kontynuację Akwamaryny, czyli Mol na Krzyskim Wzgórzu (całość nosi tytuł Rybacy bez sieci). Niemały dorobek ma także Lech Bądkowski, a wśród innych twórców o tematyce kaszubskiej wyróżnia się jeszcze Róża Ostrowska (powieść Wyspa).

### W plastyce
Początki malarstwa o tematyce kaszubskiej wiążą się z postacią Daniela Chodowieckiego (1726-1801). Pozostawił on po sobie ilustrowany dziennik ze swojej podróży konnej z Berlina do Gdańska, którą odbył w 1773 roku. Jako pierwszy ukazał obraz nędzy wsi kaszubskiej. W jednej z wiosek kobieta zwróciła się do niego i jego towarzyszy, aby zabrali ze sobą trzyletnie dziecko, którego ona nie była w stanie wykarmić. Tę scenę Chodowiecki przedstawił w jednej ze swoich grafik. Rozwój malarstwa kaszubskiego przypada na XX wiek. W 1922 roku Wacław Szczeblewski założył w Grudziądzu Pomorską Szkołę Sztuk Pięknych. Po przeniesieniu jej w 1933 roku do Gdyni, powstawało w niej wiele malowideł z motywami kaszubskimi. Wśród jej twórców był np. Henryk Kotowski z Kartuz (autor m.in. pejzaży kaszubskich, a także portretów kaszubskich działaczy, w tym Aleksandra Majkowskiego i Hieronima Derdowskiego).
Wśród dzieł pomorskich malarzy marynistycznych znalazły się też obrazy pejzaży przedstawiających kaszubskie widoki. Najwybitniejszym przedstawicielem tego nurtu był Marian Mokwa (sportretował on też m.in. Antoniego Abrahama); znanymi malarzami z tego gatunku był też Antoni Suchanek i Jan Gasiński. Dzięki plenerom na Kaszubach, pejzaże ukazującę tę krainę malowało też wielu artystów związanych z Państwową Wyższą Szkołą Sztuk Plastycznych w Gdańsku (obecnie Akademia Sztuk Pięknych w Gdańsku). Do najważniejszych należeli: Józefa Wnukowa, Stanisław Teisseyre, Zdzisław Kałędkiewicz, Krystyna Łada-Studnicka, Wawrzyniec Samp, Ryszard Stryjec, Juliusz Studnicki, Stanisław Żukowski. Do kontynuatorów tego typu malarstwa zaliczani są: Leon Staniszewski, oraz wspomniani już Wawrzyniec Samp (starszy brat Jerzego Sampa) i Ryszard Stryjec. Wśród twórców zagranicznych wyróżnia się budapeszteński grafik Vincze Lajos, autor wielu grafik przedstawiających grafiki, scenki rodzajowe i portrety, wielokrotnie przebywający na Kaszubach.

## Kaszubi

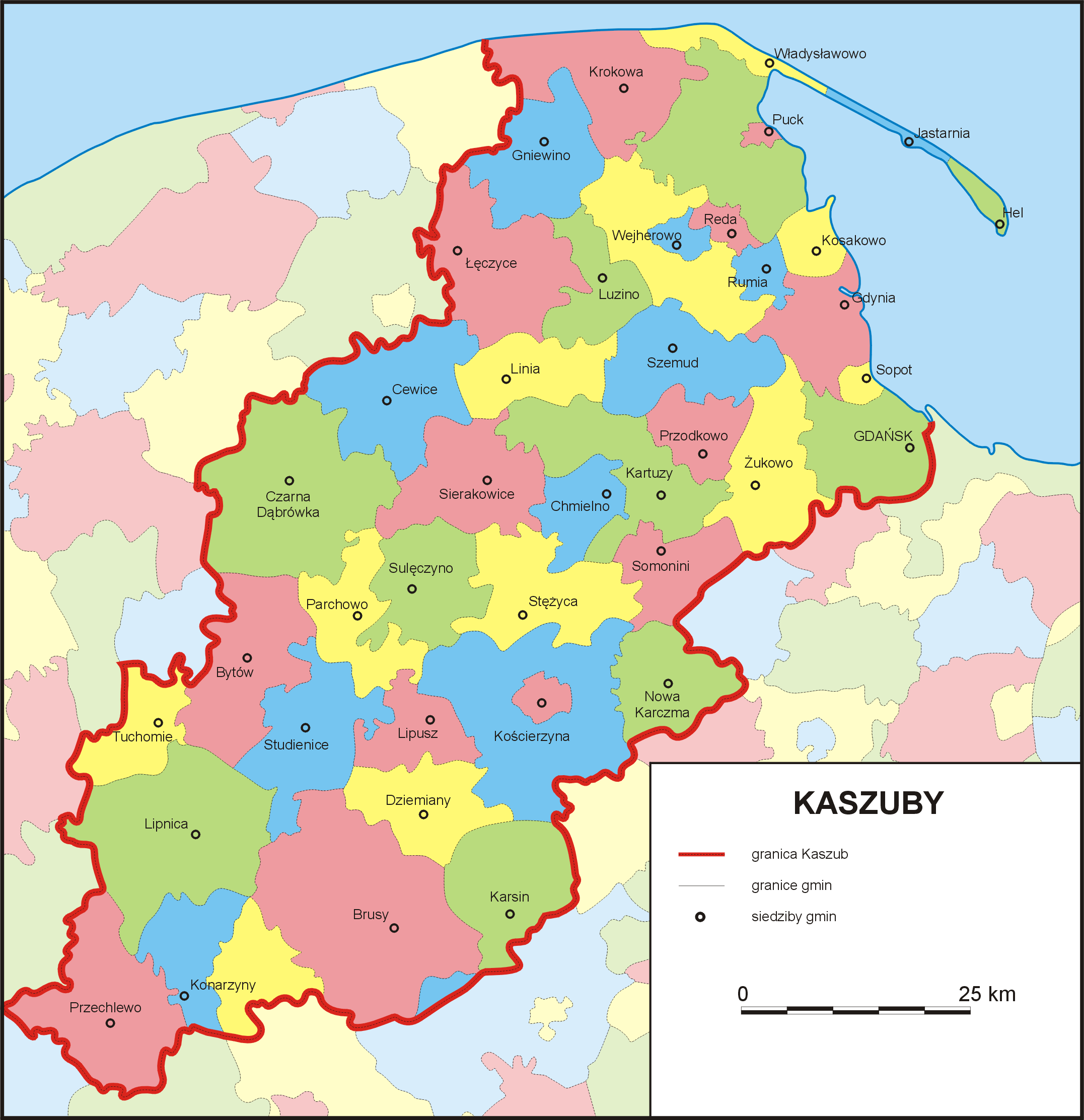
Mapa podziału administracyjnego współczesnych Kaszub wg dr Jana Mordawskiego

Liczbę Kaszubów próbowano szacować już w XIX wieku. Florian Ceynowa szacował ich liczbę na około 300 tysięcy (1843), W. Seidel na około 150 tysięcy (1852), J. Maroński na 103 000 (1860), ks. A. Hildebrandt na przeszło 120 tysięcy (1862), A. Hilferding na 200 tysięcy (1862), H. Derdowski na 170 tysięcy (1883), F. Lorentz na 140 tysięcy (1908), zaś W. Wojciechowski na 135 tysięcy (1909).
Według kryteriów etnicznych, które przyjął dr Jan Mordawski z Uniwersytetu Gdańskiego, wliczając w obręb Kaszub jednostki terytorialne, w których Kaszubi stanowią co najmniej 1/3 populacji, jak i aglomeracje zamieszkiwane przez dużą ich liczbę, terytorium Kaszub obejmuje 43 gminy województwa pomorskiego w powiatach:
| Powiaty            | Gminy |
| ------------------ | --- |
| powiat pucki       | 1. miasto Hel, 2. miasto i gmina Jastarnia, 3. miasto Puck, 4. gmina Puck, 5. miasto i gmina Władysławowo, 6. gmina Kosakowo, 7. gmina Krokowa                                             |
| powiat wejherowski | 1. miasto Reda, 2. miasto Rumia, 3. miasto Wejherowo, 4. gmina Wejherowo, 5. część gminy Choczewo, 6. gmina Gniewino, 7. gmina Linia, 8. gmina Luzino, 9. gmina Łęczyce, 10. gmina Szemud. |
| powiat lęborski    | część gminy Cewice |
| powiat bytowski    | 1. miasto i gmina Bytów, 2. gmina Czarna Dąbrówka, 3. gmina Lipnica, 4. gmina Parchowo, 5. gmina Studzienice, 6. gmina Tuchomie.                                                           |
| powiat kartuski    | 1. miasto i gmina Kartuzy, 2. miasto i gmina Żukowo, 3. gmina Chmielno, 4. gmina Przodkowo, 5. gmina Sulęczyno, 6. gmina Sierakowice, 7. gmina Somonino, 8. gmina Stężyca                  |
| powiat kościerski  | 1. miasto Kościerzyna, 2. gmina Kościerzyna, 3. gmina Dziemiany, 4. część gminy Karsin, 5. gmina Lipusz, 6. część gminy Nowa Karczma                                                       |
| powiat chojnicki   | 1. miasto i gmina Brusy, 2. północna część gminy Chojnice, 3. miasto Chojnice, 4. gmina Konarzyny                                                                                          |
| powiat człuchowski | 1. część gminy Przechlewo |

## Gospodarka

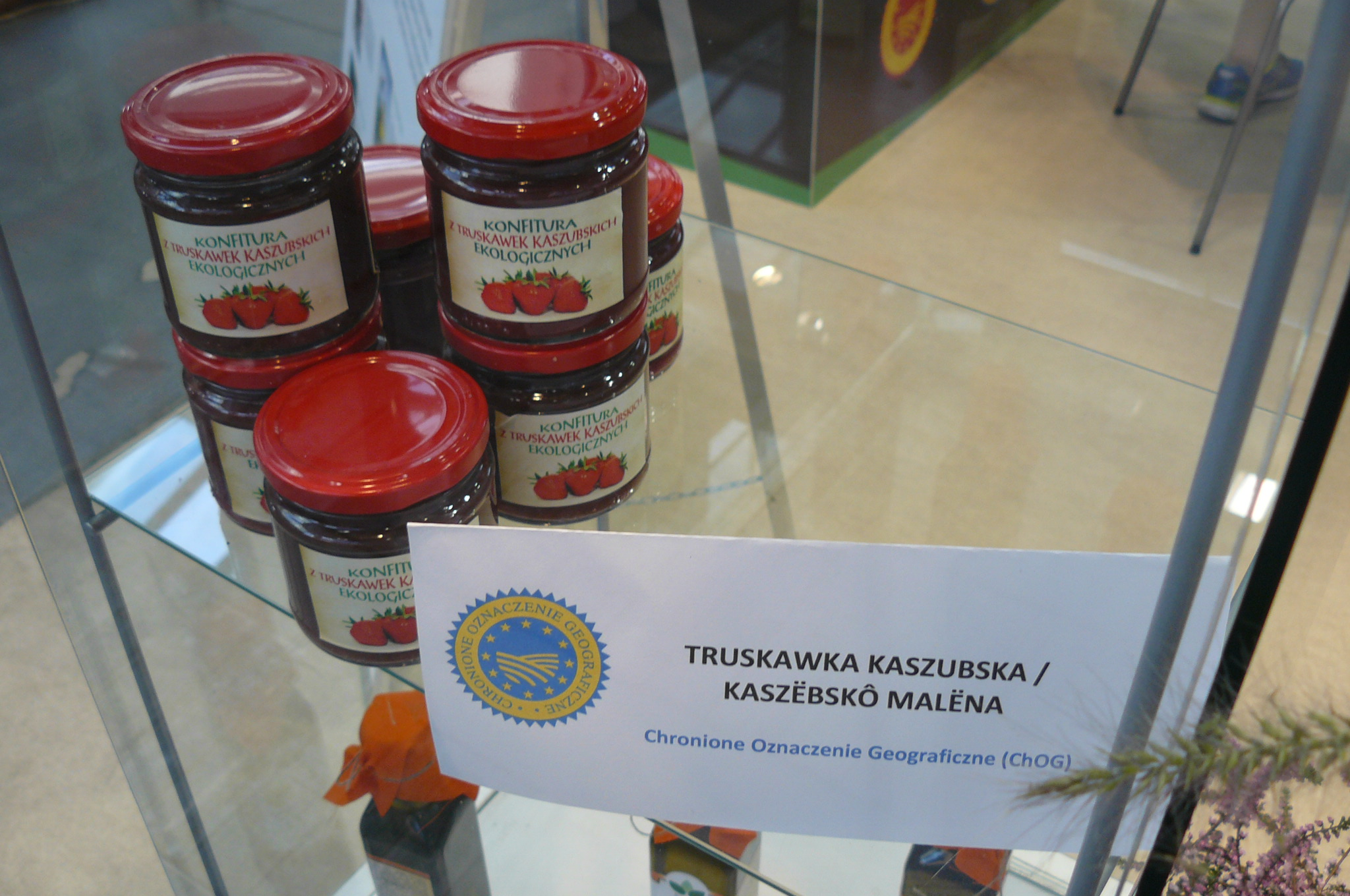
Przetwory z truskawki kaszubskiej

### Sektor pierwszy

#### Rolnictwo
Uprawa ziem na Kaszubach jest utrudniona, ze względu na niezbyt dobrą jakość tutejszych gleb. Lepszej jakości tereny znajdują się jedynie w północnej części Kaszub (zwłaszcza w powiecie puckim), gdzie plony są stosunkowo wysokie – uprawia się tu jęczmień, pszenicę, pszenżyto, kukurydzę, brukiew, buraki cukrowe i wieloletnie rośliny motylkowe. Na glebach bielicowych, występujących najpospoliciej na pojezierzach, w Borach Tucholskich i na Równinie Charzykowskiej, uprawia się głównie żyto i ziemniaki, ponadto na Pojezierzu Kaszubskim znajduje się znaczna ilość plantacji truskawek (ich uprawę zapoczątkowano w dwudziestoleciu międzywojennym w gminie Chmielno). Pojawiają się także gospodarstwa preferujące rolnictwo ekologiczne (np. w Małkowie).
W 1999 roku użytki rolne stanowiły na Kaszubach 43% wszystkich ziem (grunty orne – 32,8%, sady – 0,2%, łąki – 6%, pastwiska – 4%), zaś w 2005 było to 42,03% (grunty orne – 33,2%, sady – 0,13%, łąki – 5,84%, pastwiska – 2,86%). Najwięcej gruntów ornych mają gminy Przodkowo, Żukowo i Nowa Karczma.
Tereny najwilgotniejsze, wykorzystane pod łąki i pastwiska sprzyjają hodowli. Hodowla bydła jest popularniejsza w powiatach: kościerskim, kartuskim i puckim. Trzoda chlewna dominuje zwłaszcza w gminie Przechlewo, ale znaczny udział w tej gałęzi hodowli ma gmina Sierakowice. Z kolei pogłowie drobiu największe jest w centralnej części Kaszub (przede wszystkim gminy: Żukowo, Kartuzy, Przodkowo, Sierakowice, ponadto gminy Szemud i Wejherowo).

#### Leśnictwo
Względem reszty kraju, Kaszuby są znacznie bardziej zalesione (w 1990 roku było to 38,7%, w 1999 roku – 42%, a w 2005 – 41,4%). W 2005 roku posadzonych zostało 89 milionów drzew i 91 milionów krzewów, zalesienia i odnowienia objęły około 40 km².

#### Rybołówstwo

Merki – znaki rodowe używane przez kaszubskich rybaków.

Rybołówstwo odgrywa ważną rolę w gospodarce Kaszub. W 2005 roku były 3 zarejestrowane jednostki floty morskiej, 164 kutry i 352 łodzie rybackie (w tym 323 motorowe). Największa liczba kutrów stacjonowała we Władysławowie (89), zaś najwięcej łodzi rybackich w Ustce (54). Połowy ryb morskich w 2004 roku wyniosły 96 215 ton (53 403 tony – szproty, 11 088 ton – śledzie, 9401 ton – dorsze). Jednak po wejściu Polski do Unii Europejskiej, znaczna część kutrów i łodzi została zezłomowana (do marca 2006 roku wypłacono 265 milionów złotych 278 rybakom). Flota łowcza zmniejszyła się o 40%, a jej zdolności do połowów o 17%.

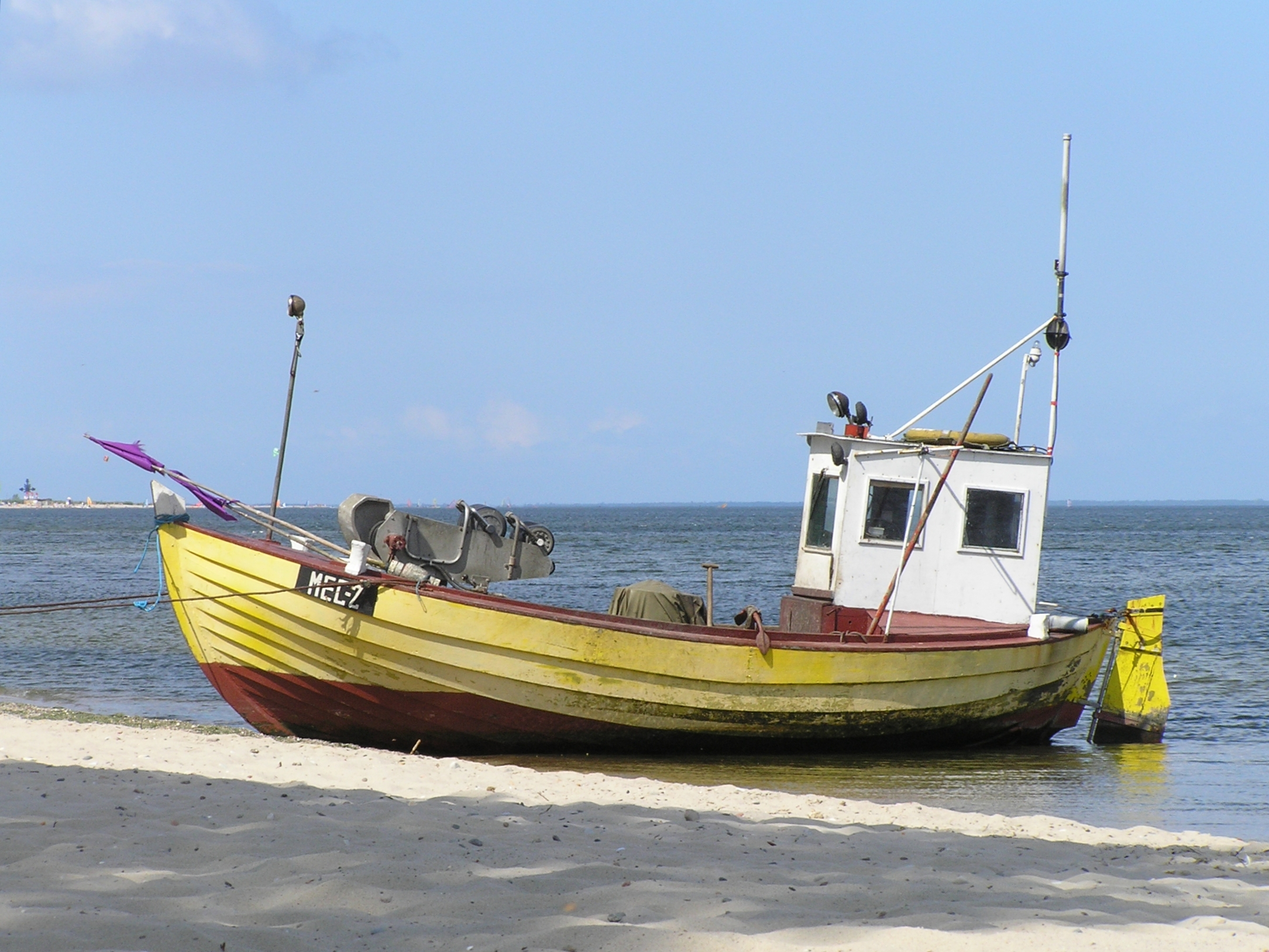
Drewniana łódź rybacka z własnym napędem (motorowym) oraz nadbudówką. Zdjęcie zostało wykonane latem 2005 roku na plaży w Mechelinkach nad Zatoką Pucką.

### Sektor drugi

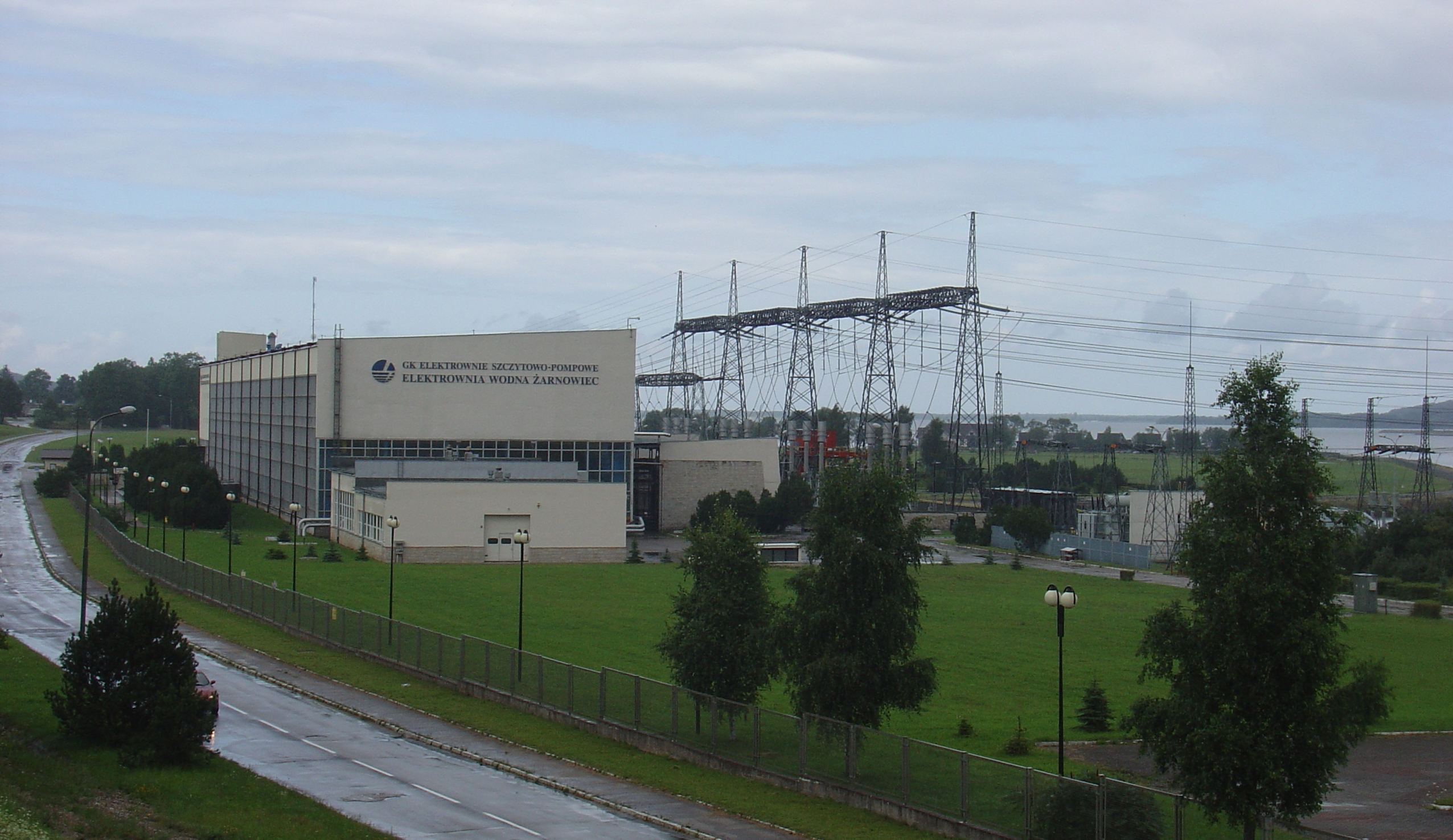
Elektrownia Wodna Żarnowiec

W 2005 roku przemysł (obejmujący górnictwo i kopalnictwo, przetwórstwo przemysłowe, wytwarzanie i zaopatrywanie w energię elektryczną, gaz i wodę) i budownictwo, a więc drugi sektor gospodarki, zatrudniał 33,19% ludności pracującej na Kaszubach i dostarczał około 30% dochodu brutto (sektor publiczny wytworzył 41%, zaś prywatny 59%).
Górnictwo i kopalnictwo na Kaszubach odgrywa znikomą rolę, gdyż tutejsza baza surowcowa jest niezbyt bogata, a jeśli złoża istnieją, to zalegają głęboko pod ziemią. Na całych Kaszubach w różnym stopniu eksploatuje się surowce skalne (żwir, kamienie, gliny, iły, piaski), dawniej wydobywano także dużo torfu. Północne Kaszuby są miejscem eksploatacji niewielkich złóż ropy naftowej i gazu ziemnego, duże złoża zalegają na dnie Bałtyku (zarówno ropy i gazu). Dla przykładu w 2005 roku przedsiębiorstwo „Petrobaltic SA” wydobyło ponad 250 000 t ropy naftowej, a jego przychody ze sprzedaży ropy i gazu osiągnęły 311 mln złotych.
Najważniejszą sekcją przemysłu na Kaszubach jest przetwórstwo przemysłowe, które ma swą lokalizację głównie w Gdańsku i Słupsku. Najważniejszy udział mają firmy rafineryjne i stoczniowe, ale rozwinięty jest także m.in.: przemysł materiałów budowlanych (powiat wejherowski), meblarski (zwłaszcza powiaty: kościerski i chojnicki), tworzyw sztucznych (bytowski), chemiczny (Gdańsk) i spożywczy (w większości powiatów kaszubskich, zwłaszcza w Gdyni, Gdańsku i powiecie kartuskim). Przykładowe firmy to: Grupa Lotos SA GK (Gdańsk), Lotos Paliwa sp. z o.o. (Gdańsk) i Stocznia Gdynia SA.
Jeśli chodzi o trzecią gałąź przemysłu – wytwarzanie i zaopatrywanie w energię elektryczną – istnieje na Kaszubach wiele przedsiębiorstw specjalizujących się w nim. Największe to (Energa SA, Pomorska Spółka Gaz. sp. z o.o., Elektrociepłownia Wybrzeże SA itd.) rozlokowane są w Gdańsku i Gdyni, poza trójmiastem istotną rolę odgrywa Bałtyk-Gaz sp. z o.o.
Elektrociepłownie znajdują się przede wszystkim w większych miastach. W Czymanowie znajduje się Elektrownia Wodna Żarnowiec (największa elektrownia szczytowo-pompowa w Polsce). Ponadto coraz więcej elektrowni wiatrowych pojawia się na Kaszubach, w 2006 roku było ich 21 (z czego 15 w samym Lisewie), w tym samym roku wydano pozwolenie na budowę kolejnych 100 turbin wiatrowych.
Gaz otrzymuje się tu z sieci krajowej, często korzysta się z butli gazowych. Miejscowości w północnej części regionu ogrzewa się gazem z Żarnowca i Dębek, a także ze złóż z dna Morza Bałtyckiego.
Kaszuby mają wystarczający zasób wód powierzchniowych i głębinowych, w 2005 roku mieszkańcy otrzymali 182 164 dam³ wody (z tego 55,1% zużył przemysł, 43,5% mieszkańcy, a 1,4% leśnictwo i rolnictwo).

#### Budownictwo
Budownictwo na Kaszubach, obejmujące stawianie, konserwowanie i rekonstruowanie budowli lądowych i wodnych, rozwija się intensywnie. W 2005 roku oddano tu do użytku 3674 budynki, w tym 2918 mieszkalne, które zawierały 7955 mieszkań i 30 671 izb. Rozwija się także budowa sieci drogowej. W celu ożywienia gospodarki utworzono na Kaszubach dwie strefy ekonomiczne: Pomorską Specjalną Strefę Ekonomiczną i Słupską Specjalną Strefę Ekonomiczną.

### Sektor trzeci
Usługi, czyli trzeci sektor gospodarki, jest najszerszy i obejmuje wiele działów. W 2005 roku 65,4% ludzi na Kaszubach pracowało w tym sektorze (233 813 osób).

#### Transport
Najważniejszą rolę w transporcie na Kaszubach odgrywa transport samochodowy. W 2005 roku było tu zarejestrowanych ponad 750 tysięcy pojazdów (około 650 tys. samochodów osobowych, około 100 tys. samochodów ciężarowych i ciągników siodłowych, oraz 3,2 tys. autobusów). Głównymi drogami były: E77 (do Warszawy), E28 (do Szczecina), 216 (Reda-Władysławowo-Hel), 20 (Gdynia-Kościerzyna-Bytów), 211 (Sierakowice-Kartuzy-Żukowo), 214 (Kościerzyna-Sierakowice-Łeba), 212 (Lębork-Bytów-Chojnice), 235 (Chojnice-Korne), 21 (Ustka-Szczecinek), 228(Bytów-Kartuzy). Było wtedy na Kaszubach około 8000 km dróg o utwardzonej nawierzchni.

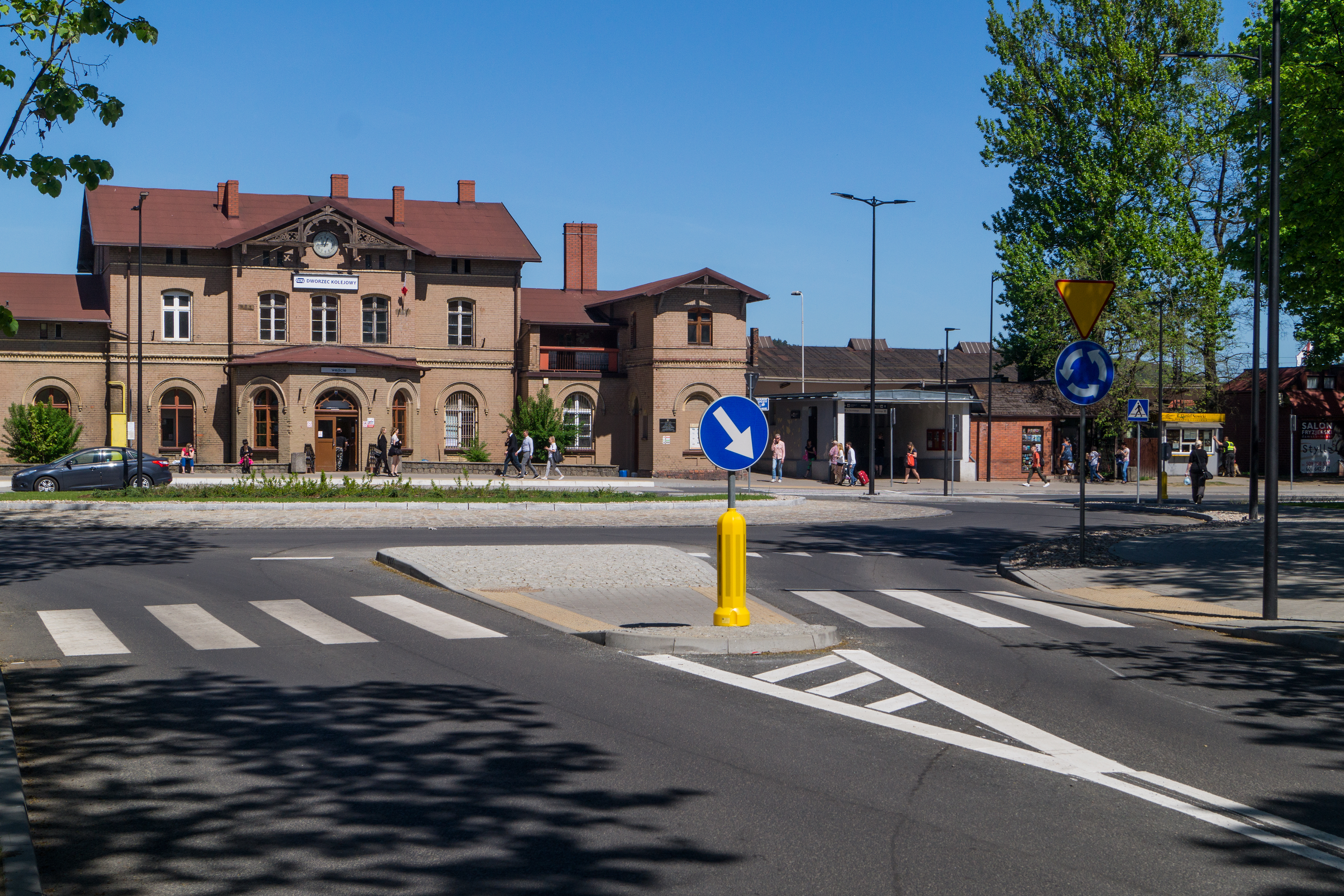
Dworzec w Wejherowie (2018)

Mało jest na Kaszubach linii kolejowych. W 1990 roku eksploatowano około 960 km linii kolejowych, w 2008 roku było to około 800 km. Główne połączenia kolejowe to linia E65 z Gdyni do Warszawy, a także linia z Tczewa do Bydgoszczy i z Gdyni do Szczecina. Największą firmą jest PKP SKM w Trójmieście. Na wielu liniach ruch pasażerski zawieszono.
Transport lotniczy reprezentowany jest przez Port Lotniczy im. Lecha Wałęsy w Gdańsku-Rębiechowie, w 2000 roku z jego usług skorzystało około 130 tys. pasażerów, a w 2006 roku już ponad 1 200 000. Wyróżnia się też transport morski (przede wszystkim porty w Gdańsku i Gdyni, w niewielkim stopniu także Ustka). W 2005 roku z transportu morskiego na tym terenie skorzystało 291 871 przyjezdnych, a z kraju wyjechało 299 169 pasażerów. W tym samym roku do portów w Gdańsku i Gdyni wpłynęło 6219 statków (o 29 928 000 NT), zaś wypłynęło 6225 (30 136 000 NT). W 2005 roku struktura przeładunków w portach morskich Pobrzeża Kaszubskiego przedstawiała się następująco: ropa i przetwory naftowe – 33,29%, drobnica – 26,53%, węgiel i koks – 22,0%, zboże – 4,62%, drewno – 0,2%, rudy – 0,1%, inne masowe towary – 13,26%.
W 2005 roku tutejsza flota transportowa posiadała 18 statków, z czego tylko trzy pływały pod polską banderą, pozostałe były pod banderą Cypru (7), Malty (7) i Korei Północnej (1).

#### Turystyka

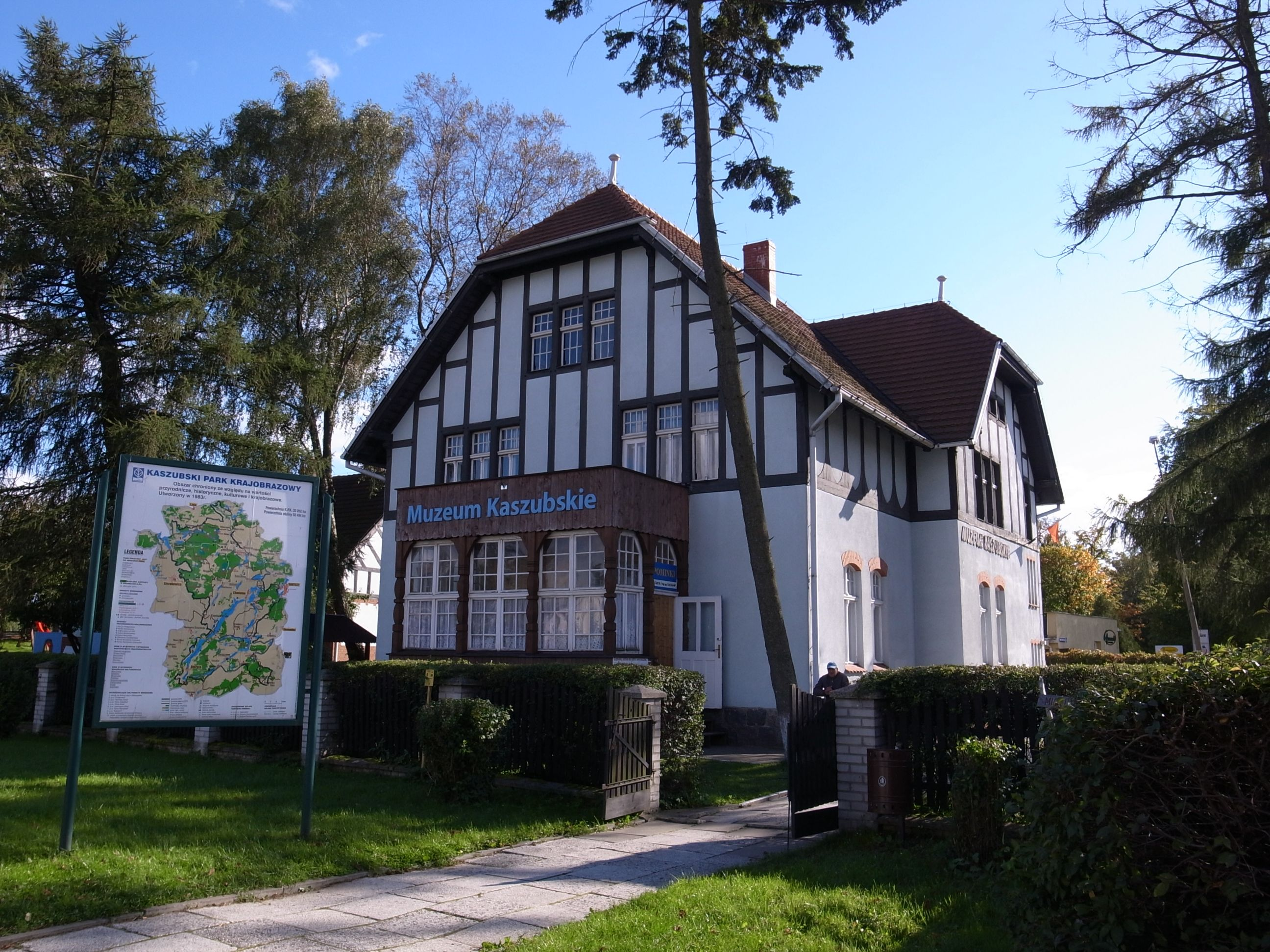
Muzeum Kaszubskie im. Franciszka Tredera w Kartuzach

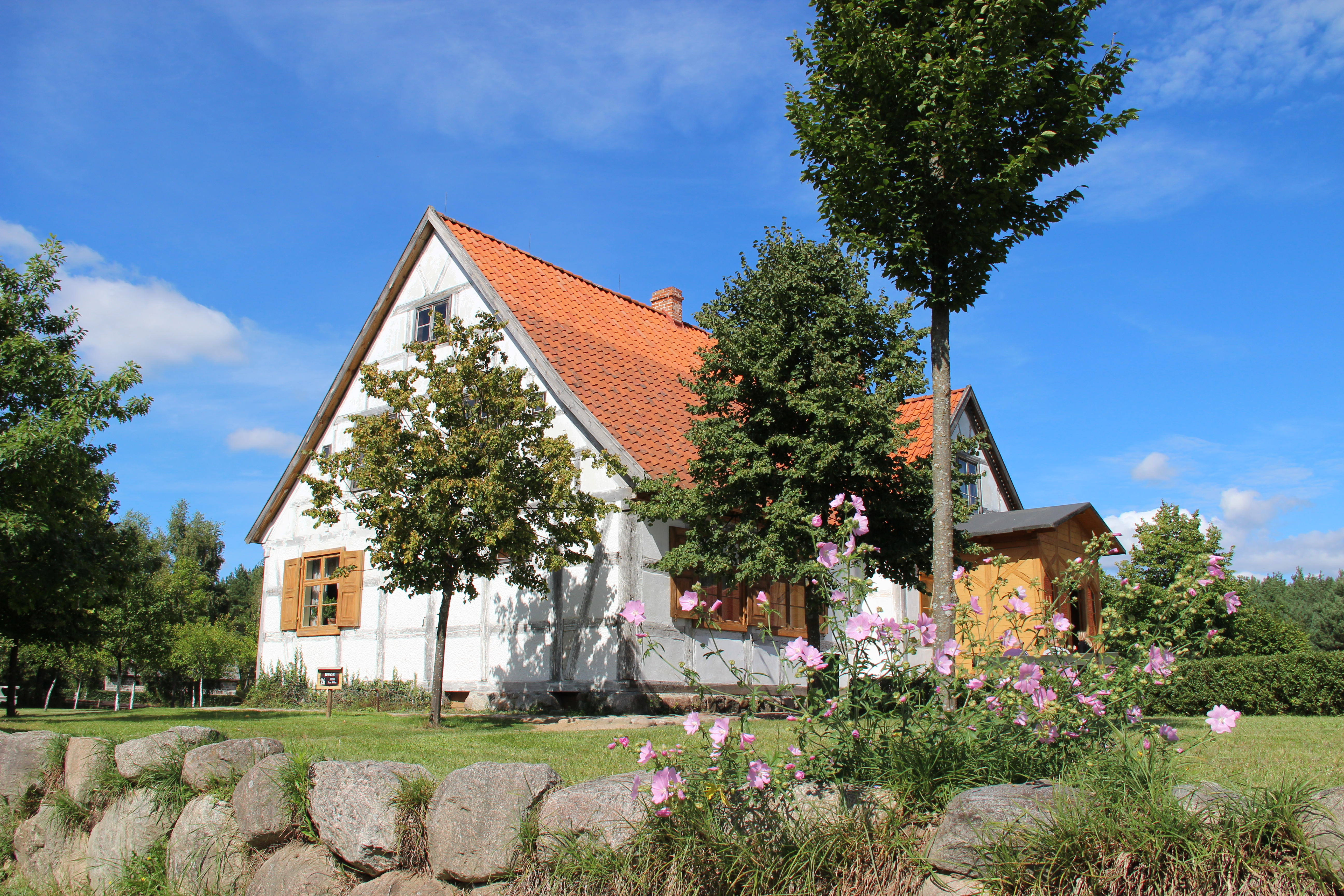
Kaszubski Park Etnograficzny we Wdzydzach

Kraina ta ma wiele walorów, które sprzyjają rozwojowi turystyki. Wśród nich są: bardzo urozmaicony krajobraz (nadmorski, pojezierny, pagórkowaty i leśny), gęsta sieć dróg dojazdowych i turystycznych, dobra baza turystyczna, liczne zabytki kultury materialnej (architektoniczne, sakralne, ludowe). Znaczne obszary kaszubskie słyną ze wspaniałych walorów krajobrazowych, dzięki czemu rozwija się chociażby turystyka piesza, rowerowa i wodna. Już w 1999 roku, na Kaszubach znajdowało się ponad 400 obiektów turystycznych, mających około 45 tysięcy miejsc noclegowych. w 2005 roku było to już 656 obiektów, w których było 72 716 miejsc noclegowych, z których skorzystało 1 177 345 turystów. Najważniejszym miastem w ruchu turystycznym był Gdańsk, zaś powiatem – powiat pucki (w którym znajdowało się 160 obiektów noclegowych).
Turyści zagraniczni odwiedzają głównie Gdańsk, który słynie z licznych zabytków architektonicznych (Główne Miasto z ratuszem, Dwór Artusa, Kościół Mariacki, Fontanna Neptuna, Stare Miasto z ratuszem, katedra w Oliwie itp.).

## Media

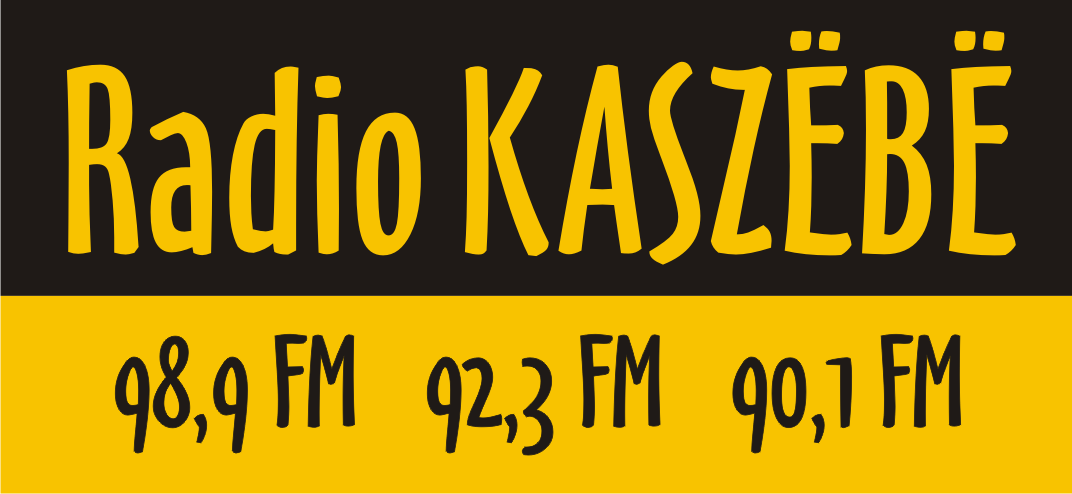
Radio Kaszëbë

Niektóre kaszubskie media, zarówno istniejące, jak i nieistniejące:
- Gazeta Kartuska – Magazyn Szwajcarii Kaszubskiej
- magazynkaszuby.pl – internetowy magazyn o regionie, wydarzeniach, historii Kaszub
- Kartuzy.info – lokalny serwis internetowy powiatu kartuskiego
- Koscierski.info – lokalny serwis internetowy powiatu kościerskiego
- Express kaszubski – lokalny serwis internetowy w Kartuzach
- Kurier Kaszubski – lokalny tygodnik wydawany na terenie Powiatu Kartuskiego i Kościerskiego
- Òdroda – nieregularnik kaszubskojęzyczny, wydawany w latach 1999–2006
- Pomerania – miesięcznik społeczno-kulturalny wydawany od 1963 roku przez Zrzeszenie Kaszubsko-Pomorskie
- Radio Kaszëbë – pierwsza w historii kaszubskojęzyczna rozgłośnia radiowa, działająca od grudnia 2004 roku
- Na bôłtach ë w bòrach – kaszubskojęzyczny magazyn radiowy Radia Gdańsk
- Rodnô zemia (kiedyś), Farwë Kaszëb i Tedë jo (obecnie) – magazyny kaszubskojęzyczne nadawane na antenie TVP3 Gdańsk.
- Telewizja Półwysep – lokalna telewizja dostępna na całych Kaszubach.
- CSB TV – regionalna telewizja
- Twoja Telewizja Morska – lokalna telewizja emitująca programy w języku kaszubskim
- Kościerski Express – kościerska gazeta Internetowa tematycznie powiązana z regionem
- NordaInfo.pl – Regionalny Portal Informacyjny północnych Kaszub
- Szwajcaria-Kaszubska.pl – serwis zajmujący się regionem i wydarzeniami z Kaszub

## Znani Kaszubi
Wśród osób, które mają kaszubskie pochodzenie, są m.in.:
- Józef Wybicki
- Günter Grass
- Weronika Korthals
- Joanna Kurowska
- Gerard Labuda
- Maciej Miecznikowski
- Daniel Pliński
- Jarosław Sellin
- Danuta Stenka
- Natalia Szroeder
- Jerzy Łysk
- Donald Tusk
- Edmund Wnuk-Lipiński
- Andrzej Wroński
- Marta Żmuda Trzebiatowska